# Elezioni provinciali in Italia del 2004

## Elezioni provinciali

### Piemonte

#### Provincia di Alessandria
| Candidati                                    | Candidati                      | Voti                           | %     | Liste                    | Voti    | %     | Seggi |
| -------------------------------------------- | ------------------------------ | ------------------------------ | ----- | ------------------------ | ------- | ----- | ----- |
|                                              | Paolo Filippi ✔️ Presidente    | 127.809                        | 50,33 | Democratici di Sinistra  | 41.972  | 18,35 | 8     |
| La Margherita                                | Paolo Filippi ✔️ Presidente    | 127.809                        | 50,33 | 26.487                   | 11,58   | 5     |       |
| Partito dei Comunisti Italiani               | Paolo Filippi ✔️ Presidente    | 127.809                        | 50,33 | 12.231                   | 5,35    | 2     |       |
| Socialisti Democratici Italiani              | Paolo Filippi ✔️ Presidente    | 127.809                        | 50,33 | 12.096                   | 5,29    | 2     |       |
| Partito della Rifondazione Comunista         | Paolo Filippi ✔️ Presidente    | 127.809                        | 50,33 | 8.805                    | 3,85    | 1     |       |
| Federazione dei Verdi                        | Paolo Filippi ✔️ Presidente    | 127.809                        | 50,33 | 4.524                    | 1,98    | -     |       |
| Italia dei Valori                            | Paolo Filippi ✔️ Presidente    | 127.809                        | 50,33 | 4.214                    | 1,84    | -     |       |
| Cittàperte                                   | Paolo Filippi ✔️ Presidente    | 127.809                        | 50,33 | 2.830                    | 1,24    | -     |       |
| Pensionati per l'Europa                      | Paolo Filippi ✔️ Presidente    | 127.809                        | 50,33 | 1.413                    | 0,62    | -     |       |
| Alleanza Popolare - UDEUR                    | Paolo Filippi ✔️ Presidente    | 127.809                        | 50,33 | 734                      | 0,32    | -     |       |
|                                              | Ugo Cavallera                  | 100.223                        | 39,47 | Forza Italia             | 54.682  | 23,91 | 6     |
| Alleanza Nazionale                           | Ugo Cavallera                  | 100.223                        | 39,47 | 17.895                   | 7,82    | 2     |       |
| Unione dei Democratici Cristiani e di Centro | Ugo Cavallera                  | 100.223                        | 39,47 | 8.640                    | 3,78    | 1     |       |
| Nuovo PSI                                    | Ugo Cavallera                  | 100.223                        | 39,47 | 3.148                    | 1,38    | -     |       |
| Insieme per la Provincia                     | Ugo Cavallera                  | 100.223                        | 39,47 | 2.760                    | 1,21    | -     |       |
| Partito Pensionati                           | Ugo Cavallera                  | 100.223                        | 39,47 | 2.570                    | 1,12    | -     |       |
| Seggio al candidato presidente               | Seggio al candidato presidente | Seggio al candidato presidente | 39,47 | 1                        |         |       |       |
|                                              | Rossana Boldi                  | 19.664                         | 7,74  | Lega Nord                | 18.227  | 7,97  | 2     |
|                                              | Maurizio Lanza                 | 2.848                          | 1,12  | Patto Segni-Scognamiglio | 1.302   | 0,57  | -     |
| No Aeroporto                                 | Maurizio Lanza                 | 2.848                          | 1,12  | 1.157                    | 0,51    | -     |       |
|                                              | Giorgio Gaione                 | 2.493                          | 0,98  | Fiamma Tricolore         | 2.229   | 0,97  | -     |
|                                              | Carmelo Miragliotta            | 897                            | 0,35  | Gente                    | 826     | 0,36  | -     |
| Totale                                       | Totale                         | 253.934                        |       |                          | 228.742 |       | 30    |

#### Provincia di Asti
| Candidati                                    | Candidati                      | Voti                           | %     | Liste                   | Voti    | %     | Seggi |
| -------------------------------------------- | ------------------------------ | ------------------------------ | ----- | ----------------------- | ------- | ----- | ----- |
|                                              | Roberto Marmo ✔️ Presidente    | 62.066                         | 52,13 | Forza Italia            | 21.788  | 20,79 | 7     |
| Unione dei Democratici Cristiani e di Centro | Roberto Marmo ✔️ Presidente    | 62.066                         | 52,13 | 9.673                   | 9,23    | 3     |       |
| Insieme per Marmo                            | Roberto Marmo ✔️ Presidente    | 62.066                         | 52,13 | 9.255                   | 8,83    | 2     |       |
| Alleanza Nazionale                           | Roberto Marmo ✔️ Presidente    | 62.066                         | 52,13 | 8.009                   | 7,64    | 2     |       |
| Giovani                                      | Roberto Marmo ✔️ Presidente    | 62.066                         | 52,13 | 2.674                   | 2,55    | -     |       |
| Partito Pensionati                           | Roberto Marmo ✔️ Presidente    | 62.066                         | 52,13 | 1.949                   | 1,86    | -     |       |
| Nuovo PSI                                    | Roberto Marmo ✔️ Presidente    | 62.066                         | 52,13 | 989                     | 0,94    | -     |       |
| Partito Repubblicano Italiano                | Roberto Marmo ✔️ Presidente    | 62.066                         | 52,13 | 555                     | 0,53    | -     |       |
|                                              | Flavio Pesce                   | 47.316                         | 39,74 | Democratici di Sinistra | 10.998  | 10,50 | 3     |
| La Margherita                                | Flavio Pesce                   | 47.316                         | 39,74 | 10.243                  | 9,78    | 3     |       |
| Partito della Rifondazione Comunista         | Flavio Pesce                   | 47.316                         | 39,74 | 6.286                   | 6,00    | 1     |       |
| Partito dei Comunisti Italiani               | Flavio Pesce                   | 47.316                         | 39,74 | 4.944                   | 4,72    | 1     |       |
| Italia dei Valori                            | Flavio Pesce                   | 47.316                         | 39,74 | 2.337                   | 2,23    | -     |       |
| Federazione dei Verdi                        | Flavio Pesce                   | 47.316                         | 39,74 | 2.153                   | 2,05    | -     |       |
| Socialisti Democratici Italiani              | Flavio Pesce                   | 47.316                         | 39,74 | 2.077                   | 1,98    | -     |       |
| Asti Provincia Democratica                   | Flavio Pesce                   | 47.316                         | 39,74 | 1.594                   | 1,52    | -     |       |
| Seggio al candidato presidente               | Seggio al candidato presidente | Seggio al candidato presidente | 39,74 | 1                       |         |       |       |
|                                              | Sebastiano Fogliato            | 7.428                          | 6,24  | Lega Nord               | 7.374   | 7,04  | 1     |
|                                              | Salvatore Piccicuto            | 1.172                          | 0,98  | Lista Consumatori       | 1.015   | 0,97  | -     |
|                                              | Anna Maria Briola              | 1.070                          | 0,90  | Fiamma Tricolore        | 866     | 0,83  | -     |
| Totale                                       | Totale                         | 119.052                        |       |                         | 104.779 |       | 24    |

#### Provincia di Biella
| Candidati                                    | Candidati                              | Voti                           | %     | Liste                               | Voti   | %     | Seggi |
| -------------------------------------------- | -------------------------------------- | ------------------------------ | ----- | ----------------------------------- | ------ | ----- | ----- |
|                                              | Orazio Scanzio Accede al ballottaggio  | 51.935                         | 45,07 | Forza Italia                        | 25.009 | 25,35 | 5     |
| Alleanza Nazionale                           | Orazio Scanzio Accede al ballottaggio  | 51.935                         | 45,07 | 7.524                               | 7,63   | 1     |       |
| Orazio Scanzio Presidente                    | Orazio Scanzio Accede al ballottaggio  | 51.935                         | 45,07 | 5.046                               | 5,11   | 1     |       |
| Unione dei Democratici Cristiani e di Centro | Orazio Scanzio Accede al ballottaggio  | 51.935                         | 45,07 | 2.914                               | 2,95   | -     |       |
| Centro                                       | Orazio Scanzio Accede al ballottaggio  | 51.935                         | 45,07 | 2.476                               | 2,51   | -     |       |
| Patto Segni-Scognamiglio                     | Orazio Scanzio Accede al ballottaggio  | 51.935                         | 45,07 | 504                                 | 0,51   | -     |       |
| Seggio al candidato presidente               | Seggio al candidato presidente         | Seggio al candidato presidente | 45,07 | 1                                   |        |       |       |
|                                              | Sergio Scaramal Accede al ballottaggio | 49.898                         | 43,30 | Democratici di Sinistra             | 15.106 | 15,31 | 6     |
| La Margherita                                | Sergio Scaramal Accede al ballottaggio | 49.898                         | 43,30 | 14.191                              | 14,38  | 5     |       |
| Partito della Rifondazione Comunista         | Sergio Scaramal Accede al ballottaggio | 49.898                         | 43,30 | 5.575                               | 5,65   | 2     |       |
| Partito dei Comunisti Italiani               | Sergio Scaramal Accede al ballottaggio | 49.898                         | 43,30 | 2.927                               | 2,97   | 1     |       |
| Federazione dei Verdi                        | Sergio Scaramal Accede al ballottaggio | 49.898                         | 43,30 | 2.336                               | 2,37   | -     |       |
| Italia dei Valori                            | Sergio Scaramal Accede al ballottaggio | 49.898                         | 43,30 | 1.466                               | 1,49   | -     |       |
| Socialisti Democratici Italiani              | Sergio Scaramal Accede al ballottaggio | 49.898                         | 43,30 | 1.010                               | 1,02   | -     |       |
|                                              | Roberto Simonetti                      | 8.727                          | 7,57  | Lega Nord (A)                       | 8.305  | 8,42  | 2     |
|                                              | Nicola Pastorello                      | 2.260                          | 1,96  | Controcorrente                      | 2.045  | 2,07  | -     |
|                                              | Anna Sartoris                          | 1.423                          | 1,23  | Movimento Indipendente Biellese (B) | 1.322  | 1,34  | -     |
|                                              | Sandra Molinari                        | 983                            | 0,85  | Fiamma Tricolore                    | 902    | 0,91  | -     |
| Totale                                       | Totale                                 | 115.226                        |       |                                     | 98.658 |       | 24    |

- La lista contrassegnata con la lettera A è apparentata al secondo turno con il candidato sindaco Orazio Scanzio.

- La lista contrassegnata con la lettera B è apparentata al secondo turno con il candidato sindaco Sergio Scaramal.

Ballottaggio
| Candidati | Candidati                  | Voti   | %      |
| --------- | -------------------------- | ------ | ------ |
|           | Sergio Scaramal ✔️ Sindaco | 45.984 | 50,02  |
|           | Orazio Scanzio             | 45.943 | 49,98  |
| Totale    | Totale                     | 91.927 | 100,00 |

#### Provincia di Cuneo
| Candidati                                              | Candidati                      | Voti                           | %     | Liste                    | Voti    | %     | Seggi |
| ------------------------------------------------------ | ------------------------------ | ------------------------------ | ----- | ------------------------ | ------- | ----- | ----- |
|                                                        | Raffaele Costa ✔️ Presidente   | 170.459                        | 53,51 | Forza Italia             | 49.695  | 17,31 | 7     |
| Lista Costa                                            | Raffaele Costa ✔️ Presidente   | 170.459                        | 53,51 | 26.733                   | 9,31    | 3     |       |
| Unione dei Democratici Cristiani e di Centro           | Raffaele Costa ✔️ Presidente   | 170.459                        | 53,51 | 21.774                   | 7,58    | 3     |       |
| Alleanza Nazionale                                     | Raffaele Costa ✔️ Presidente   | 170.459                        | 53,51 | 18.276                   | 6,37    | 2     |       |
| Uniti con Lombardi                                     | Raffaele Costa ✔️ Presidente   | 170.459                        | 53,51 | 13.926                   | 4,85    | 2     |       |
| Impegno per Granda                                     | Raffaele Costa ✔️ Presidente   | 170.459                        | 53,51 | 6.901                    | 2,40    | 1     |       |
| Partito Pensionati                                     | Raffaele Costa ✔️ Presidente   | 170.459                        | 53,51 | 6.814                    | 2,37    | -     |       |
| Polo del Futuro                                        | Raffaele Costa ✔️ Presidente   | 170.459                        | 53,51 | 5.439                    | 1,89    | -     |       |
| Partito Repubblicano Italiano                          | Raffaele Costa ✔️ Presidente   | 170.459                        | 53,51 | 2.380                    | 0,83    | -     |       |
| Piemont                                                | Raffaele Costa ✔️ Presidente   | 170.459                        | 53,51 | 2.374                    | 0,83    | -     |       |
| Verdi Verdi                                            | Raffaele Costa ✔️ Presidente   | 170.459                        | 53,51 | 1.579                    | 0,55    | -     |       |
|                                                        | Elio Rostagno                  | 119.856                        | 37,62 | Democratici di Sinistra  | 31.300  | 10,90 | 4     |
| La Margherita                                          | Elio Rostagno                  | 119.856                        | 37,62 | 24.160                   | 8,41    | 3     |       |
| Centro                                                 | Elio Rostagno                  | 119.856                        | 37,62 | 11.907                   | 4,15    | 1     |       |
| Partito della Rifondazione Comunista                   | Elio Rostagno                  | 119.856                        | 37,62 | 10.516                   | 3,66    | 1     |       |
| Italia dei Valori                                      | Elio Rostagno                  | 119.856                        | 37,62 | 6.787                    | 2,36    | -     |       |
| Federazione dei Verdi                                  | Elio Rostagno                  | 119.856                        | 37,62 | 5.472                    | 1,91    | -     |       |
| Crescere                                               | Elio Rostagno                  | 119.856                        | 37,62 | 4.214                    | 1,47    | -     |       |
| Socialisti Democratici Italiani - Repubblicani Europei | Elio Rostagno                  | 119.856                        | 37,62 | 3.793                    | 1,32    | -     |       |
| Provincia Solidale                                     | Elio Rostagno                  | 119.856                        | 37,62 | 3.376                    | 1,18    | -     |       |
| Partito dei Comunisti Italiani                         | Elio Rostagno                  | 119.856                        | 37,62 | 3.302                    | 1,15    | -     |       |
| Alleanza Popolare - UDEUR                              | Elio Rostagno                  | 119.856                        | 37,62 | 621                      | 0,22    | -     |       |
| Seggio al candidato presidente                         | Seggio al candidato presidente | Seggio al candidato presidente | 37,62 | 1                        |         |       |       |
|                                                        | Guido Brignone                 | 25.076                         | 7,87  | Lega Nord                | 23.043  | 8,03  | 2     |
|                                                        | Giuseppe Franchi               | 1.711                          | 0,54  | No Euro                  | 1.476   | 0,51  | -     |
|                                                        | Roberto Colombo                | 1.463                          | 0,46  | Patto Segni-Scognamiglio | 1.268   | 0,44  | -     |
| Totale                                                 | Totale                         | 318.565                        |       |                          | 287.126 |       | 30    |

#### Provincia di Novara
| Candidati                                    | Candidati                              | Voti                           | %     | Liste                                   | Voti    | %     | Seggi |
| -------------------------------------------- | -------------------------------------- | ------------------------------ | ----- | --------------------------------------- | ------- | ----- | ----- |
|                                              | Sergio Vedovato Accede al ballottaggio | 84.810                         | 42,29 | Democratici di Sinistra                 | 26.359  | 14,97 | 7     |
| La Margherita                                | Sergio Vedovato Accede al ballottaggio | 84.810                         | 42,29 | 18.727                                  | 10,64   | 5     |       |
| Partito della Rifondazione Comunista         | Sergio Vedovato Accede al ballottaggio | 84.810                         | 42,29 | 10.696                                  | 6,08    | 3     |       |
| Federazione dei Verdi                        | Sergio Vedovato Accede al ballottaggio | 84.810                         | 42,29 | 5.841                                   | 3,32    | 1     |       |
| Partito dei Comunisti Italiani               | Sergio Vedovato Accede al ballottaggio | 84.810                         | 42,29 | 4.427                                   | 2,51    | 1     |       |
| Italia dei Valori                            | Sergio Vedovato Accede al ballottaggio | 84.810                         | 42,29 | 3.978                                   | 2,26    | 1     |       |
| Socialisti Democratici Italiani              | Sergio Vedovato Accede al ballottaggio | 84.810                         | 42,29 | 1.990                                   | 1,13    | -     |       |
| Alleanza Popolare - UDEUR                    | Sergio Vedovato Accede al ballottaggio | 84.810                         | 42,29 | 420                                     | 0,24    | -     |       |
|                                              | Maurizio Pagani Accede al ballottaggio | 80.020                         | 39,90 | Forza Italia                            | 44.791  | 25,45 | 6     |
| Alleanza Nazionale                           | Maurizio Pagani Accede al ballottaggio | 80.020                         | 39,90 | 17.110                                  | 9,72    | 2     |       |
| Unione dei Democratici Cristiani e di Centro | Maurizio Pagani Accede al ballottaggio | 80.020                         | 39,90 | 8.722                                   | 4,95    | 1     |       |
| Lista Ecologica                              | Maurizio Pagani Accede al ballottaggio | 80.020                         | 39,90 | 614                                     | 0,35    | -     |       |
| Seggio al candidato presidente               | Seggio al candidato presidente         | Seggio al candidato presidente | 39,90 | 1                                       |         |       |       |
|                                              | Maria Piera Pastore                    | 20.567                         | 10,26 | Lega Nord (A)                           | 18.928  | 10,75 | 2     |
|                                              | Teresio Colombo                        | 5.752                          | 2,87  | Nuovo PSI                               | 2.504   | 1,42  | -     |
| Italia Ambiente                              | Teresio Colombo                        | 5.752                          | 2,87  | 2.448                                   | 1,39    | -     |       |
|                                              | Carlo Alberto Barbaglia                | 3.002                          | 1,50  | I Liberal Sgarbi                        | 2.727   | 1,55  | -     |
|                                              | Renato Piras                           | 2.553                          | 1,27  | Partito Socialista Democratico Italiano | 2.384   | 1,35  | -     |
|                                              | Giancarlo Travagin                     | 1.385                          | 0,69  | Rinascita della Democrazia Cristiana    | 1.219   | 0,69  | -     |
|                                              | Roberto Almasio                        | 1.347                          | 0,67  | Patto Segni-Scognamiglio                | 1.164   | 0,66  | -     |
|                                              | Paolo Marino                           | 1.113                          | 0,55  | Da Sempre ci Siamo                      | 980     | 0,56  | -     |
| Totale                                       | Totale                                 | 200.549                        |       |                                         | 176.029 |       | 30    |

- La lista contrassegnata con la lettera A è apparentata al secondo turno con il candidato sindaco Maurizio Pagani.

Ballottaggio
| Candidati | Candidati                  | Voti    | %      |
| --------- | -------------------------- | ------- | ------ |
|           | Sergio Vedovato ✔️ Sindaco | 73.309  | 53,16  |
|           | Maurizio Pagani            | 64.581  | 46,84  |
| Totale    | Totale                     | 137.890 | 100,00 |

#### Provincia di Torino
| Candidati                                    | Candidati                      | Voti                           | %     | Liste                         | Voti      | %     | Seggi |
| -------------------------------------------- | ------------------------------ | ------------------------------ | ----- | ----------------------------- | --------- | ----- | ----- |
|                                              | Antonino Saitta ✔️ Presidente  | 633.520                        | 51,88 | Democratici di Sinistra       | 196.578   | 18,03 | 11    |
| La Margherita                                | Antonino Saitta ✔️ Presidente  | 633.520                        | 51,88 | 96.242                        | 8,83      | 5     |       |
| Partito della Rifondazione Comunista         | Antonino Saitta ✔️ Presidente  | 633.520                        | 51,88 | 87.213                        | 8,00      | 4     |       |
| Italia dei Valori                            | Antonino Saitta ✔️ Presidente  | 633.520                        | 51,88 | 42.327                        | 3,88      | 2     |       |
| Partito dei Comunisti Italiani               | Antonino Saitta ✔️ Presidente  | 633.520                        | 51,88 | 41.766                        | 3,83      | 2     |       |
| Federazione dei Verdi                        | Antonino Saitta ✔️ Presidente  | 633.520                        | 51,88 | 39.037                        | 3,58      | 2     |       |
| Socialisti Democratici Italiani              | Antonino Saitta ✔️ Presidente  | 633.520                        | 51,88 | 30.407                        | 2,79      | 1     |       |
| Repubblicani Europei                         | Antonino Saitta ✔️ Presidente  | 633.520                        | 51,88 | 10.832                        | 0,99      | -     |       |
| Alleanza Popolare - UDEUR                    | Antonino Saitta ✔️ Presidente  | 633.520                        | 51,88 | 8.862                         | 0,81      | -     |       |
|                                              | Franco Botta                   | 391.975                        | 32,10 | Forza Italia                  | 193.484   | 17,74 | 8     |
| Alleanza Nazionale                           | Franco Botta                   | 391.975                        | 32,10 | 101.959                       | 9,35      | 4     |       |
| Unione dei Democratici Cristiani e di Centro | Franco Botta                   | 391.975                        | 32,10 | 50.099                        | 4,59      | 2     |       |
| Unione Pensionati                            | Franco Botta                   | 391.975                        | 32,10 | 10.368                        | 0,95      | -     |       |
| Seggio al candidato presidente               | Seggio al candidato presidente | Seggio al candidato presidente | 32,10 | 1                             |           |       |       |
|                                              | Arturo Calligaro               | 70.715                         | 5,79  | Lega Nord                     | 66.883    | 6,13  | 3     |
|                                              | Piero Carcerano                | 16.505                         | 1,35  | Nuovo PSI                     | 15.946    | 1,46  | -     |
|                                              | Maurizio Lupi                  | 12.490                         | 1,02  | Pace                          | 8.288     | 0,76  | -     |
| No Inceneritore                              | Maurizio Lupi                  | 12.490                         | 1,02  | 1.882                         | 0,17      | -     |       |
|                                              | Bruno Massari                  | 12.142                         | 0,99  | Alternativa Sociale           | 10.954    | 1,00  | -     |
|                                              | Tiziana Sorriento              | 10.674                         | 0,98  | Lista Consumatori             | 10.674    | 0,98  | -     |
|                                              | Renzo Rabellino                | 11.437                         | 0,94  | No Euro                       | 8.965     | 0,82  | -     |
| Noi Automobilisti                            | Renzo Rabellino                | 11.437                         | 0,94  | 1.280                         | 0,12      | -     |       |
|                                              | Valerio Cignetti               | 9.328                          | 0,76  | Fiamma Tricolore              | 8.892     | 0,82  | -     |
|                                              | Ivana Galliano                 | 9.028                          | 0,74  | No TAV                        | 8.454     | 0,78  | -     |
|                                              | Giancarlo Tapparo              | 8.489                          | 0,70  | Unione Civica dei Riformatori | 8.126     | 0,75  | -     |
|                                              | Manlio Collino                 | 8.346                          | 0,68  | Movimento Filadelfia          | 7.526     | 0,69  | -     |
|                                              | Liliana Cavallo                | 8.292                          | 0,68  | Pensionati per l'Europa       | 7.638     | 0,70  | -     |
|                                              | Walter Cavrenghi               | 3.819                          | 0,31  | Patto Segni-Scognamiglio      | 3.518     | 0,32  | -     |
|                                              | Denis Martucci                 | 3.791                          | 0,31  | Da Sempre ci Siamo            | 3.537     | 0,32  | -     |
|                                              | Luigina Staunovo               | 3.657                          | 0,30  | Pensionati e Invalidi         | 3.525     | 0,32  | -     |
|                                              | Paolo Ferraris                 | 2.204                          | 0,18  | Democratici Europei di Centro | 1.976     | 0,18  | -     |
|                                              | Antonio Piarulli               | 1.869                          | 0,15  | Movimento P.P.A.              | 1.660     | 0,15  | -     |
|                                              | Ivan Marchetti                 | 1.696                          | 0,14  | Partito Umanista              | 1.633     | 0,15  | -     |
| Totale                                       | Totale                         | 1.221.026                      |       |                               | 1.090.531 |       | 45    |

#### Provincia del Verbano-Cusio-Ossola
| Candidati                                    | Candidati                             | Voti                           | %     | Liste                                | Voti   | %     | Seggi |
| -------------------------------------------- | ------------------------------------- | ------------------------------ | ----- | ------------------------------------ | ------ | ----- | ----- |
|                                              | Ivan Guarducci Accede al ballottaggio | 44.217                         | 45,61 | Forza Italia                         | 20.315 | 23,55 | 5     |
| Alleanza Nazionale                           | Ivan Guarducci Accede al ballottaggio | 44.217                         | 45,61 | 7.569                                | 8,78   | 1     |       |
| Per Guarducci                                | Ivan Guarducci Accede al ballottaggio | 44.217                         | 45,61 | 3.939                                | 4,57   | 1     |       |
| Socialisti Uniti                             | Ivan Guarducci Accede al ballottaggio | 44.217                         | 45,61 | 3.849                                | 4,46   | -     |       |
| Unione dei Democratici Cristiani e di Centro | Ivan Guarducci Accede al ballottaggio | 44.217                         | 45,61 | 2.883                                | 3,34   | -     |       |
| Centro                                       | Ivan Guarducci Accede al ballottaggio | 44.217                         | 45,61 | 1.237                                | 1,43   | -     |       |
| Seggio al candidato presidente               | Seggio al candidato presidente        | Seggio al candidato presidente | 45,61 | 1                                    |        |       |       |
|                                              | Paolo Ravaioli Accede al ballottaggio | 38.696                         | 39,92 | Democratici di Sinistra              | 16.010 | 18,56 | 8     |
| La Margherita                                | Paolo Ravaioli Accede al ballottaggio | 38.696                         | 39,92 | 6.091                                | 7,06   | 3     |       |
| Partito della Rifondazione Comunista         | Paolo Ravaioli Accede al ballottaggio | 38.696                         | 39,92 | 4.404                                | 5,11   | 2     |       |
| Federazione dei Verdi                        | Paolo Ravaioli Accede al ballottaggio | 38.696                         | 39,92 | 2.334                                | 2,71   | 1     |       |
| Partito dei Comunisti Italiani               | Paolo Ravaioli Accede al ballottaggio | 38.696                         | 39,92 | 1.930                                | 2,24   | -     |       |
| Socialisti Democratici Italiani              | Paolo Ravaioli Accede al ballottaggio | 38.696                         | 39,92 | 1.769                                | 2,05   | -     |       |
| Italia dei Valori                            | Paolo Ravaioli Accede al ballottaggio | 38.696                         | 39,92 | 1.693                                | 1,96   | -     |       |
|                                              | Paolo Marchioni                       | 10.777                         | 11,12 | Lega Nord (A)                        | 7.915  | 9,18  | 1     |
| Difendi i tuoi Ospedali                      | Paolo Marchioni                       | 10.777                         | 11,12 | 1.289                                | 1,49   | -     |       |
| Seggio al candidato presidente               | Seggio al candidato presidente        | Seggio al candidato presidente | 11,12 | 1                                    |        |       |       |
|                                              | Adriano Rebecchi                      | 1.713                          | 1,77  | Fiamma Tricolore                     | 1.588  | 1,84  | -     |
|                                              | Mario Di Primio                       | 959                            | 0,99  | Rinascita della Democrazia Cristiana | 925    | 1,07  | -     |
|                                              | Carlo Govoni                          | 582                            | 0,60  | Voglia di Vivere                     | 505    | 0,59  | -     |
| Totale                                       | Totale                                | 96.944                         |       |                                      | 86.245 |       | 24    |

- La lista contrassegnata con la lettera A è apparentata al secondo turno con il candidato presidente Ivan Guarducci.

Ballottaggio
| Candidati | Candidati                 | Voti   | %      |
| --------- | ------------------------- | ------ | ------ |
|           | Paolo Ravaioli ✔️ Sindaco | 36.491 | 51,27  |
|           | Ivan Guarducci            | 34.688 | 48,73  |
| Totale    | Totale                    | 71.179 | 100,00 |

### Lombardia

#### Provincia di Bergamo
| Candidati                                    | Candidati                                 | Voti                           | %     | Liste                                    | Voti    | %     | Seggi |
| -------------------------------------------- | ----------------------------------------- | ------------------------------ | ----- | ---------------------------------------- | ------- | ----- | ----- |
|                                              | Valerio Bettoni Accede al ballottaggio    | 203.830                        | 35,18 | Forza Italia                             | 120.101 | 23,05 | 15    |
| Alleanza Nazionale                           | Valerio Bettoni Accede al ballottaggio    | 203.830                        | 35,18 | 31.148                                   | 5,98    | 4     |       |
| Unione dei Democratici Cristiani e di Centro | Valerio Bettoni Accede al ballottaggio    | 203.830                        | 35,18 | 25.692                                   | 4,93    | 3     |       |
|                                              | Giuseppe Facchetti Accede al ballottaggio | 174.986                        | 30,20 | Democratici di Sinistra                  | 46.926  | 9,01  | 3     |
| La Margherita                                | Giuseppe Facchetti Accede al ballottaggio | 174.986                        | 30,20 | 42.674                                   | 8,19    | 2     |       |
| Partito della Rifondazione Comunista         | Giuseppe Facchetti Accede al ballottaggio | 174.986                        | 30,20 | 25.659                                   | 4,92    | 1     |       |
| Italia dei Valori                            | Giuseppe Facchetti Accede al ballottaggio | 174.986                        | 30,20 | 16.784                                   | 3,22    | 1     |       |
| Federazione dei Verdi                        | Giuseppe Facchetti Accede al ballottaggio | 174.986                        | 30,20 | 12.892                                   | 2,47    | -     |       |
| Partito dei Comunisti Italiani               | Giuseppe Facchetti Accede al ballottaggio | 174.986                        | 30,20 | 8.637                                    | 1,66    | -     |       |
| Socialisti Democratici Italiani              | Giuseppe Facchetti Accede al ballottaggio | 174.986                        | 30,20 | 7.031                                    | 1,35    | -     |       |
| Seggio al candidato presidente               | Seggio al candidato presidente            | Seggio al candidato presidente | 30,20 | 1                                        |         |       |       |
|                                              | Giacomo Stucchi                           | 126.353                        | 21,81 | Lega Nord                                | 108.466 | 20,82 | 4     |
| Forza Bergamo                                | Giacomo Stucchi                           | 126.353                        | 21,81 | 3.456                                    | 0,66    | -     |       |
| U.C.L.                                       | Giacomo Stucchi                           | 126.353                        | 21,81 | 1.970                                    | 0,38    | -     |       |
| P.A.C.E.                                     | Giacomo Stucchi                           | 126.353                        | 21,81 | 1.915                                    | 0,37    | -     |       |
| Seggio al candidato presidente               | Seggio al candidato presidente            | Seggio al candidato presidente | 21,81 | 1                                        |         |       |       |
|                                              | Gabriella Benigna                         | 16.629                         | 2,87  | Lega per l'Autonomia - Alleanza Lombarda | 15.005  | 2,88  | -     |
|                                              | Ermanno Gavazzi                           | 16.387                         | 2,83  | Partito Pensionati (A)                   | 15.921  | 3,06  | 1     |
|                                              | Piergiorgio Goisis                        | 9.989                          | 1,72  | Lega Alpina Lumbarda                     | 9.272   | 1,78  | -     |
|                                              | Silvano Donadoni                          | 9.375                          | 1,62  | La Provincia delle Comunità (B)          | 5.258   | 1,01  | -     |
| La Provincia della Solidarietà (C)           | Silvano Donadoni                          | 9.375                          | 1,62  | 2.837                                    | 0,54    | -     |       |
|                                              | Nicola Carrara                            | 5.118                          | 0,88  | Socialisti Uniti                         | 3.541   | 0,68  | -     |
| Centro                                       | Nicola Carrara                            | 5.118                          | 0,88  | 1.006                                    | 0,19    | -     |       |
|                                              | Flavio Ceroni                             | 4.874                          | 0,84  | No Euro                                  | 3.884   | 0,75  | -     |
| Fronte Cristiano                             | Flavio Ceroni                             | 4.874                          | 0,84  | 421                                      | 0,08    | -     |       |
|                                              | Alessandro Vailati                        | 4.707                          | 0,81  | Alternativa Sociale                      | 4.408   | 0,85  | -     |
|                                              | Maria Colombo                             | 2.262                          | 0,39  | Movimento Idea Sociale                   | 2.068   | 0,40  | -     |
|                                              | Ezio Berera                               | 2.183                          | 0,38  | Alleanza Popolare - UDEUR (D)            | 1.968   | 0,38  | -     |
|                                              | Andrea Offredi                            | 1.730                          | 0,30  | Patto Segni-Scognamiglio                 | 1.206   | 0,23  | -     |
|                                              | Michele Occhiochiuso                      | 1.010                          | 0,17  | Salvi Zaffanella                         | 892     | 0,17  | -     |
| Totale                                       | Totale                                    | 579.433                        |       |                                          | 521.038 |       | 36    |

- Le liste contrassegnate con le lettere A, B, C e D sono apparentate al secondo turno con il candidato presidente Giuseppe Facchetti.

Ballottaggio
| Candidati | Candidati                  | Voti    | %      |
| --------- | -------------------------- | ------- | ------ |
|           | Valerio Bettoni ✔️ Sindaco | 198.833 | 52,99  |
|           | Giuseppe Facchetti         | 176.408 | 47,01  |
| Totale    | Totale                     | 375.241 | 100,00 |

#### Provincia di Brescia
| Candidati                                            | Candidati                              | Voti                           | %     | Liste                                        | Voti    | %     | Seggi |
| ---------------------------------------------------- | -------------------------------------- | ------------------------------ | ----- | -------------------------------------------- | ------- | ----- | ----- |
|                                                      | Alberto Cavalli Accede al ballottaggio | 252.883                        | 38,62 | Forza Italia                                 | 127.282 | 21,89 | 10    |
| Unione dei Democratici Cristiani e di Centro         | Alberto Cavalli Accede al ballottaggio | 252.883                        | 38,62 | 36.351                                       | 6,25    | 3     |       |
| Alleanza Nazionale                                   | Alberto Cavalli Accede al ballottaggio | 252.883                        | 38,62 | 35.906                                       | 6,18    | 2     |       |
| Lista Cavalli                                        | Alberto Cavalli Accede al ballottaggio | 252.883                        | 38,62 | 10.124                                       | 1,74    | -     |       |
| Agricoltura Turismo Caccia                           | Alberto Cavalli Accede al ballottaggio | 252.883                        | 38,62 | 8.212                                        | 1,41    | -     |       |
| Liberaldemocratici - Patto Cavalli - Valle Provincia | Alberto Cavalli Accede al ballottaggio | 252.883                        | 38,62 | 3.886                                        | 0,67    | -     |       |
| Partito Repubblicano Italiano - I Liberal Sgarbi     | Alberto Cavalli Accede al ballottaggio | 252.883                        | 38,62 | 2.915                                        | 0,50    | -     |       |
|                                                      | Ernesto Bino Accede al ballottaggio    | 236.921                        | 36,18 | Democratici di Sinistra                      | 72.476  | 12,46 | 5     |
| La Margherita - Civica                               | Ernesto Bino Accede al ballottaggio    | 236.921                        | 36,18 | 55.094                                       | 9,48    | 4     |       |
| Partito della Rifondazione Comunista                 | Ernesto Bino Accede al ballottaggio    | 236.921                        | 36,18 | 26.650                                       | 4,58    | 1     |       |
| Verdi Ambientalisti Bresciani                        | Ernesto Bino Accede al ballottaggio    | 236.921                        | 36,18 | 12.498                                       | 2,15    | -     |       |
| Lista civica                                         | Ernesto Bino Accede al ballottaggio    | 236.921                        | 36,18 | 11.130                                       | 1,91    | -     |       |
| Partito dei Comunisti Italiani                       | Ernesto Bino Accede al ballottaggio    | 236.921                        | 36,18 | 11.095                                       | 1,91    | -     |       |
| Socialisti - SDI - Civica Riformista                 | Ernesto Bino Accede al ballottaggio    | 236.921                        | 36,18 | 9.297                                        | 1,60    | -     |       |
| Italia dei Valori                                    | Ernesto Bino Accede al ballottaggio    | 236.921                        | 36,18 | 9.168                                        | 1,58    | -     |       |
| Lista Cacciatori Bresciani                           | Ernesto Bino Accede al ballottaggio    | 236.921                        | 36,18 | 3.045                                        | 0,52    | -     |       |
| Seggio al candidato presidente                       | Seggio al candidato presidente         | Seggio al candidato presidente | 36,18 | 1                                            |         |       |       |
|                                                      | Alessandro Cè                          | 85.556                         | 13,07 | Lega Nord (A)                                | 75.319  | 12,95 | 7     |
|                                                      | Paolo Pedersoli                        | 33.705                         | 5,15  | Lega per l'Autonomia - Alleanza Lombarda (B) | 16.081  | 2,77  | 1     |
| Lega Pensionati (C)                                  | Paolo Pedersoli                        | 33.705                         | 5,15  | 12.350                                       | 2,12    | -     |       |
| Cacciatori Pescatori Lombardi (D)                    | Paolo Pedersoli                        | 33.705                         | 5,15  | 2.622                                        | 0,45    | -     |       |
| Seggio al candidato presidente                       | Seggio al candidato presidente         | Seggio al candidato presidente | 5,15  | 1                                            |         |       |       |
|                                                      | Giulio Arrighini                       | 24.827                         | 3,79  | Lega Padana Lombardia                        | 17.443  | 3,00  | -     |
| No Euro                                              | Giulio Arrighini                       | 24.827                         | 3,79  | 4.523                                        | 0,78    | -     |       |
| Seggio al candidato presidente                       | Seggio al candidato presidente         | Seggio al candidato presidente | 3,79  | 1                                            |         |       |       |
|                                                      | Antonio Perini                         | 12.014                         | 1,83  | Socialisti Uniti (E)                         | 7.971   | 1,37  | -     |
| Lista Consumatori                                    | Antonio Perini                         | 12.014                         | 1,83  | 2.773                                        | 0,48    | -     |       |
|                                                      | Adriano Bosio                          | 8.939                          | 1,37  | Alternativa Sociale                          | 7.231   | 1,24  | -     |
| Totale                                               | Totale                                 | 654.845                        |       |                                              | 581.442 |       | 36    |

- Le liste contrassegnate con le lettere A e E sono apparentate al secondo turno con il candidato presidente Alberto Cavalli.

- Le liste contrassegnate con le lettere B, C e D sono apparentate al secondo turno con il candidato presidente Ernesto Bino.

Ballottaggio
| Candidati | Candidati                  | Voti    | %      |
| --------- | -------------------------- | ------- | ------ |
|           | Alberto Cavalli ✔️ Sindaco | 255.713 | 54,03  |
|           | Ernesto Bino               | 217.573 | 45,97  |
| Totale    | Totale                     | 473.286 | 100,00 |

#### Provincia di Cremona
| Candidati                                    | Candidati                               | Voti                           | %     | Liste                                     | Voti    | %     | Seggi |
| -------------------------------------------- | --------------------------------------- | ------------------------------ | ----- | ----------------------------------------- | ------- | ----- | ----- |
|                                              | Giuseppe Torchio Accede al ballottaggio | 94.783                         | 46,23 | Democratici di Sinistra                   | 32.101  | 17,40 | 8     |
| Partito della Rifondazione Comunista         | Giuseppe Torchio Accede al ballottaggio | 94.783                         | 46,23 | 13.529                                    | 7,34    | 3     |       |
| Torchio Presidente                           | Giuseppe Torchio Accede al ballottaggio | 94.783                         | 46,23 | 12.604                                    | 6,83    | 3     |       |
| La Margherita                                | Giuseppe Torchio Accede al ballottaggio | 94.783                         | 46,23 | 12.446                                    | 6,75    | 3     |       |
| Federazione dei Verdi                        | Giuseppe Torchio Accede al ballottaggio | 94.783                         | 46,23 | 4.901                                     | 2,66    | 1     |       |
| Partito dei Comunisti Italiani               | Giuseppe Torchio Accede al ballottaggio | 94.783                         | 46,23 | 3.752                                     | 2,03    | -     |       |
| Socialisti Democratici Italiani              | Giuseppe Torchio Accede al ballottaggio | 94.783                         | 46,23 | 3.419                                     | 1,85    | -     |       |
| Italia dei Valori                            | Giuseppe Torchio Accede al ballottaggio | 94.783                         | 46,23 | 1.405                                     | 0,76    | -     |       |
|                                              | Giovanni Rossoni Accede al ballottaggio | 73.028                         | 35,62 | Forza Italia                              | 47.796  | 25,91 | 6     |
| Alleanza Nazionale                           | Giovanni Rossoni Accede al ballottaggio | 73.028                         | 35,62 | 11.590                                    | 6,28    | 1     |       |
| Unione dei Democratici Cristiani e di Centro | Giovanni Rossoni Accede al ballottaggio | 73.028                         | 35,62 | 7.213                                     | 3,91    | 1     |       |
| Seggio al candidato presidente               | Seggio al candidato presidente          | Seggio al candidato presidente | 35,62 | 1                                         |         |       |       |
|                                              | Cesare Giovinetti                       | 25.310                         | 12,35 | Lega Nord (A)                             | 21.860  | 11,85 | 2     |
| Lista Gerundo                                | Cesare Giovinetti                       | 25.310                         | 12,35 | 1.049                                     | 0,57    | -     |       |
| Seggio al candidato presidente               | Seggio al candidato presidente          | Seggio al candidato presidente | 12,35 | 1                                         |         |       |       |
|                                              | Marco Castiglioni                       | 5.603                          | 2,73  | Lega Lombardia Nazione                    | 3.103   | 1,68  | -     |
| No Euro                                      | Marco Castiglioni                       | 5.603                          | 2,73  | 1.892                                     | 1,03    | -     |       |
|                                              | Ezio Corradi                            | 3.101                          | 1,51  | Lista civica                              | 2.812   | 1,52  | -     |
|                                              | Giuseppe Fabemoli                       | 1.972                          | 0,96  | Nuovo PSI - Partito Repubblicano Italiano | 1.906   | 1,03  | -     |
|                                              | Filippo Spigaroli                       | 1.212                          | 0,59  | Patto Segni-Scognamiglio (B)              | 1.064   | 0,58  | -     |
| Totale                                       | Totale                                  | 205.009                        |       |                                           | 184.442 |       | 30    |

- Le liste contrassegnate con le lettere A e B sono apparentate al secondo turno con il candidato presidente Cesare Giovinetti.

Ballottaggio
| Candidati | Candidati                   | Voti    | %      |
| --------- | --------------------------- | ------- | ------ |
|           | Giuseppe Torchio ✔️ Sindaco | 84.218  | 56,00  |
|           | Giovanni Rossoni            | 66.163  | 44,00  |
| Totale    | Totale                      | 150.381 | 100,00 |

#### Provincia di Lecco
| Candidati                                    | Candidati                              | Voti                           | %     | Liste                    | Voti    | %     | Seggi |
| -------------------------------------------- | -------------------------------------- | ------------------------------ | ----- | ------------------------ | ------- | ----- | ----- |
|                                              | Virginio Brivio Accede al ballottaggio | 89.278                         | 47,33 | Democratici di Sinistra  | 25.589  | 14,84 | 6     |
| La Margherita                                | Virginio Brivio Accede al ballottaggio | 89.278                         | 47,33 | 22.711                   | 13,17   | 6     |       |
| Partito della Rifondazione Comunista         | Virginio Brivio Accede al ballottaggio | 89.278                         | 47,33 | 9.426                    | 5,47    | 2     |       |
| Federazione dei Verdi                        | Virginio Brivio Accede al ballottaggio | 89.278                         | 47,33 | 8.216                    | 4,77    | 2     |       |
| Italia dei Valori                            | Virginio Brivio Accede al ballottaggio | 89.278                         | 47,33 | 5.894                    | 3,42    | 1     |       |
| Socialisti Democratici Italiani              | Virginio Brivio Accede al ballottaggio | 89.278                         | 47,33 | 4.197                    | 2,43    | 1     |       |
| Partito dei Comunisti Italiani               | Virginio Brivio Accede al ballottaggio | 89.278                         | 47,33 | 2.431                    | 1,41    | -     |       |
| Alleanza Popolare - UDEUR                    | Virginio Brivio Accede al ballottaggio | 89.278                         | 47,33 | 1.564                    | 0,91    | -     |       |
| Repubblicani Europei                         | Virginio Brivio Accede al ballottaggio | 89.278                         | 47,33 | 779                      | 0,45    | -     |       |
|                                              | Dario Perego Accede al ballottaggio    | 59.545                         | 31,57 | Forza Italia             | 37.588  | 21,80 | 5     |
| Alleanza Nazionale                           | Dario Perego Accede al ballottaggio    | 59.545                         | 31,57 | 10.119                   | 5,87    | 1     |       |
| Unione dei Democratici Cristiani e di Centro | Dario Perego Accede al ballottaggio    | 59.545                         | 31,57 | 7.954                    | 4,61    | 1     |       |
| Seggio al candidato presidente               | Seggio al candidato presidente         | Seggio al candidato presidente | 31,57 | 1                        |         |       |       |
|                                              | Cesare Giovinetti                      | 39.083                         | 20,72 | Lega Nord (A)            | 30.451  | 17,66 | 3     |
| Lista civica (B)                             | Cesare Giovinetti                      | 39.083                         | 20,72 | 3.155                    | 1,83    | -     |       |
| No Euro                                      | Cesare Giovinetti                      | 39.083                         | 20,72 | 1.873                    | 1,09    | -     |       |
| Seggio al candidato presidente               | Seggio al candidato presidente         | Seggio al candidato presidente | 20,72 | 1                        |         |       |       |
|                                              | Luca Galli                             | 722                            | 0,38  | Patto Segni-Scognamiglio | 461     | 0,27  | -     |
| Totale                                       | Totale                                 | 188.628                        |       |                          | 172.408 |       | 30    |

- Le liste contrassegnate con le lettere A e B sono apparentate al secondo turno con il candidato presidente Dario Perego.

Ballottaggio
| Candidati | Candidati                  | Voti    | %      |
| --------- | -------------------------- | ------- | ------ |
|           | Virginio Brivio ✔️ Sindaco | 73.691  | 56,33  |
|           | Dario Perego               | 57.130  | 43,67  |
| Totale    | Totale                     | 130.821 | 100,00 |

#### Provincia di Lodi
| Candidati                                        | Candidati                                     | Voti                           | %     | Liste                   | Voti    | %     | Seggi |
| ------------------------------------------------ | --------------------------------------------- | ------------------------------ | ----- | ----------------------- | ------- | ----- | ----- |
|                                                  | Lino Osvaldo Felissari Accede al ballottaggio | 55.384                         | 44,85 | Democratici di Sinistra | 19.257  | 16,94 | 6     |
| La Margherita                                    | Lino Osvaldo Felissari Accede al ballottaggio | 55.384                         | 44,85 | 12.272                  | 10,79   | 4     |       |
| Partito della Rifondazione Comunista             | Lino Osvaldo Felissari Accede al ballottaggio | 55.384                         | 44,85 | 8.514                   | 7,49    | 3     |       |
| Socialisti Democratici Italiani                  | Lino Osvaldo Felissari Accede al ballottaggio | 55.384                         | 44,85 | 2.878                   | 2,53    | 1     |       |
| Federazione dei Verdi                            | Lino Osvaldo Felissari Accede al ballottaggio | 55.384                         | 44,85 | 2.790                   | 2,45    | -     |       |
| Italia dei Valori                                | Lino Osvaldo Felissari Accede al ballottaggio | 55.384                         | 44,85 | 2.338                   | 2,06    | -     |       |
| Partito dei Comunisti Italiani                   | Lino Osvaldo Felissari Accede al ballottaggio | 55.384                         | 44,85 | 1.574                   | 1,38    | -     |       |
| Alleanza Popolare - UDEUR                        | Lino Osvaldo Felissari Accede al ballottaggio | 55.384                         | 44,85 | 358                     | 0,31    | -     |       |
|                                                  | Angelo Mazzola Accede al ballottaggio         | 44.060                         | 35,68 | Forza Italia            | 27.493  | 24,18 | 5     |
| Alleanza Nazionale                               | Angelo Mazzola Accede al ballottaggio         | 44.060                         | 35,68 | 6.398                   | 5,63    | 1     |       |
| Unione dei Democratici Cristiani e di Centro     | Angelo Mazzola Accede al ballottaggio         | 44.060                         | 35,68 | 5.351                   | 4,71    | 1     |       |
| Lista civica                                     | Angelo Mazzola Accede al ballottaggio         | 44.060                         | 35,68 | 1.052                   | 0,93    | -     |       |
| Partito Repubblicano Italiano - I Liberal Sgarbi | Angelo Mazzola Accede al ballottaggio         | 44.060                         | 35,68 | 843                     | 0,74    | -     |       |
| Seggio al candidato presidente                   | Seggio al candidato presidente                | Seggio al candidato presidente | 35,68 | 1                       |         |       |       |
|                                                  | Mauro Rossi                                   | 16.575                         | 13,42 | Lega Nord (A)           | 15.753  | 13,85 | 2     |
|                                                  | Antonio Negri                                 | 2.585                          | 2,09  | Alternativa Sociale     | 2.357   | 2,07  |       |
|                                                  | Oreste Lodigiani                              | 2.411                          | 1,95  | Lista Lodigiani         | 2.203   | 1,94  | -     |
|                                                  | Luigi Carretta                                | 1.417                          | 1,15  | No Euro                 | 1.383   | 1,22  | -     |
|                                                  | Ferdinando Mascherpa                          | 1.055                          | 0,85  | Alleanza Lodigiana      | 568     | 0,50  | -     |
| Patto Segni-Scognamiglio                         | Ferdinando Mascherpa                          | 1.055                          | 0,85  | 319                     | 0,28    | -     |       |
| Totale                                           | Totale                                        | 123.487                        |       |                         | 113.701 |       | 24    |

- La lista contrassegnata con la lettera A è apparentata al secondo turno con il candidato presidente Angelo Mazzola.

Ballottaggio
| Candidati | Candidati                         | Voti   | %      |
| --------- | --------------------------------- | ------ | ------ |
|           | Lino Osvaldo Felissari ✔️ Sindaco | 48.344 | 54,88  |
|           | Angelo Mazzola                    | 39.752 | 45,12  |
| Totale    | Totale                            | 88.096 | 100,00 |

#### Provincia di Milano
| Candidati                                        | Candidati                             | Voti                           | %     | Liste                                    | Voti      | %     | Seggi |
| ------------------------------------------------ | ------------------------------------- | ------------------------------ | ----- | ---------------------------------------- | --------- | ----- | ----- |
|                                                  | Filippo Penati Accede al ballottaggio | 891.386                        | 43,07 | Democratici di Sinistra                  | 308.970   | 17,33 | 13    |
| La Margherita                                    | Filippo Penati Accede al ballottaggio | 891.386                        | 43,07 | 118.738                                  | 6,66      | 5     |       |
| Partito della Rifondazione Comunista             | Filippo Penati Accede al ballottaggio | 891.386                        | 43,07 | 118.543                                  | 6,65      | 5     |       |
| Federazione dei Verdi                            | Filippo Penati Accede al ballottaggio | 891.386                        | 43,07 | 60.093                                   | 3,37      | 2     |       |
| Partito dei Comunisti Italiani                   | Filippo Penati Accede al ballottaggio | 891.386                        | 43,07 | 45.914                                   | 2,57      | 1     |       |
| Italia dei Valori                                | Filippo Penati Accede al ballottaggio | 891.386                        | 43,07 | 45.817                                   | 2,57      | 1     |       |
| Socialisti Democratici Italiani                  | Filippo Penati Accede al ballottaggio | 891.386                        | 43,07 | 21.864                                   | 1,23      | -     |       |
| Autonomisti per l'Europa                         | Filippo Penati Accede al ballottaggio | 891.386                        | 43,07 | 16.527                                   | 0,93      | -     |       |
| Alleanza Popolare - UDEUR                        | Filippo Penati Accede al ballottaggio | 891.386                        | 43,07 | 6.676                                    | 0,37      | -     |       |
| La Lista                                         | Filippo Penati Accede al ballottaggio | 891.386                        | 43,07 | 5.768                                    | 0,32      | -     |       |
| Repubblicani Europei                             | Filippo Penati Accede al ballottaggio | 891.386                        | 43,07 | 3.600                                    | 0,20      | -     |       |
|                                                  | Ombretta Colli Accede al ballottaggio | 790.850                        | 38,21 | Forza Italia                             | 479.119   | 26,87 | 11    |
| Alleanza Nazionale                               | Ombretta Colli Accede al ballottaggio | 790.850                        | 38,21 | 121.753                                  | 6,83      | 2     |       |
| Unione dei Democratici Cristiani e di Centro     | Ombretta Colli Accede al ballottaggio | 790.850                        | 38,21 | 53.948                                   | 3,03      | 1     |       |
| Verdi Verdi                                      | Ombretta Colli Accede al ballottaggio | 790.850                        | 38,21 | 11.828                                   | 0,66      | -     |       |
| Partito Repubblicano Italiano - I Liberal Sgarbi | Ombretta Colli Accede al ballottaggio | 790.850                        | 38,21 | 9.272                                    | 0,52      | -     |       |
| Milano Città                                     | Ombretta Colli Accede al ballottaggio | 790.850                        | 38,21 | 2.945                                    | 0,17      | -     |       |
| Seggio al candidato presidente                   | Seggio al candidato presidente        | Seggio al candidato presidente | 38,21 | 1                                        |           |       |       |
|                                                  | Massimo Zanello                       | 180.132                        | 8,70  | Lega Nord (A)                            | 166.632   | 9,34  | 3     |
|                                                  | Elisabetta Fatuzzo                    | 41.905                         | 2,02  | Partito Pensionati (B)                   | 38.186    | 2,14  | -     |
|                                                  | Roberto Bernardelli                   | 25.009                         | 1,21  | Lega Padana Lombardia                    | 11.576    | 0,65  | -     |
| No Euro                                          | Roberto Bernardelli                   | 25.009                         | 1,21  | 9.981                                    | 0,56      | -     |       |
| Fronte Cristiano                                 | Roberto Bernardelli                   | 25.009                         | 1,21  | 970                                      | 0,05      | -     |       |
|                                                  | Vieri Tringali                        | 24.559                         | 1,19  | Lega per l'Autonomia - Alleanza Lombarda | 21.967    | 1,23  | -     |
|                                                  | Piergiorgio Sirtori                   | 24.325                         | 1,18  | Movimento per la Pace (C)                | 13.463    | 0,76  | -     |
| Verdi Autonomisti (D)                            | Piergiorgio Sirtori                   | 24.325                         | 1,18  | 5.693                                    | 0,32      | -     |       |
|                                                  | Bobo Craxi                            | 22.123                         | 1,07  | Socialisti Uniti (E)                     | 20.533    | 1,15  | -     |
|                                                  | Marco Donzelli                        | 21.919                         | 1,06  | Lista Consumatori                        | 19.773    | 1,11  | -     |
|                                                  | Sergio Gozzoli                        | 19.995                         | 0,97  | Alternativa Sociale                      | 18.261    | 1,02  | -     |
|                                                  | Gabriele Pagliuzzi                    | 13.288                         | 0,64  | Destra Liberale                          | 7.989     | 0,45  | -     |
| Patto Segni-Scognamiglio                         | Gabriele Pagliuzzi                    | 13.288                         | 0,64  | 3.501                                    | 0,20      | -     |       |
|                                                  | Marcello Costa                        | 8.540                          | 0,41  | Insieme per Milano (F)                   | 7.903     | 0,44  | -     |
|                                                  | Fabio Durante                         | 3.118                          | 0,15  | Da Sempre ci Siamo                       | 2.959     | 0,17  | -     |
|                                                  | Franca Banti                          | 2.687                          | 0,13  | Partito Umanista                         | 2.376     | 0,13  | -     |
| Totale                                           | Totale                                | 2.069.836                      |       |                                          | 1.783.138 |       | 45    |

- Le liste contrassegnate con le lettere A, B, C, D, E e F sono apparentate al secondo turno con il candidato presidente Ombretta Colli.[1]

Ballottaggio
| Candidati | Candidati                    | Voti      | %      |
| --------- | ---------------------------- | --------- | ------ |
|           | Filippo Penati ✔️ Presidente | 870.653   | 54,00  |
|           | Ombretta Colli               | 741.721   | 46,00  |
| Totale    | Totale                       | 1.612.374 | 100,00 |

#### Provincia di Sondrio
| Candidati                            | Candidati                               | Voti                           | %     | Liste                                        | Voti   | %     | Seggi |
| ------------------------------------ | --------------------------------------- | ------------------------------ | ----- | -------------------------------------------- | ------ | ----- | ----- |
|                                      | Eugenio Tarabini Accede al ballottaggio | 32.899                         | 32,36 | Forza Italia                                 | 17.101 | 19,36 | 3     |
| Popolari Retici                      | Eugenio Tarabini Accede al ballottaggio | 32.899                         | 32,36 | 8.117                                        | 9,19   | 1     |       |
| Alleanza Nazionale                   | Eugenio Tarabini Accede al ballottaggio | 32.899                         | 32,36 | 5.032                                        | 5,70   | 1     |       |
| Seggio al candidato presidente       | Seggio al candidato presidente          | Seggio al candidato presidente | 32,36 | 1                                            |        |       |       |
|                                      | Fiorello Provera Accede al ballottaggio | 28.656                         | 28,19 | Lega Nord                                    | 18.926 | 21,43 | 12    |
| Provincia Unita                      | Fiorello Provera Accede al ballottaggio | 28.656                         | 28,19 | 4.056                                        | 4,59   | 2     |       |
|                                      | Giacomo Tognini                         | 27.247                         | 26,80 | La Margherita                                | 9.925  | 11,24 | 2     |
| Riformisti Democratici               | Giacomo Tognini                         | 27.247                         | 26,80 | 7.126                                        | 8,07   | 1     |       |
| Partito della Rifondazione Comunista | Giacomo Tognini                         | 27.247                         | 26,80 | 4.538                                        | 5,14   | -     |       |
| Partito dei Comunisti Italiani       | Giacomo Tognini                         | 27.247                         | 26,80 | 2.078                                        | 2,35   | -     |       |
| Seggio al candidato presidente       | Seggio al candidato presidente          | Seggio al candidato presidente | 26,80 | 1                                            |        |       |       |
|                                      | Michele Aili                            | 4.190                          | 4,12  | Unione dei Democratici Cristiani e di Centro | 3.787  | 4,29  | -     |
|                                      | Cardelio Pruneri                        | 2.818                          | 2,77  | Democrazia Cristiana                         | 2.673  | 3,03  | -     |
|                                      | Domenico Iobizzi                        | 1.813                          | 1,78  | Alleanza Popolare - UDEUR                    | 1.267  | 1,43  | -     |
|                                      | Giuseppe Romualdi                       | 1.709                          | 1,68  | Alternativa Sociale                          | 1.541  | 1,74  | -     |
|                                      | Paolo Pedrana                           | 1.545                          | 1,52  | Progetto Nord                                | 1.398  | 1,58  | -     |
|                                      | Paolo Marchi                            | 786                            | 0,77  | Patto Segni-Scognamiglio                     | 770    | 0,87  | -     |
| Totale                               | Totale                                  | 101.663                        |       |                                              | 88.335 |       | 24    |

Ballottaggio
| Candidati | Candidati                      | Voti   | %      |
| --------- | ------------------------------ | ------ | ------ |
|           | Fiorello Provera ✔️ Presidente | 38.568 | 69,62  |
|           | Eugenio Tarabini               | 16.826 | 30,38  |
| Totale    | Totale                         | 55.394 | 100,00 |

### Veneto

#### Provincia di Belluno
| Candidati                                    | Candidati                            | Voti                           | %     | Liste                      | Voti    | %     | Seggi |
| -------------------------------------------- | ------------------------------------ | ------------------------------ | ----- | -------------------------- | ------- | ----- | ----- |
|                                              | Sergio Reolon Accede al ballottaggio | 48.548                         | 40,14 | La Margherita              | 11.226  | 10,96 | 5     |
| Democratici di Sinistra                      | Sergio Reolon Accede al ballottaggio | 48.548                         | 40,14 | 8.696                      | 8,49    | 3     |       |
| Socialisti Democratici Italiani              | Sergio Reolon Accede al ballottaggio | 48.548                         | 40,14 | 6.267                      | 6,12    | 2     |       |
| Partito della Rifondazione Comunista         | Sergio Reolon Accede al ballottaggio | 48.548                         | 40,14 | 4.680                      | 4,57    | 2     |       |
| Partito dei Comunisti Italiani               | Sergio Reolon Accede al ballottaggio | 48.548                         | 40,14 | 4.287                      | 4,18    | 1     |       |
| Lista civica                                 | Sergio Reolon Accede al ballottaggio | 48.548                         | 40,14 | 2.840                      | 2,77    | 1     |       |
| Italia dei Valori                            | Sergio Reolon Accede al ballottaggio | 48.548                         | 40,14 | 1.845                      | 1,80    | -     |       |
|                                              | Floriano Pra Accede al ballottaggio  | 47.359                         | 39,16 | Forza Italia               | 13.587  | 13,26 | 3     |
| Unione dei Democratici Cristiani e di Centro | Floriano Pra Accede al ballottaggio  | 47.359                         | 39,16 | 8.604                      | 8,40    | 1     |       |
| Lista autonomista                            | Floriano Pra Accede al ballottaggio  | 47.359                         | 39,16 | 7.854                      | 7,67    | 1     |       |
| Amministratori                               | Floriano Pra Accede al ballottaggio  | 47.359                         | 39,16 | 6.100                      | 5,95    | 1     |       |
| Alleanza Nazionale                           | Floriano Pra Accede al ballottaggio  | 47.359                         | 39,16 | 4.358                      | 4,25    | -     |       |
| Seggio al candidato presidente               | Seggio al candidato presidente       | Seggio al candidato presidente | 39,16 | 1                          |         |       |       |
|                                              | Gianvittore Vaccari                  | 11.796                         | 9,75  | Lega Nord (A)              | 10.783  | 10,53 | 2     |
|                                              | Paolo Bampo                          | 8.488                          | 7,02  | Provincia Autonoma Belluno | 7.338   | 7,16  | 1     |
|                                              | Michele Bortoluzzi                   | 2.441                          | 2,02  | Riformatori Liberali       | 2.003   | 1,96  | -     |
|                                              | Andrea Dall'O'                       | 2.318                          | 1,92  | Liga Fronte Veneto         | 1.982   | 1,93  | -     |
| Totale                                       | Totale                               | 120.950                        |       |                            | 102.450 |       | 24    |

- La lista contrassegnata con la lettera A è apparentata al secondo turno con il candidato presidente Floriano Pra.

Ballottaggio
| Candidati | Candidati                   | Voti   | %      |
| --------- | --------------------------- | ------ | ------ |
|           | Sergio Reolon ✔️ Presidente | 52.725 | 56,22  |
|           | Floriano Pra                | 41.059 | 43,78  |
| Totale    | Totale                      | 93.784 | 100,00 |

#### Provincia di Padova
| Candidati                                    | Candidati                               | Voti                           | %     | Liste                        | Voti    | %     | Seggi |
| -------------------------------------------- | --------------------------------------- | ------------------------------ | ----- | ---------------------------- | ------- | ----- | ----- |
|                                              | Vittorio Casarin Accede al ballottaggio | 234.516                        | 44,25 | Forza Italia                 | 118.198 | 24,49 | 11    |
| Unione dei Democratici Cristiani e di Centro | Vittorio Casarin Accede al ballottaggio | 234.516                        | 44,25 | 44.938                       | 9,31    | 4     |       |
| Alleanza Nazionale                           | Vittorio Casarin Accede al ballottaggio | 234.516                        | 44,25 | 40.992                       | 8,49    | 4     |       |
| Nuovo PSI                                    | Vittorio Casarin Accede al ballottaggio | 234.516                        | 44,25 | 5.017                        | 1,04    | -     |       |
| Veneto Libero                                | Vittorio Casarin Accede al ballottaggio | 234.516                        | 44,25 | 3.658                        | 0,76    | -     |       |
|                                              | Franco Frigo Accede al ballottaggio     | 221.669                        | 41,82 | Democratici di Sinistra      | 64.651  | 13,40 | 5     |
| La Margherita                                | Franco Frigo Accede al ballottaggio     | 221.669                        | 41,82 | 60.014                       | 12,44   | 4     |       |
| Federazione dei Verdi                        | Franco Frigo Accede al ballottaggio     | 221.669                        | 41,82 | 19.296                       | 4,00    | 1     |       |
| Socialisti Democratici Italiani              | Franco Frigo Accede al ballottaggio     | 221.669                        | 41,82 | 18.486                       | 3,83    | 1     |       |
| Partito della Rifondazione Comunista         | Franco Frigo Accede al ballottaggio     | 221.669                        | 41,82 | 17.822                       | 3,69    | 1     |       |
| Italia dei Valori                            | Franco Frigo Accede al ballottaggio     | 221.669                        | 41,82 | 12.123                       | 2,51    | 1     |       |
| Partito dei Comunisti Italiani               | Franco Frigo Accede al ballottaggio     | 221.669                        | 41,82 | 6.131                        | 1,27    | -     |       |
| Giovani                                      | Franco Frigo Accede al ballottaggio     | 221.669                        | 41,82 | 2.498                        | 0,52    | -     |       |
| Alleanza Popolare - UDEUR                    | Franco Frigo Accede al ballottaggio     | 221.669                        | 41,82 | 1.821                        | 0,38    | -     |       |
| Seggio al candidato presidente               | Seggio al candidato presidente          | Seggio al candidato presidente | 41,82 | 1                            |         |       |       |
|                                              | Maurizio Conte                          | 46.597                         | 8,79  | Lega Nord (A)                | 40.684  | 8,43  | 2     |
| Veneto Vivo                                  | Maurizio Conte                          | 46.597                         | 8,79  | 1.341                        | 0,28    | -     |       |
| Seggio al candidato presidente               | Seggio al candidato presidente          | Seggio al candidato presidente | 8,79  | 1                            |         |       |       |
|                                              | Michele Munaretto                       | 13.508                         | 2,55  | Unione Nord Est (B)          | 5.982   | 1,24  | -     |
| Liga Fronte Veneto (C)                       | Michele Munaretto                       | 13.508                         | 2,55  | 5.862                        | 1,21    | -     |       |
|                                              | Andrea Minchio                          | 5.768                          | 1,09  | Alternativa Sociale          | 5.561   | 1,15  | -     |
|                                              | Fabio Garbo                             | 3.201                          | 0,60  | Patto Segni-Scognamiglio (D) | 3.224   | 0,67  | -     |
|                                              | Lorenzo Nosarti                         | 2.482                          | 0,47  | Città Futura                 | 2.279   | 0,47  | -     |
|                                              | Silvano Miotello                        | 2.261                          | 0,43  | Movimento Triveneto          | 2.008   | 0,42  | -     |
| Totale                                       | Totale                                  | 530.002                        |       |                              | 482.586 |       | 36    |

- Le liste contrassegnate con le lettere A e D sono apparentate al secondo turno con il candidato presidente Vittorio Casarin.

- Le liste contrassegnate con le lettere B e C sono apparentate al secondo turno con il candidato presidente Franco Frigo.

Ballottaggio
| Candidati | Candidati                      | Voti    | %      |
| --------- | ------------------------------ | ------- | ------ |
|           | Vittorio Casarin ✔️ Presidente | 198.327 | 51,04  |
|           | Franco Frigo                   | 190.264 | 48,96  |
| Totale    | Totale                         | 388.591 | 100,00 |

#### Provincia di Rovigo
| Candidati                                        | Candidati                        | Voti                           | %     | Liste                     | Voti    | %     | Seggi |
| ------------------------------------------------ | -------------------------------- | ------------------------------ | ----- | ------------------------- | ------- | ----- | ----- |
|                                                  | Federico Saccardin ✔️ Presidente | 76.327                         | 50,48 | Democratici di Sinistra   | 26.229  | 18,64 | 7     |
| La Margherita                                    | Federico Saccardin ✔️ Presidente | 76.327                         | 50,48 | 15.284                    | 10,86   | 4     |       |
| Partito della Rifondazione Comunista             | Federico Saccardin ✔️ Presidente | 76.327                         | 50,48 | 10.530                    | 7,48    | 2     |       |
| Socialisti Democratici Italiani                  | Federico Saccardin ✔️ Presidente | 76.327                         | 50,48 | 6.399                     | 4,55    | 1     |       |
| Federazione dei Verdi                            | Federico Saccardin ✔️ Presidente | 76.327                         | 50,48 | 3.736                     | 2,66    | -     |       |
| Partito dei Comunisti Italiani                   | Federico Saccardin ✔️ Presidente | 76.327                         | 50,48 | 2.815                     | 2,00    | -     |       |
| Italia dei Valori                                | Federico Saccardin ✔️ Presidente | 76.327                         | 50,48 | 2.588                     | 1,84    | -     |       |
| Progetto Nuovo                                   | Federico Saccardin ✔️ Presidente | 76.327                         | 50,48 | 2.151                     | 1,53    | -     |       |
|                                                  | Renzo Marangon                   | 56.337                         | 37,26 | Forza Italia              | 27.690  | 19,68 | 5     |
| Alleanza Nazionale                               | Renzo Marangon                   | 56.337                         | 37,26 | 12.797                    | 9,09    | 2     |       |
| Unione dei Democratici Cristiani e di Centro     | Renzo Marangon                   | 56.337                         | 37,26 | 7.828                     | 5,56    | 1     |       |
| Nuovo PSI                                        | Renzo Marangon                   | 56.337                         | 37,26 | 3.940                     | 2,80    | -     |       |
| Partito Repubblicano Italiano - I Liberal Sgarbi | Renzo Marangon                   | 56.337                         | 37,26 | 1.119                     | 0,80    | -     |       |
| Seggio al candidato presidente                   | Seggio al candidato presidente   | Seggio al candidato presidente | 37,26 | 1                         |         |       |       |
|                                                  | Franco Secchieri                 | 8.887                          | 5,88  | Lega Nord                 | 8.526   | 6,06  | 1     |
|                                                  | Antonella Bertoli                | 2.576                          | 1,70  | Terzo Polo                | 2.422   | 1,72  | -     |
|                                                  | Federica Pavarin                 | 1.819                          | 1,20  | Democrazia Cristiana      | 1.737   | 1,23  | -     |
|                                                  | Guido Clemente                   | 1.624                          | 1,07  | Alternativa Sociale       | 1.520   | 1,08  | -     |
|                                                  | Francesco Foti                   | 1.612                          | 1,07  | Fiamma Tricolore          | 1.499   | 1,07  | -     |
|                                                  | Wander Furlan                    | 1.085                          | 0,72  | Liga Fronte Veneto        | 1.014   | 0,72  | -     |
|                                                  | Giuliano Visentin                | 932                            | 0,62  | Alleanza Popolare - UDEUR | 886     | 0,63  | -     |
| Totale                                           | Totale                           | 151.199                        |       |                           | 140.710 |       | 24    |

#### Provincia di Venezia
| Candidati                                    | Candidati                      | Voti                           | %     | Liste                                            | Voti    | %     | Seggi |
| -------------------------------------------- | ------------------------------ | ------------------------------ | ----- | ------------------------------------------------ | ------- | ----- | ----- |
|                                              | Davide Zoggia ✔️ Presidente    | 235.947                        | 50,39 | Democratici di Sinistra                          | 86.095  | 19,71 | 10    |
| La Margherita                                | Davide Zoggia ✔️ Presidente    | 235.947                        | 50,39 | 42.150                                           | 9,65    | 4     |       |
| Partito della Rifondazione Comunista         | Davide Zoggia ✔️ Presidente    | 235.947                        | 50,39 | 26.492                                           | 6,07    | 3     |       |
| Federazione dei Verdi                        | Davide Zoggia ✔️ Presidente    | 235.947                        | 50,39 | 20.123                                           | 4,61    | 2     |       |
| Socialisti Democratici Italiani              | Davide Zoggia ✔️ Presidente    | 235.947                        | 50,39 | 12.981                                           | 2,97    | 1     |       |
| Italia dei Valori                            | Davide Zoggia ✔️ Presidente    | 235.947                        | 50,39 | 12.832                                           | 2,94    | 1     |       |
| Partito dei Comunisti Italiani               | Davide Zoggia ✔️ Presidente    | 235.947                        | 50,39 | 9.306                                            | 2,13    | 1     |       |
| Partito Pensionati                           | Davide Zoggia ✔️ Presidente    | 235.947                        | 50,39 | 7.714                                            | 1,77    | -     |       |
| Alleanza Popolare - UDEUR                    | Davide Zoggia ✔️ Presidente    | 235.947                        | 50,39 | 1.347                                            | 0,31    | -     |       |
|                                              | Carlo Tesserin                 | 151.079                        | 32,26 | Forza Italia                                     | 91.557  | 20,96 | 7     |
| Alleanza Nazionale                           | Carlo Tesserin                 | 151.079                        | 32,26 | 29.105                                           | 6,66    | 2     |       |
| Unione dei Democratici Cristiani e di Centro | Carlo Tesserin                 | 151.079                        | 32,26 | 20.728                                           | 4,75    | 1     |       |
| Patto Segni-Scognamiglio                     | Carlo Tesserin                 | 151.079                        | 32,26 | 1.482                                            | 0,34    | -     |       |
| Seggio al candidato presidente               | Seggio al candidato presidente | Seggio al candidato presidente | 32,26 | 1                                                |         |       |       |
|                                              | Giovanni Anci                  | 38.723                         | 8,27  | Lega Nord                                        | 37.200  | 8,52  | 3     |
|                                              | Renato Martin                  | 9.569                          | 2,04  | Lista Martin                                     | 7.787   | 1,78  | -     |
|                                              | Michele Boato                  | 7.918                          | 1,69  | Partito Repubblicano Italiano - I Liberal Sgarbi | 7.037   | 1,61  | -     |
|                                              | Vanni Prataviera               | 7.488                          | 1,60  | Socialisti Uniti                                 | 6.940   | 1,59  | -     |
|                                              | Giorgio Bazzi                  | 4.281                          | 0,91  | Liga Fronte Veneto                               | 4.035   | 0,92  | -     |
|                                              | Massimiliano Tiozzo            | 3.842                          | 0,82  | Alternativa Sociale                              | 3.732   | 0,85  |       |
|                                              | Palmiro Scalabrin              | 3.365                          | 0,72  | Democrazia Cristiana                             | 2.986   | 0,68  | -     |
|                                              | Ennio Mazzon                   | 3.160                          | 0,67  | Fiamma Tricolore                                 | 2.704   | 0,62  | -     |
|                                              | Vittorio Salvagno              | 2.877                          | 0,61  | Riformisti                                       | 2.449   | 0,56  | -     |
| Totale                                       | Totale                         | 468.249                        |       |                                                  | 436.782 |       | 36    |

#### Provincia di Verona
| Candidati                                    | Candidati                                 | Voti                           | %     | Liste               | Voti    | %     | Seggi |
| -------------------------------------------- | ----------------------------------------- | ------------------------------ | ----- | ------------------- | ------- | ----- | ----- |
|                                              | Elio Mosele Accede al ballottaggio        | 190.194                        | 39,29 | Forza Italia        | 98.084  | 22,28 | 10    |
| Alleanza Nazionale                           | Elio Mosele Accede al ballottaggio        | 190.194                        | 39,29 | 42.128              | 9,57    | 4     |       |
| Unione dei Democratici Cristiani e di Centro | Elio Mosele Accede al ballottaggio        | 190.194                        | 39,29 | 26.976              | 6,13    | 2     |       |
| Per la Provincia                             | Elio Mosele Accede al ballottaggio        | 190.194                        | 39,29 | 10.189              | 2,31    | 1     |       |
|                                              | Gustavo Franchetto Accede al ballottaggio | 183.146                        | 37,83 | La Margherita       | 41.048  | 9,32  | 4     |
| Democratici di Sinistra                      | Gustavo Franchetto Accede al ballottaggio | 183.146                        | 37,83 | 40.623              | 9,23    | 4     |       |
| Cittadini                                    | Gustavo Franchetto Accede al ballottaggio | 183.146                        | 37,83 | 21.752              | 4,94    | 2     |       |
| Partito della Rifondazione Comunista         | Gustavo Franchetto Accede al ballottaggio | 183.146                        | 37,83 | 16.020              | 3,64    | 1     |       |
| Italia dei Valori                            | Gustavo Franchetto Accede al ballottaggio | 183.146                        | 37,83 | 11.686              | 2,65    | 1     |       |
| Federazione dei Verdi                        | Gustavo Franchetto Accede al ballottaggio | 183.146                        | 37,83 | 11.385              | 2,59    | 1     |       |
| Socialisti Democratici Italiani              | Gustavo Franchetto Accede al ballottaggio | 183.146                        | 37,83 | 7.851               | 1,78    | -     |       |
| Liga Fronte Veneto                           | Gustavo Franchetto Accede al ballottaggio | 183.146                        | 37,83 | 6.550               | 1,49    | -     |       |
| Alleanza Popolare - UDEUR                    | Gustavo Franchetto Accede al ballottaggio | 183.146                        | 37,83 | 4.508               | 1,02    | -     |       |
| Partito dei Comunisti Italiani               | Gustavo Franchetto Accede al ballottaggio | 183.146                        | 37,83 | 3.673               | 0,83    | -     |       |
| Seggio al candidato presidente               | Seggio al candidato presidente            | Seggio al candidato presidente | 37,83 | 1                   |         |       |       |
|                                              | Flavio Tosi                               | 63.554                         | 13,13 | Lega Nord (A)       | 49.275  | 11,19 | 4     |
| Lega Veneta (B)                              | Flavio Tosi                               | 63.554                         | 13,13 | 4.343               | 0,99    | -     |       |
| Seggio al candidato presidente               | Seggio al candidato presidente            | Seggio al candidato presidente | 13,13 | 1                   |         |       |       |
|                                              | Germano Sardini                           | 17.885                         | 3,69  | Amministratori      | 11.039  | 2,51  | -     |
| Socialisti Uniti (C)                         | Germano Sardini                           | 17.885                         | 3,69  | 6.063               | 1,38    | -     |       |
|                                              | Adriano Bertaso                           | 12.290                         | 2,54  | Unione Nord Est     | 11.610  | 2,64  | -     |
|                                              | Roberto Bussinello                        | 10.310                         | 2,13  | Alternativa Sociale | 9.249   | 2,10  | -     |
|                                              | Massimo Valpiana                          | 6.743                          | 1,39  | Lista Ecologica     | 6.154   | 1,40  | -     |
| Totale                                       | Totale                                    | 484.122                        |       |                     | 440.206 |       | 36    |

- Le liste contrassegnate con le lettere A, B e C sono apparentate al secondo turno con il candidato presidente Elio Mosele.

Ballottaggio
| Candidati | Candidati                 | Voti    | %      |
| --------- | ------------------------- | ------- | ------ |
|           | Elio Mosele ✔️ Presidente | 184.412 | 53,06  |
|           | Gustavo Franchetto        | 163.163 | 46,94  |
| Totale    | Totale                    | 347.575 | 100,00 |

### Friuli-Venezia Giulia

#### Provincia di Pordenone
| Candidati                                    | Candidati                           | Voti                           | %    | Liste                   | Voti    | %    | Seggi |
| -------------------------------------------- | ----------------------------------- | ------------------------------ | ---- | ----------------------- | ------- | ---- | ----- |
|                                              | Sergio Zaia Accede al ballottaggio  | 68.496                         | 40,4 | Democratici di Sinistra | 23.570  | 15,7 | 4     |
| La Margherita                                | Sergio Zaia Accede al ballottaggio  | 68.496                         | 40,4 | 17.053                  | 11,3    | 3    |       |
| Cittadini per la Pace                        | Sergio Zaia Accede al ballottaggio  | 68.496                         | 40,4 | 5.429                   | 3,6     | 1    |       |
| Cittadini per il Presidente                  | Sergio Zaia Accede al ballottaggio  | 68.496                         | 40,4 | 5.000                   | 3,3     | 1    |       |
| Partito Pensionati                           | Sergio Zaia Accede al ballottaggio  | 68.496                         | 40,4 | 4.480                   | 3,0     | -    |       |
| Italia dei Valori                            | Sergio Zaia Accede al ballottaggio  | 68.496                         | 40,4 | 2.826                   | 1,9     | -    |       |
| Socialisti Democratici Italiani              | Sergio Zaia Accede al ballottaggio  | 68.496                         | 40,4 | 2.793                   | 1,9     | -    |       |
| Seggio al candidato presidente               | Seggio al candidato presidente      | Seggio al candidato presidente | 40,4 | 1                       |         |      |       |
|                                              | Elio De Anna Accede al ballottaggio | 63.485                         | 37,4 | Forza Italia            | 32703   | 21,8 | 6     |
| Alleanza Nazionale                           | Elio De Anna Accede al ballottaggio | 63.485                         | 37,4 | 16.290                  | 10,8    | 3    |       |
| Unione dei Democratici Cristiani e di Centro | Elio De Anna Accede al ballottaggio | 63.485                         | 37,4 | 6.035                   | 4,0     | 1    |       |
|                                              | Edouard Ballaman                    | 26.639                         | 15,7 | Lega Nord (A)           | 24.475  | 16,3 | 4     |
|                                              | Michelangelo Agrusti                | 4.266                          | 2,5  | Rinascita Pordenonese   | 3.899   | 2,6  | -     |
|                                              | Mario Puiatti                       | 2.360                          | 1,4  | Per Puiatti             | 1.877   | 1,2  | -     |
|                                              | Vitto Claut                         | 2.343                          | 1,4  | Codacons                | 1.849   | 1,2  | -     |
|                                              | Alessandro Gilleri                  | 2.081                          | 1,2  | Socialisti Uniti        | 2.010   | 1,3  | -     |
| Totale                                       | Totale                              | 169.670                        |      |                         | 150.289 |      | 24    |

- La lista contrassegnata con la lettera A è apparentata al secondo turno con il candidato presidente Elio De Anna.

Ballottaggio
| Candidati | Candidati                  | Voti   | %      |
| --------- | -------------------------- | ------ | ------ |
|           | Elio De Anna ✔️ Presidente | 58.733 | 50,4   |
|           | Sergio Zaia                | 57.769 | 49,6   |
| Totale    | Totale                     |        | 100,00 |

### Liguria

#### Provincia di Savona
| Candidati                                    | Candidati                      | Voti                           | %     | Liste                           | Voti    | %     | Seggi |
| -------------------------------------------- | ------------------------------ | ------------------------------ | ----- | ------------------------------- | ------- | ----- | ----- |
|                                              | Marco Bertolotto ✔️ Presidente | 86.516                         | 50,91 | Democratici di Sinistra         | 35.450  | 21,87 | 7     |
| La Margherita                                | Marco Bertolotto ✔️ Presidente | 86.516                         | 50,91 | 14.566                          | 8,98    | 3     |       |
| Partito della Rifondazione Comunista         | Marco Bertolotto ✔️ Presidente | 86.516                         | 50,91 | 9.723                           | 6,00    | 2     |       |
| Socialisti Democratici Italiani              | Marco Bertolotto ✔️ Presidente | 86.516                         | 50,91 | 5.924                           | 3,65    | 1     |       |
| Partito dei Comunisti Italiani               | Marco Bertolotto ✔️ Presidente | 86.516                         | 50,91 | 4.466                           | 2,75    | 1     |       |
| Federazione dei Verdi                        | Marco Bertolotto ✔️ Presidente | 86.516                         | 50,91 | 4.188                           | 2,58    | -     |       |
| Alleanza Popolare - UDEUR                    | Marco Bertolotto ✔️ Presidente | 86.516                         | 50,91 | 3.521                           | 2,17    | -     |       |
| Italia dei Valori                            | Marco Bertolotto ✔️ Presidente | 86.516                         | 50,91 | 3.432                           | 2,12    | -     |       |
|                                              | Rosavio Bellasio               | 63.937                         | 37,62 | Forza Italia                    | 38.874  | 23,98 | 7     |
| Alleanza Nazionale                           | Rosavio Bellasio               | 63.937                         | 37,62 | 9.066                           | 5,59    | 1     |       |
| Unione dei Democratici Cristiani e di Centro | Rosavio Bellasio               | 63.937                         | 37,62 | 5.222                           | 3,22    | -     |       |
| Voce della Gente                             | Rosavio Bellasio               | 63.937                         | 37,62 | 2.709                           | 1,67    | -     |       |
| Casa del Cittadino                           | Rosavio Bellasio               | 63.937                         | 37,62 | 2.655                           | 1,64    | -     |       |
| Partito Pensionati                           | Rosavio Bellasio               | 63.937                         | 37,62 | 2.286                           | 1,41    | -     |       |
| Liguria Nuova                                | Rosavio Bellasio               | 63.937                         | 37,62 | 426                             | 0,26    | -     |       |
| Linea Socialista                             | Rosavio Bellasio               | 63.937                         | 37,62 | 424                             | 0,26    | -     |       |
| Ambiente Sole Mare                           | Rosavio Bellasio               | 63.937                         | 37,62 | 383                             | 0,24    | -     |       |
| Seggio al candidato presidente               | Seggio al candidato presidente | Seggio al candidato presidente | 37,62 | 1                               |         |       |       |
|                                              | Roberto Nicolick               | 8.467                          | 4,98  | Lega Nord                       | 8.257   | 5,09  | 1     |
|                                              | Antonio Falasco                | 1.855                          | 1,09  | Nuovo PSI                       | 1.809   | 1,12  | -     |
|                                              | Roberto Cuneo                  | 1.787                          | 1,05  | Patto Segni-Scognamiglio        | 1.626   | 1,00  | -     |
|                                              | Antonio Nocito                 | 1.599                          | 0,94  | Fiamma Tricolore                | 1.535   | 0,95  | -     |
|                                              | Giampaolo Fracchia             | 1.515                          | 0,89  | Insieme per la Nostra Provincia | 1.488   | 0,92  | -     |
|                                              | Rodolfo Pessina                | 1.477                          | 0,87  | Alternativa Sociale             | 1.426   | 0,88  | -     |
|                                              | Mario Giacchello               | 1.281                          | 0,75  | Uniti con la Gente              | 1.232   | 0,76  | -     |
|                                              | Paolo Badano                   | 764                            | 0,45  | Movimento Politico Sindaci      | 719     | 0,44  | -     |
|                                              | Graziano Crepaldi              | 737                            | 0,43  | DC Liguria                      | 716     | 0,44  | -     |
| Totale                                       | Totale                         | 169.935                        |       |                                 | 162.123 |       | 24    |

### Emilia-Romagna

#### Provincia di Bologna
| Candidati                            | Candidati                        | Voti    | %     | Liste                                            | Voti    | %     | Seggi |
| ------------------------------------ | -------------------------------- | ------- | ----- | ------------------------------------------------ | ------- | ----- | ----- |
|                                      | Beatrice Draghetti ✔️ Presidente | 384.519 | 63,28 | Democratici di Sinistra                          | 230.998 | 39,83 | 17    |
| La Margherita                        | Beatrice Draghetti ✔️ Presidente | 384.519 | 63,28 | 39.709                                           | 6,85    | 3     |       |
| Partito della Rifondazione Comunista | Beatrice Draghetti ✔️ Presidente | 384.519 | 63,28 | 33.244                                           | 5,73    | 2     |       |
| Federazione dei Verdi                | Beatrice Draghetti ✔️ Presidente | 384.519 | 63,28 | 20.795                                           | 3,59    | 1     |       |
| Partito dei Comunisti Italiani       | Beatrice Draghetti ✔️ Presidente | 384.519 | 63,28 | 16.128                                           | 2,78    | 1     |       |
| Italia dei Valori                    | Beatrice Draghetti ✔️ Presidente | 384.519 | 63,28 | 14.623                                           | 2,52    | 1     |       |
| Socialisti Democratici Italiani      | Beatrice Draghetti ✔️ Presidente | 384.519 | 63,28 | 6.037                                            | 1,04    | -     |       |
| Alleanza Popolare - UDEUR            | Beatrice Draghetti ✔️ Presidente | 384.519 | 63,28 | 1.714                                            | 0,30    | -     |       |
|                                      | Luca Finotti                     | 105.230 | 17,32 | Forza Italia                                     | 103.369 | 17,82 | 7     |
|                                      | Sergio Guidotti                  | 62.665  | 10,31 | Alleanza Nazionale                               | 60.594  | 10,45 | 4     |
|                                      | Gianfranco Tommasi               | 15.258  | 2,51  | Unione dei Democratici Cristiani e di Centro     | 14.737  | 2,54  | -     |
|                                      | Giampiero Bagni                  | 14.670  | 2,41  | Lega Nord                                        | 14.153  | 2,44  | -     |
|                                      | Giuseppe Nanni                   | 8.560   | 1,41  | Nuovo PSI                                        | 8.040   | 1,39  | -     |
|                                      | Germano Tomesani                 | 7.283   | 1,20  | Alternativa Sociale                              | 7.005   | 1,21  | -     |
|                                      | Michele La Placa                 | 3.515   | 0,58  | Partito Repubblicano Italiano - I Liberal Sgarbi | 3.300   | 0,57  | -     |
|                                      | Maria Cavina                     | 3.360   | 0,55  | Lista civica                                     | 3.107   | 0,54  | -     |
|                                      | Gianni Landi                     | 2.558   | 0,42  | Lista Ruocco                                     | 2.399   | 0,41  | -     |
| Totale                               | Totale                           | 607.618 |       |                                                  | 579.952 |       | 36    |

#### Provincia di Ferrara
| Candidati                                        | Candidati                             | Voti                           | %     | Liste                   | Voti    | %     | Seggi |
| ------------------------------------------------ | ------------------------------------- | ------------------------------ | ----- | ----------------------- | ------- | ----- | ----- |
|                                                  | Pier Giorgio Dall'Acqua ✔️ Presidente | 129.189                        | 56,26 | Democratici di Sinistra | 70.431  | 33,22 | 12    |
| Civica per la Provincia di Ferrara               | Pier Giorgio Dall'Acqua ✔️ Presidente | 129.189                        | 56,26 | 14.227                  | 6,71    | 2     |       |
| Partito della Rifondazione Comunista             | Pier Giorgio Dall'Acqua ✔️ Presidente | 129.189                        | 56,26 | 10.232                  | 4,83    | 1     |       |
| Partito dei Comunisti Italiani                   | Pier Giorgio Dall'Acqua ✔️ Presidente | 129.189                        | 56,26 | 7.807                   | 3,68    | 1     |       |
| Federazione dei Verdi                            | Pier Giorgio Dall'Acqua ✔️ Presidente | 129.189                        | 56,26 | 7.277                   | 3,43    | 1     |       |
| Italia dei Valori                                | Pier Giorgio Dall'Acqua ✔️ Presidente | 129.189                        | 56,26 | 6.107                   | 2,88    | 1     |       |
| Partito Repubblicano Italiano - I Liberal Sgarbi | Pier Giorgio Dall'Acqua ✔️ Presidente | 129.189                        | 56,26 | 2.176                   | 1,03    | -     |       |
| Alleanza Popolare - UDEUR                        | Pier Giorgio Dall'Acqua ✔️ Presidente | 129.189                        | 56,26 | 1.255                   | 0,59    | -     |       |
| Riformatori per Ferrara                          | Pier Giorgio Dall'Acqua ✔️ Presidente | 129.189                        | 56,26 | 1.068                   | 0,50    | -     |       |
|                                                  | Massimo Mazzanti                      | 47.163                         | 20,54 | Forza Italia            | 40.197  | 18,96 | 5     |
| Nuovo PSI                                        | Massimo Mazzanti                      | 47.163                         | 20,54 | 4.195                   | 1,98    | -     |       |
| Seggio al candidato presidente                   | Seggio al candidato presidente        | Seggio al candidato presidente | 20,54 | 1                       |         |       |       |
|                                                  | Rossano Scanavini                     | 29.973                         | 13,05 | Alleanza Nazionale      | 22.003  | 10,38 | 3     |
| Unione dei Democratici Cristiani e di Centro     | Rossano Scanavini                     | 29.973                         | 13,05 | 5.505                   | 2,60    | -     |       |
| Seggio al candidato presidente                   | Seggio al candidato presidente        | Seggio al candidato presidente | 13,05 | 1                       |         |       |       |
|                                                  | Neda Barbieri                         | 15.115                         | 6,58  | Alleanza per Ferrara    | 12.092  | 5,70  | 1     |
|                                                  | Giovanni Cavicchi                     | 8.175                          | 3,56  | Lega Nord               | 7.452   | 3,51  | 1     |
| Totale                                           | Totale                                | 229.615                        |       |                         | 212.024 |       | 30    |

#### Provincia di Forlì-Cesena
| Candidati                                    | Candidati                      | Voti                           | %     | Liste                   | Voti    | %     | Seggi |
| -------------------------------------------- | ------------------------------ | ------------------------------ | ----- | ----------------------- | ------- | ----- | ----- |
|                                              | Massimo Bulbi ✔️ Presidente    | 150.986                        | 64,14 | Democratici di Sinistra | 78.444  | 34,77 | 13    |
| La Margherita                                | Massimo Bulbi ✔️ Presidente    | 150.986                        | 64,14 | 19.297                  | 8,55    | 3     |       |
| Partito della Rifondazione Comunista         | Massimo Bulbi ✔️ Presidente    | 150.986                        | 64,14 | 15.370                  | 6,81    | 2     |       |
| Partito Repubblicano Italiano                | Massimo Bulbi ✔️ Presidente    | 150.986                        | 64,14 | 9.549                   | 4,23    | 1     |       |
| Federazione dei Verdi                        | Massimo Bulbi ✔️ Presidente    | 150.986                        | 64,14 | 8.532                   | 3,78    | 1     |       |
| Partito dei Comunisti Italiani               | Massimo Bulbi ✔️ Presidente    | 150.986                        | 64,14 | 5.964                   | 2,64    | 1     |       |
| Italia dei Valori                            | Massimo Bulbi ✔️ Presidente    | 150.986                        | 64,14 | 4.846                   | 2,15    | -     |       |
| Romagna Riformista Popolare                  | Massimo Bulbi ✔️ Presidente    | 150.986                        | 64,14 | 3.421                   | 1,52    | -     |       |
|                                              | Luca Bartolini                 | 71.502                         | 30,37 | Forza Italia            | 42.623  | 18,89 | 6     |
| Alleanza Nazionale                           | Luca Bartolini                 | 71.502                         | 30,37 | 18.367                  | 8,14    | 2     |       |
| Unione dei Democratici Cristiani e di Centro | Luca Bartolini                 | 71.502                         | 30,37 | 6.976                   | 3,09    | -     |       |
| Seggio al candidato presidente               | Seggio al candidato presidente | Seggio al candidato presidente | 30,37 | 1                       |         |       |       |
|                                              | Piero Fusconi                  | 6.187                          | 2,63  | Lega Nord               | 5.861   | 2,60  | -     |
|                                              | Giovanni Vestrucci             | 4.419                          | 1,88  | Unione per la Romagna   | 4.153   | 1,84  | -     |
|                                              | Rosalba Santacroce             | 2.314                          | 0,98  | Fiamma Tricolore        | 2.193   | 0,97  | -     |
| Totale                                       | Totale                         | 235.408                        |       |                         | 225.596 |       | 30    |

#### Provincia di Modena
| Candidati                                              | Candidati                      | Voti                           | %     | Liste                   | Voti    | %     | Seggi |
| ------------------------------------------------------ | ------------------------------ | ------------------------------ | ----- | ----------------------- | ------- | ----- | ----- |
|                                                        | Emilio Sabattini ✔️ Presidente | 259.496                        | 64,84 | Democratici di Sinistra | 156.001 | 40,49 | 14    |
| La Margherita                                          | Emilio Sabattini ✔️ Presidente | 259.496                        | 64,84 | 33.626                  | 8,73    | 3     |       |
| Partito della Rifondazione Comunista                   | Emilio Sabattini ✔️ Presidente | 259.496                        | 64,84 | 22.127                  | 5,74    | 2     |       |
| Federazione dei Verdi                                  | Emilio Sabattini ✔️ Presidente | 259.496                        | 64,84 | 13.790                  | 3,58    | 1     |       |
| Partito dei Comunisti Italiani                         | Emilio Sabattini ✔️ Presidente | 259.496                        | 64,84 | 10.680                  | 2,77    | -     |       |
| Italia dei Valori                                      | Emilio Sabattini ✔️ Presidente | 259.496                        | 64,84 | 10.506                  | 2,73    | -     |       |
| Socialisti Democratici Italiani - Repubblicani Europei | Emilio Sabattini ✔️ Presidente | 259.496                        | 64,84 | 3.915                   | 1,02    | -     |       |
|                                                        | Claudia Severi                 | 114.026                        | 28,49 | Forza Italia            | 64.577  | 16,76 | 5     |
| Alleanza Nazionale                                     | Claudia Severi                 | 114.026                        | 28,49 | 27.589                  | 7,16    | 2     |       |
| Unione dei Democratici Cristiani e di Centro           | Claudia Severi                 | 114.026                        | 28,49 | 16.888                  | 4,38    | 1     |       |
| Seggio al candidato presidente                         | Seggio al candidato presidente | Seggio al candidato presidente | 28,49 | 1                       |         |       |       |
|                                                        | Giorgio Barbieri               | 22.089                         | 5,52  | Lega Nord               | 21.483  | 5,58  | 1     |
|                                                        | Stefano Boni                   | 4.589                          | 1,15  | Provincia Libera        | 4.090   | 1,06  | -     |
| Totale                                                 | Totale                         | 400.200                        |       |                         | 385.272 |       | 30    |

#### Provincia di Parma
| Candidati                                              | Candidati                         | Voti                           | %     | Liste                   | Voti    | %     | Seggi |
| ------------------------------------------------------ | --------------------------------- | ------------------------------ | ----- | ----------------------- | ------- | ----- | ----- |
|                                                        | Vincenzo Bernazzoli ✔️ Presidente | 141.003                        | 56,09 | Democratici di Sinistra | 58.077  | 26,63 | 10    |
| La Margherita                                          | Vincenzo Bernazzoli ✔️ Presidente | 141.003                        | 56,09 | 19.900                  | 9,12    | 3     |       |
| Partito della Rifondazione Comunista                   | Vincenzo Bernazzoli ✔️ Presidente | 141.003                        | 56,09 | 19.210                  | 8,81    | 3     |       |
| Partito dei Comunisti Italiani                         | Vincenzo Bernazzoli ✔️ Presidente | 141.003                        | 56,09 | 7.071                   | 3,24    | 1     |       |
| Federazione dei Verdi                                  | Vincenzo Bernazzoli ✔️ Presidente | 141.003                        | 56,09 | 7.031                   | 3,22    | 1     |       |
| Socialisti Democratici Italiani - Repubblicani Europei | Vincenzo Bernazzoli ✔️ Presidente | 141.003                        | 56,09 | 5.340                   | 2,45    | -     |       |
| Italia dei Valori                                      | Vincenzo Bernazzoli ✔️ Presidente | 141.003                        | 56,09 | 4.832                   | 2,22    | -     |       |
| Alleanza Popolare - UDEUR                              | Vincenzo Bernazzoli ✔️ Presidente | 141.003                        | 56,09 | 1.237                   | 0,57    | -     |       |
|                                                        | Roberto Lisi                      | 93.669                         | 37,26 | Forza Italia            | 38.860  | 17,82 | 6     |
| Civiltà Parmigiana                                     | Roberto Lisi                      | 93.669                         | 37,26 | 15.779                  | 7,23    | 2     |       |
| Alleanza Nazionale                                     | Roberto Lisi                      | 93.669                         | 37,26 | 14.653                  | 6,72    | 2     |       |
| Unione dei Democratici Cristiani e di Centro           | Roberto Lisi                      | 93.669                         | 37,26 | 6.352                   | 2,91    | -     |       |
| Patto dei Liberaldemocratici                           | Roberto Lisi                      | 93.669                         | 37,26 | 3.994                   | 1,83    | -     |       |
| Seggio al candidato presidente                         | Seggio al candidato presidente    | Seggio al candidato presidente | 37,26 | 1                       |         |       |       |
|                                                        | Stefano Zibana                    | 13.423                         | 5,34  | Lega Nord               | 12.800  | 5,87  | 1     |
|                                                        | Alfredo Stocchi                   | 3.271                          | 1,30  | Nuovo PSI               | 2.965   | 1,36  | -     |
| Totale                                                 | Totale                            | 251.366                        |       |                         | 218.101 |       | 30    |

#### Provincia di Piacenza
| Candidati                                        | Candidati                                 | Voti                           | %     | Liste                   | Voti    | %     | Seggi |
| ------------------------------------------------ | ----------------------------------------- | ------------------------------ | ----- | ----------------------- | ------- | ----- | ----- |
|                                                  | Gian Luigi Boiardi Accede al ballottaggio | 72.710                         | 45,56 | Democratici di Sinistra | 24.872  | 17,79 | 6     |
| Socialisti Democratici Italiani - La Margherita  | Gian Luigi Boiardi Accede al ballottaggio | 72.710                         | 45,56 | 11.083                  | 7,93    | 3     |       |
| Partito della Rifondazione Comunista             | Gian Luigi Boiardi Accede al ballottaggio | 72.710                         | 45,56 | 9.921                   | 7,10    | 2     |       |
| Piacentini Uniti                                 | Gian Luigi Boiardi Accede al ballottaggio | 72.710                         | 45,56 | 4.655                   | 3,33    | 1     |       |
| Pensionati Piacentini                            | Gian Luigi Boiardi Accede al ballottaggio | 72.710                         | 45,56 | 4.639                   | 3,32    | 1     |       |
| Italia dei Valori                                | Gian Luigi Boiardi Accede al ballottaggio | 72.710                         | 45,56 | 3.943                   | 2,82    | 1     |       |
| Partito dei Comunisti Italiani                   | Gian Luigi Boiardi Accede al ballottaggio | 72.710                         | 45,56 | 2.965                   | 2,12    | -     |       |
|                                                  | Tommaso Foti Accede al ballottaggio       | 67.333                         | 42,19 | Forza Italia            | 31.122  | 22,26 | 5     |
| Alleanza Nazionale                               | Tommaso Foti Accede al ballottaggio       | 67.333                         | 42,19 | 11.375                  | 8,14    | 1     |       |
| Oltre i Partiti                                  | Tommaso Foti Accede al ballottaggio       | 67.333                         | 42,19 | 10.237                  | 7,32    | 1     |       |
| Unione dei Democratici Cristiani e di Centro     | Tommaso Foti Accede al ballottaggio       | 67.333                         | 42,19 | 5.062                   | 3,62    | -     |       |
| Partito Repubblicano Italiano - I Liberal Sgarbi | Tommaso Foti Accede al ballottaggio       | 67.333                         | 42,19 | 1.200                   | 0,86    | -     |       |
| Fronte Pensionati                                | Tommaso Foti Accede al ballottaggio       | 67.333                         | 42,19 | 618                     | 0,44    | -     |       |
| Seggio al candidato presidente                   | Seggio al candidato presidente            | Seggio al candidato presidente | 42,19 | 1                       |         |       |       |
|                                                  | Guido Molinaroli                          | 13.001                         | 8,15  | Lega Nord (A)           | 10.407  | 7,45  | 1     |
| Sorgente Piacentina (B)                          | Guido Molinaroli                          | 13.001                         | 8,15  | 881                     | 0,63    | -     |       |
| Pensionati Emiliani (C)                          | Guido Molinaroli                          | 13.001                         | 8,15  | 654                     | 0,47    | -     |       |
| Seggio al candidato presidente                   | Seggio al candidato presidente            | Seggio al candidato presidente | 8,15  | 1                       |         |       |       |
|                                                  | Pietro Spinelli                           | 2.753                          | 1,72  | Partito Pensionati (D)  | 2.660   | 1,90  | -     |
|                                                  | Roberto Martini                           | 1.841                          | 1,15  | Civiltà Piacentina      | 1.725   | 1,23  | -     |
|                                                  | Paolo Serecchia                           | 1.172                          | 0,73  | Fronte d'Azione         | 1.069   | 0,76  | -     |
|                                                  | Giorgio Luigi Antonini                    | 794                            | 0,50  | Terzo Polo Codacons (E) | 694     | 0,50  | -     |
| Totale                                           | Totale                                    | 159.604                        |       |                         | 139.782 |       | 24    |

- Le liste contrassegnate con le lettere A, B, C e E sono apparentate al secondo turno con il candidato presidente Tommaso Foti.

- La lista contrassegnata con la lettera D è apparentata al secondo turno con il candidato presidente Gian Luigi Boiardi.

Ballottaggio
| Candidati | Candidati                        | Voti    | %      |
| --------- | -------------------------------- | ------- | ------ |
|           | Gian Luigi Boiardi ✔️ Presidente | 71.865  | 52,11  |
|           | Tommaso Foti                     | 66.037  | 47,89  |
| Totale    | Totale                           | 137.902 | 100,00 |

#### Provincia di Reggio Emilia
| Candidati                                    | Candidati                      | Voti                           | %     | Liste                   | Voti    | %     | Seggi |
| -------------------------------------------- | ------------------------------ | ------------------------------ | ----- | ----------------------- | ------- | ----- | ----- |
|                                              | Sonia Masini ✔️ Presidente     | 199.450                        | 67,73 | Democratici di Sinistra | 110.662 | 39,60 | 15    |
| La Margherita                                | Sonia Masini ✔️ Presidente     | 199.450                        | 67,73 | 28.025                  | 10,03   | 3     |       |
| Partito della Rifondazione Comunista         | Sonia Masini ✔️ Presidente     | 199.450                        | 67,73 | 18.656                  | 6,68    | 2     |       |
| Federazione dei Verdi                        | Sonia Masini ✔️ Presidente     | 199.450                        | 67,73 | 11.228                  | 4,02    | 1     |       |
| Partito dei Comunisti Italiani               | Sonia Masini ✔️ Presidente     | 199.450                        | 67,73 | 7.744                   | 2,77    | 1     |       |
| Italia dei Valori                            | Sonia Masini ✔️ Presidente     | 199.450                        | 67,73 | 6.603                   | 2,36    | -     |       |
| UDEUR - Socialisti Democratici Italiani      | Sonia Masini ✔️ Presidente     | 199.450                        | 67,73 | 6.339                   | 2,27    | -     |       |
|                                              | Claudio Guidetti               | 51.851                         | 17,61 | Forza Italia            | 38.998  | 13,96 | 3     |
| Unione dei Democratici Cristiani e di Centro | Claudio Guidetti               | 51.851                         | 17,61 | 10.282                  | 3,68    | 1     |       |
| Seggio al candidato presidente               | Seggio al candidato presidente | Seggio al candidato presidente | 17,61 | 1                       |         |       |       |
|                                              | Leopoldo Barbieri Manodori     | 18.743                         | 6,37  | Alleanza Nazionale      | 17.988  | 6,44  | 2     |
|                                              | Angelo Alessandri              | 17.031                         | 5,78  | Lega Nord               | 13.839  | 4,95  | -     |
| Donne per Reggio                             | Angelo Alessandri              | 17.031                         | 5,78  | 2.388                   | 0,85    | -     |       |
| Seggio al candidato presidente               | Seggio al candidato presidente | Seggio al candidato presidente | 5,78  | 1                       |         |       |       |
|                                              | Mauro Del Bue                  | 7.391                          | 2,51  | Socialisti              | 6.666   | 2,39  | -     |
| Totale                                       | Totale                         | 294.466                        |       |                         | 279.418 |       | 30    |

#### Provincia di Rimini
| Candidati                               | Candidati                       | Voti                           | %     | Liste                                        | Voti    | %     | Seggi |
| --------------------------------------- | ------------------------------- | ------------------------------ | ----- | -------------------------------------------- | ------- | ----- | ----- |
|                                         | Ferdinando Fabbri ✔️ Presidente | 100.861                        | 58,81 | Democratici di Sinistra                      | 48.816  | 30,44 | 9     |
| La Margherita                           | Ferdinando Fabbri ✔️ Presidente | 100.861                        | 58,81 | 12.095                                       | 7,54    | 2     |       |
| Partito della Rifondazione Comunista    | Ferdinando Fabbri ✔️ Presidente | 100.861                        | 58,81 | 11.083                                       | 6,91    | 2     |       |
| Italia dei Valori                       | Ferdinando Fabbri ✔️ Presidente | 100.861                        | 58,81 | 7.180                                        | 4,48    | 1     |       |
| Federazione dei Verdi                   | Ferdinando Fabbri ✔️ Presidente | 100.861                        | 58,81 | 6.896                                        | 4,30    | 1     |       |
| Partito dei Comunisti Italiani          | Ferdinando Fabbri ✔️ Presidente | 100.861                        | 58,81 | 5.131                                        | 3,20    | 1     |       |
| UDEUR - Socialisti Democratici Italiani | Ferdinando Fabbri ✔️ Presidente | 100.861                        | 58,81 | 2.757                                        | 1,72    | -     |       |
|                                         | Giuliano Giulianini             | 38.703                         | 22,57 | Forza Italia                                 | 32.908  | 20,52 | 5     |
| Lega Nord                               | Giuliano Giulianini             | 38.703                         | 22,57 | 3.936                                        | 2,45    | -     |       |
| Seggio al candidato presidente          | Seggio al candidato presidente  | Seggio al candidato presidente | 22,57 | 1                                            |         |       |       |
|                                         | Filippo Airaudo                 | 16.466                         | 9,60  | Alleanza Nazionale                           | 15.470  | 9,65  | 2     |
|                                         | Vincenzo Mirra                  | 5.202                          | 3,03  | Unione dei Democratici Cristiani e di Centro | 4.953   | 3,09  | -     |
|                                         | Adriana Neri                    | 3.831                          | 2,23  | Lista Bonino - Partito Repubblicano Italiano | 1.708   | 1,07  | -     |
| Lista Ecologica                         | Adriana Neri                    | 3.831                          | 2,23  | 1.634                                        | 1,02    | -     |       |
|                                         | Franco Albanesi                 | 3.705                          | 2,16  | Nuovo PSI                                    | 3.305   | 2,06  | -     |
|                                         | Riccardo Cirri                  | 2.330                          | 1,36  | Fiamma Tricolore                             | 2.144   | 1,34  | -     |
|                                         | Eugenio Giulianelli             | 394                            | 0,23  | Federalisti Democratici Europei              | 348     | 0,22  | -     |
| Totale                                  | Totale                          | 171.492                        |       |                                              | 160.364 |       | 24    |

### Toscana

#### Provincia di Arezzo
| Candidati                                        | Candidati                         | Voti                           | %     | Liste                   | Voti    | %     | Seggi |
| ------------------------------------------------ | --------------------------------- | ------------------------------ | ----- | ----------------------- | ------- | ----- | ----- |
|                                                  | Vincenzo Ceccarelli ✔️ Presidente | 119.922                        | 60,61 | Democratici di Sinistra | 61.563  | 32,19 | 12    |
| Partito della Rifondazione Comunista             | Vincenzo Ceccarelli ✔️ Presidente | 119.922                        | 60,61 | 15.647                  | 8,18    | 3     |       |
| La Margherita                                    | Vincenzo Ceccarelli ✔️ Presidente | 119.922                        | 60,61 | 13.312                  | 6,96    | 2     |       |
| Socialisti Democratici Italiani                  | Vincenzo Ceccarelli ✔️ Presidente | 119.922                        | 60,61 | 8.825                   | 4,61    | 1     |       |
| Partito dei Comunisti Italiani                   | Vincenzo Ceccarelli ✔️ Presidente | 119.922                        | 60,61 | 7.078                   | 3,70    | 1     |       |
| Federazione dei Verdi                            | Vincenzo Ceccarelli ✔️ Presidente | 119.922                        | 60,61 | 4.373                   | 2,29    | -     |       |
| Italia dei Valori                                | Vincenzo Ceccarelli ✔️ Presidente | 119.922                        | 60,61 | 2.717                   | 1,42    | -     |       |
| Lista Rosa                                       | Vincenzo Ceccarelli ✔️ Presidente | 119.922                        | 60,61 | 1.141                   | 0,60    | -     |       |
| Alleanza Popolare - UDEUR                        | Vincenzo Ceccarelli ✔️ Presidente | 119.922                        | 60,61 | 822                     | 0,43    | -     |       |
|                                                  | Maurizio Bianconi                 | 69.593                         | 35,17 | Forza Italia            | 37.488  | 19,60 | 6     |
| Alleanza Nazionale                               | Maurizio Bianconi                 | 69.593                         | 35,17 | 20.154                  | 10,54   | 3     |       |
| Unione dei Democratici Cristiani e di Centro     | Maurizio Bianconi                 | 69.593                         | 35,17 | 7.533                   | 3,94    | 1     |       |
| Lega Nord                                        | Maurizio Bianconi                 | 69.593                         | 35,17 | 2.122                   | 1,11    | -     |       |
| Partito Repubblicano Italiano - I Liberal Sgarbi | Maurizio Bianconi                 | 69.593                         | 35,17 | 685                     | 0,36    | -     |       |
| Seggio al candidato presidente                   | Seggio al candidato presidente    | Seggio al candidato presidente | 35,17 | 1                       |         |       |       |
|                                                  | Paolo Ghelli                      | 4.092                          | 2,07  | Nuovo PSI               | 3.903   | 2,04  | -     |
|                                                  | Luciano Zippi                     | 2.386                          | 1,21  | Alternativa Sociale     | 2.288   | 1,20  | -     |
|                                                  | Giulio Arrigucci                  | 1.875                          | 0,95  | Viva Libertà            | 1.618   | 0,85  | -     |
| Totale                                           | Totale                            | 197.868                        |       |                         | 191.269 |       | 30    |

#### Provincia di Firenze
| Candidati                                    | Candidati                      | Voti                           | %     | Liste                                | Voti    | %     | Seggi |
| -------------------------------------------- | ------------------------------ | ------------------------------ | ----- | ------------------------------------ | ------- | ----- | ----- |
|                                              | Matteo Renzi ✔️ Presidente     | 337.446                        | 58,74 | Democratici di Sinistra              | 204.997 | 37,12 | 16    |
| La Margherita                                | Matteo Renzi ✔️ Presidente     | 337.446                        | 58,74 | 50.235                               | 9,10    | 3     |       |
| Partito dei Comunisti Italiani               | Matteo Renzi ✔️ Presidente     | 337.446                        | 58,74 | 25.569                               | 4,63    | 2     |       |
| Federazione dei Verdi                        | Matteo Renzi ✔️ Presidente     | 337.446                        | 58,74 | 19.192                               | 3,47    | 1     |       |
| Italia dei Valori                            | Matteo Renzi ✔️ Presidente     | 337.446                        | 58,74 | 11.919                               | 2,16    | -     |       |
| Socialisti Democratici Italiani - Riformisti | Matteo Renzi ✔️ Presidente     | 337.446                        | 58,74 | 10.684                               | 1,93    | -     |       |
| Repubblicani Europei                         | Matteo Renzi ✔️ Presidente     | 337.446                        | 58,74 | 2.930                                | 0,53    | -     |       |
|                                              | Federico Tondi                 | 172.534                        | 30,03 | Forza Italia                         | 84.122  | 15,23 | 6     |
| Alleanza Nazionale                           | Federico Tondi                 | 172.534                        | 30,03 | 54.871                               | 9,93    | 3     |       |
| Unione dei Democratici Cristiani e di Centro | Federico Tondi                 | 172.534                        | 30,03 | 19.575                               | 3,54    | 1     |       |
| Nuovo PSI                                    | Federico Tondi                 | 172.534                        | 30,03 | 7.378                                | 1,34    | -     |       |
| Seggio al candidato presidente               | Seggio al candidato presidente | Seggio al candidato presidente | 30,03 | 1                                    |         |       |       |
|                                              | Sandro Targetti                | 52.309                         | 9,11  | Partito della Rifondazione Comunista | 50.039  | 9,06  | 3     |
|                                              | David Badini                   | 8.439                          | 1,47  | Lista Consumatori                    | 7.390   | 1,34  | -     |
|                                              | Luigi Cartei                   | 3.769                          | 0,66  | Toscana Granducale - Federalismo     | 3.423   | 0,62  | -     |
| Totale                                       | Totale                         | 574.497                        |       |                                      | 552.324 |       | 36    |

#### Provincia di Grosseto
| Candidati                                    | Candidati                      | Voti                           | %     | Liste                                            | Voti    | %     | Seggi |
| -------------------------------------------- | ------------------------------ | ------------------------------ | ----- | ------------------------------------------------ | ------- | ----- | ----- |
|                                              | Lio Scheggi ✔️ Presidente      | 77.577                         | 57,92 | Democratici di Sinistra                          | 33.280  | 27,53 | 8     |
| La Margherita                                | Lio Scheggi ✔️ Presidente      | 77.577                         | 57,92 | 11.507                                           | 9,52    | 3     |       |
| Partito della Rifondazione Comunista         | Lio Scheggi ✔️ Presidente      | 77.577                         | 57,92 | 8.927                                            | 7,39    | 2     |       |
| Socialisti Democratici Italiani              | Lio Scheggi ✔️ Presidente      | 77.577                         | 57,92 | 6.825                                            | 5,65    | 1     |       |
| Partito dei Comunisti Italiani               | Lio Scheggi ✔️ Presidente      | 77.577                         | 57,92 | 3.739                                            | 3,09    | -     |       |
| Federazione dei Verdi                        | Lio Scheggi ✔️ Presidente      | 77.577                         | 57,92 | 2.746                                            | 2,27    | -     |       |
| Italia dei Valori                            | Lio Scheggi ✔️ Presidente      | 77.577                         | 57,92 | 1.606                                            | 1,33    | -     |       |
| Repubblicani Europei                         | Lio Scheggi ✔️ Presidente      | 77.577                         | 57,92 | 1.087                                            | 0,90    | -     |       |
|                                              | Laura Cutini                   | 48.640                         | 36,31 | Forza Italia                                     | 19.537  | 16,16 | 4     |
| Alleanza Nazionale                           | Laura Cutini                   | 48.640                         | 36,31 | 18.730                                           | 15,50   | 4     |       |
| Unione dei Democratici Cristiani e di Centro | Laura Cutini                   | 48.640                         | 36,31 | 5.250                                            | 4,34    | 1     |       |
| Movimento Autonomista Toscano                | Laura Cutini                   | 48.640                         | 36,31 | 859                                              | 0,71    | -     |       |
| Seggio al candidato presidente               | Seggio al candidato presidente | Seggio al candidato presidente | 36,31 | 1                                                |         |       |       |
|                                              | Vittorio Sgarbi                | 3.244                          | 2,42  | Partito Repubblicano Italiano - I Liberal Sgarbi | 2.891   | 2,39  | -     |
|                                              | Massimo Menghetti              | 2.813                          | 2,10  | Nuovo PSI                                        | 2.614   | 2,16  | -     |
|                                              | Francesco Donati               | 1.670                          | 1,25  | Partito Socialista Toscano                       | 860     | 0,71  | -     |
| Lista Donati                                 | Francesco Donati               | 1.670                          | 1,25  | 412                                              | 0,34    | -     |       |
| Totale                                       | Totale                         | 133.944                        |       |                                                  | 120.870 |       | 24    |

#### Provincia di Livorno
| Candidati                                    | Candidati                      | Voti                           | %     | Liste                                | Voti    | %     | Seggi |
| -------------------------------------------- | ------------------------------ | ------------------------------ | ----- | ------------------------------------ | ------- | ----- | ----- |
|                                              | Giorgio Kutufà ✔️ Presidente   | 122.412                        | 59,27 | Democratici di Sinistra              | 76.918  | 38,97 | 14    |
| La Margherita                                | Giorgio Kutufà ✔️ Presidente   | 122.412                        | 59,27 | 12.521                               | 6,34    | 2     |       |
| Partito dei Comunisti Italiani               | Giorgio Kutufà ✔️ Presidente   | 122.412                        | 59,27 | 8.283                                | 4,20    | 1     |       |
| Federazione dei Verdi                        | Giorgio Kutufà ✔️ Presidente   | 122.412                        | 59,27 | 8.075                                | 4,09    | 1     |       |
| Socialisti Democratici Italiani              | Giorgio Kutufà ✔️ Presidente   | 122.412                        | 59,27 | 6.101                                | 3,09    | 1     |       |
| Italia dei Valori                            | Giorgio Kutufà ✔️ Presidente   | 122.412                        | 59,27 | 5.222                                | 2,65    | -     |       |
|                                              | Maurizio Zingoni               | 58.295                         | 28,23 | Forza Italia                         | 29.674  | 15,03 | 4     |
| Alleanza Nazionale                           | Maurizio Zingoni               | 58.295                         | 28,23 | 20.286                               | 10,28   | 3     |       |
| Unione dei Democratici Cristiani e di Centro | Maurizio Zingoni               | 58.295                         | 28,23 | 3.932                                | 1,99    | -     |       |
| Lega Nord                                    | Maurizio Zingoni               | 58.295                         | 28,23 | 1.301                                | 0,66    | -     |       |
| Seggio al candidato presidente               | Seggio al candidato presidente | Seggio al candidato presidente | 28,23 | 1                                    |         |       |       |
|                                              | Graziella Pierfederici         | 22.575                         | 10,93 | Partito della Rifondazione Comunista | 21.980  | 11,14 | 3     |
|                                              | Maurizio Vernassa              | 3.240                          | 1,57  | Nuovo PSI                            | 3.092   | 1,57  | -     |
| Totale                                       | Totale                         | 206.522                        |       |                                      | 197.385 |       | 30    |

#### Provincia di Pisa
| Candidati                                    | Candidati                      | Voti                           | %     | Liste                                            | Voti    | %     | Seggi |
| -------------------------------------------- | ------------------------------ | ------------------------------ | ----- | ------------------------------------------------ | ------- | ----- | ----- |
|                                              | Andrea Pieroni ✔️ Presidente   | 126.081                        | 52,33 | Democratici di Sinistra                          | 80.980  | 35,76 | 14    |
| La Margherita                                | Andrea Pieroni ✔️ Presidente   | 126.081                        | 52,33 | 18.230                                           | 8,05    | 3     |       |
| Partito dei Comunisti Italiani               | Andrea Pieroni ✔️ Presidente   | 126.081                        | 52,33 | 9.833                                            | 4,34    | 1     |       |
| Socialisti Democratici Italiani              | Andrea Pieroni ✔️ Presidente   | 126.081                        | 52,33 | 5.554                                            | 2,45    | -     |       |
| Italia dei Valori                            | Andrea Pieroni ✔️ Presidente   | 126.081                        | 52,33 | 4.818                                            | 2,13    | -     |       |
|                                              | Michele Mezzanotte             | 71.518                         | 29,69 | Forza Italia                                     | 31.912  | 14,09 | 3     |
| Alleanza Nazionale                           | Michele Mezzanotte             | 71.518                         | 29,69 | 26.870                                           | 11,87   | 3     |       |
| Unione dei Democratici Cristiani e di Centro | Michele Mezzanotte             | 71.518                         | 29,69 | 8.742                                            | 3,86    | 1     |       |
| Seggio al candidato presidente               | Seggio al candidato presidente | Seggio al candidato presidente | 29,69 | 1                                                |         |       |       |
|                                              | Donatella Salcioli             | 26.696                         | 11,08 | Partito della Rifondazione Comunista             | 19.348  | 8,54  | 2     |
| Federazione dei Verdi                        | Donatella Salcioli             | 26.696                         | 11,08 | 5.271                                            | 2,33    | -     |       |
| Seggio al candidato presidente               | Seggio al candidato presidente | Seggio al candidato presidente | 11,08 | 1                                                |         |       |       |
|                                              | Renzo Macelloni                | 9.741                          | 4,04  | Provincia Futura                                 | 8.281   | 3,66  | 1     |
|                                              | Giacomino Granchi              | 5.238                          | 2,17  | Socialisti Uniti                                 | 4.995   | 2,21  | -     |
|                                              | Alberto Vanni                  | 1.639                          | 0,68  | Partito Repubblicano Italiano - I Liberal Sgarbi | 1.624   | 0,72  | -     |
| Totale                                       | Totale                         | 240.913                        |       |                                                  | 226.458 |       | 30    |

#### Provincia di Pistoia
| Candidati                                    | Candidati                        | Voti                           | %     | Liste                                | Voti    | %     | Seggi |
| -------------------------------------------- | -------------------------------- | ------------------------------ | ----- | ------------------------------------ | ------- | ----- | ----- |
|                                              | Gianfranco Venturi ✔️ Presidente | 87.282                         | 53,57 | Democratici di Sinistra              | 48.937  | 31,61 | 10    |
| La Margherita                                | Gianfranco Venturi ✔️ Presidente | 87.282                         | 53,57 | 11.950                               | 7,72    | 2     |       |
| Partito dei Comunisti Italiani               | Gianfranco Venturi ✔️ Presidente | 87.282                         | 53,57 | 8.585                                | 5,55    | 1     |       |
| Pistoia Provincia d'Europa                   | Gianfranco Venturi ✔️ Presidente | 87.282                         | 53,57 | 4.880                                | 3,15    | 1     |       |
| Federazione dei Verdi                        | Gianfranco Venturi ✔️ Presidente | 87.282                         | 53,57 | 4.385                                | 2,83    | -     |       |
| Italia dei Valori                            | Gianfranco Venturi ✔️ Presidente | 87.282                         | 53,57 | 3.504                                | 2,26    | -     |       |
|                                              | Alberto La Penna                 | 58.941                         | 36,18 | Forza Italia                         | 27.105  | 17,51 | 4     |
| Alleanza Nazionale                           | Alberto La Penna                 | 58.941                         | 36,18 | 17.978                               | 11,61   | 3     |       |
| Unione dei Democratici Cristiani e di Centro | Alberto La Penna                 | 58.941                         | 36,18 | 5.915                                | 3,82    | -     |       |
| Nuovo PSI                                    | Alberto La Penna                 | 58.941                         | 36,18 | 2.871                                | 1,85    | -     |       |
| Lega Nord                                    | Alberto La Penna                 | 58.941                         | 36,18 | 2.618                                | 1,69    | -     |       |
| Seggio al candidato presidente               | Seggio al candidato presidente   | Seggio al candidato presidente | 36,18 | 1                                    |         |       |       |
|                                              | Roberto Cappellini               | 14.041                         | 8,62  | Partito della Rifondazione Comunista | 13.446  | 8,69  | 2     |
|                                              | Domenico Nicolosi                | 2.658                          | 1,63  | Lista Consumatori                    | 2.622   | 1,69  | -     |
| Totale                                       | Totale                           | 162.922                        |       |                                      | 154.796 |       | 24    |

#### Provincia di Prato
| Candidati                                    | Candidati                      | Voti                           | %     | Liste                                | Voti    | %     | Seggi |
| -------------------------------------------- | ------------------------------ | ------------------------------ | ----- | ------------------------------------ | ------- | ----- | ----- |
|                                              | Massimo Logli ✔️ Presidente    | 73.539                         | 55,18 | Democratici di Sinistra              | 43.624  | 35,21 | 10    |
| La Margherita                                | Massimo Logli ✔️ Presidente    | 73.539                         | 55,18 | 11.967                               | 9,66    | 3     |       |
| Partito dei Comunisti Italiani               | Massimo Logli ✔️ Presidente    | 73.539                         | 55,18 | 4.414                                | 3,56    | 1     |       |
| Italia dei Valori                            | Massimo Logli ✔️ Presidente    | 73.539                         | 55,18 | 3.003                                | 2,42    | -     |       |
| Federazione dei Verdi                        | Massimo Logli ✔️ Presidente    | 73.539                         | 55,18 | 2.990                                | 2,41    | -     |       |
| Socialisti Democratici Italiani              | Massimo Logli ✔️ Presidente    | 73.539                         | 55,18 | 1.602                                | 1,29    | -     |       |
| Alleanza Popolare - UDEUR                    | Massimo Logli ✔️ Presidente    | 73.539                         | 55,18 | 264                                  | 0,21    | -     |       |
|                                              | Riccardo Bini                  | 45.959                         | 34,49 | Forza Italia                         | 21.258  | 17,16 | 4     |
| Alleanza Nazionale                           | Riccardo Bini                  | 45.959                         | 34,49 | 16.834                               | 13,59   | 3     |       |
| Unione dei Democratici Cristiani e di Centro | Riccardo Bini                  | 45.959                         | 34,49 | 3.862                                | 3,12    | -     |       |
| Lega Nord                                    | Riccardo Bini                  | 45.959                         | 34,49 | 1.656                                | 1,34    | -     |       |
| Seggio al candidato presidente               | Seggio al candidato presidente | Seggio al candidato presidente | 34,49 | 1                                    |         |       |       |
|                                              | Alessio Nincheri               | 10.772                         | 8,08  | Partito della Rifondazione Comunista | 8.299   | 6,70  | 1     |
| La Sinistra per Prato Viva                   | Alessio Nincheri               | 10.772                         | 8,08  | 1.549                                | 1,25    | -     |       |
| Seggio al candidato presidente               | Seggio al candidato presidente | Seggio al candidato presidente | 8,08  | 1                                    |         |       |       |
|                                              | Silvano Bartolini              | 2.099                          | 1,58  | Lista Consumatori                    | 1.877   | 1,51  | -     |
|                                              | Vittorio Giugni                | 894                            | 0,67  | Lista Civica Giugni Presidente       | 701     | 0,57  | -     |
| Totale                                       | Totale                         | 133.263                        |       |                                      | 123.900 |       | 24    |

#### Provincia di Siena
| Candidati                      | Candidati                      | Voti                           | %     | Liste                                | Voti    | %     | Seggi |
| ------------------------------ | ------------------------------ | ------------------------------ | ----- | ------------------------------------ | ------- | ----- | ----- |
|                                | Fabio Ceccherini ✔️ Presidente | 99.490                         | 62,47 | Democratici di Sinistra              | 69.180  | 45,10 | 13    |
| La Margherita                  | Fabio Ceccherini ✔️ Presidente | 99.490                         | 62,47 | 11.829                               | 7,71    | 2     |       |
| Riformisti                     | Fabio Ceccherini ✔️ Presidente | 99.490                         | 62,47 | 5.643                                | 3,68    | 1     |       |
| Federazione dei Verdi          | Fabio Ceccherini ✔️ Presidente | 99.490                         | 62,47 | 4.793                                | 3,12    | -     |       |
| Partito dei Comunisti Italiani | Fabio Ceccherini ✔️ Presidente | 99.490                         | 62,47 | 4.056                                | 2,64    | -     |       |
|                                | Angela Ciarrocchi              | 40.859                         | 25,65 | Forza Italia - UDC                   | 22.540  | 14,69 | 3     |
| Alleanza Nazionale             | Angela Ciarrocchi              | 40.859                         | 25,65 | 14.710                               | 9,59    | 2     |       |
| Lega Nord                      | Angela Ciarrocchi              | 40.859                         | 25,65 | 1.997                                | 1,30    | -     |       |
| Seggio al candidato presidente | Seggio al candidato presidente | Seggio al candidato presidente | 25,65 | 1                                    |         |       |       |
|                                | Angelo Sanchini                | 14.770                         | 9,27  | Partito della Rifondazione Comunista | 14.680  | 9,57  | 2     |
|                                | Pietro De Laurentiis           | 2.488                          | 1,56  | Lista Consumatori                    | 2.408   | 1,57  | -     |
|                                | Franco Nencioni                | 1.661                          | 1,04  | Territorio Futuro                    | 1.563   | 1,02  | -     |
| Totale                         | Totale                         | 159.268                        |       |                                      | 153.399 |       | 24    |

### Umbria

#### Provincia di Perugia
| Candidati                                    | Candidati                      | Voti                           | %     | Liste                   | Voti    | %     | Seggi |
| -------------------------------------------- | ------------------------------ | ------------------------------ | ----- | ----------------------- | ------- | ----- | ----- |
|                                              | Giulio Cozzari ✔️ Presidente   | 246.167                        | 64,54 | Democratici di Sinistra | 119.608 | 32,21 | 11    |
| La Margherita                                | Giulio Cozzari ✔️ Presidente   | 246.167                        | 64,54 | 36.316                  | 9,78    | 3     |       |
| Partito della Rifondazione Comunista         | Giulio Cozzari ✔️ Presidente   | 246.167                        | 64,54 | 32.333                  | 8,71    | 3     |       |
| Socialisti Riformisti                        | Giulio Cozzari ✔️ Presidente   | 246.167                        | 64,54 | 20.433                  | 5,50    | 2     |       |
| Partito dei Comunisti Italiani               | Giulio Cozzari ✔️ Presidente   | 246.167                        | 64,54 | 13.754                  | 3,70    | 1     |       |
| Federazione dei Verdi                        | Giulio Cozzari ✔️ Presidente   | 246.167                        | 64,54 | 8.546                   | 2,30    | -     |       |
| Italia dei Valori                            | Giulio Cozzari ✔️ Presidente   | 246.167                        | 64,54 | 6.092                   | 1,64    | -     |       |
| Alleanza Popolare - UDEUR                    | Giulio Cozzari ✔️ Presidente   | 246.167                        | 64,54 | 2.660                   | 0,72    | -     |       |
|                                              | Giovanni Ruggiano              | 124.806                        | 32,72 | Forza Italia            | 55.993  | 15,08 | 4     |
| Alleanza Nazionale                           | Giovanni Ruggiano              | 124.806                        | 32,72 | 47.405                  | 12,77   | 4     |       |
| Unione dei Democratici Cristiani e di Centro | Giovanni Ruggiano              | 124.806                        | 32,72 | 18.460                  | 4,97    | 1     |       |
| Seggio al candidato presidente               | Seggio al candidato presidente | Seggio al candidato presidente | 32,72 | 1                       |         |       |       |
|                                              | Carlo Giulietti                | 5.631                          | 1,48  | Alternativa Sociale     | 5.184   | 1,40  | -     |
|                                              | Bruno Bertini                  | 4.840                          | 1,27  | Fiamma Tricolore        | 4.573   | 1,23  | -     |
| Totale                                       | Totale                         | 381.444                        |       |                         | 371.357 |       | 30    |

#### Provincia di Terni
| Candidati                                    | Candidati                        | Voti                           | %     | Liste                   | Voti    | %     | Seggi |
| -------------------------------------------- | -------------------------------- | ------------------------------ | ----- | ----------------------- | ------- | ----- | ----- |
|                                              | Andrea Cavicchioli ✔️ Presidente | 90.334                         | 65,01 | Democratici di Sinistra | 40.388  | 30,53 | 9     |
| La Margherita                                | Andrea Cavicchioli ✔️ Presidente | 90.334                         | 65,01 | 11.856                  | 8,96    | 2     |       |
| Partito della Rifondazione Comunista         | Andrea Cavicchioli ✔️ Presidente | 90.334                         | 65,01 | 11.747                  | 8,88    | 2     |       |
| Socialisti Riformisti                        | Andrea Cavicchioli ✔️ Presidente | 90.334                         | 65,01 | 8.861                   | 6,70    | 2     |       |
| Partito dei Comunisti Italiani               | Andrea Cavicchioli ✔️ Presidente | 90.334                         | 65,01 | 7.660                   | 5,79    | 1     |       |
| Federazione dei Verdi                        | Andrea Cavicchioli ✔️ Presidente | 90.334                         | 65,01 | 2.612                   | 1,97    | -     |       |
| Italia dei Valori                            | Andrea Cavicchioli ✔️ Presidente | 90.334                         | 65,01 | 1.681                   | 1,27    | -     |       |
| Alleanza Popolare - UDEUR                    | Andrea Cavicchioli ✔️ Presidente | 90.334                         | 65,01 | 1.077                   | 0,81    | -     |       |
|                                              | Paolo Maggiolini                 | 44.457                         | 32,00 | Forza Italia            | 18.775  | 14,19 | 3     |
| Alleanza Nazionale                           | Paolo Maggiolini                 | 44.457                         | 32,00 | 17.833                  | 13,48   | 3     |       |
| Unione dei Democratici Cristiani e di Centro | Paolo Maggiolini                 | 44.457                         | 32,00 | 5.113                   | 3,86    | 1     |       |
| Partito Repubblicano Italiano                | Paolo Maggiolini                 | 44.457                         | 32,00 | 870                     | 0,66    | -     |       |
| Seggio al candidato presidente               | Seggio al candidato presidente   | Seggio al candidato presidente | 32,00 | 1                       |         |       |       |
|                                              | Antonio Muffari                  | 2.003                          | 1,44  | Fiamma Tricolore        | 1.848   | 1,40  | -     |
|                                              | Angelo Lombardozzi               | 1.497                          | 1,08  | Lista locale            | 1.401   | 1,06  | -     |
|                                              | Benito Buccheri                  | 653                            | 0,47  | Lega Nord               | 579     | 0,44  | -     |
| Totale                                       | Totale                           | 138.944                        |       |                         | 132.301 |       | 24    |

### Marche

#### Provincia di Ascoli Piceno
| Candidati                                    | Candidati                      | Voti                           | %     | Liste                                   | Voti    | %     | Seggi |
| -------------------------------------------- | ------------------------------ | ------------------------------ | ----- | --------------------------------------- | ------- | ----- | ----- |
|                                              | Massimo Rossi ✔️ Presidente    | 122.143                        | 55,14 | Democratici di Sinistra                 | 43.856  | 21,41 | 8     |
| Partito della Rifondazione Comunista         | Massimo Rossi ✔️ Presidente    | 122.143                        | 55,14 | 18.358                                  | 8,96    | 3     |       |
| La Margherita                                | Massimo Rossi ✔️ Presidente    | 122.143                        | 55,14 | 16.786                                  | 8,19    | 3     |       |
| Partito dei Comunisti Italiani               | Massimo Rossi ✔️ Presidente    | 122.143                        | 55,14 | 8.299                                   | 4,05    | 1     |       |
| Federazione dei Verdi                        | Massimo Rossi ✔️ Presidente    | 122.143                        | 55,14 | 8.101                                   | 3,95    | 1     |       |
| Socialisti Democratici Italiani              | Massimo Rossi ✔️ Presidente    | 122.143                        | 55,14 | 6.270                                   | 3,06    | 1     |       |
| Italia dei Valori                            | Massimo Rossi ✔️ Presidente    | 122.143                        | 55,14 | 6.211                                   | 3,03    | 1     |       |
| Repubblicani Europei                         | Massimo Rossi ✔️ Presidente    | 122.143                        | 55,14 | 2.882                                   | 1,41    | -     |       |
|                                              | Gianluigi Scaltritti           | 86.326                         | 38,97 | Forza Italia                            | 34.450  | 16,82 | 5     |
| Alleanza Nazionale                           | Gianluigi Scaltritti           | 86.326                         | 38,97 | 26.848                                  | 13,11   | 4     |       |
| Unione dei Democratici Cristiani e di Centro | Gianluigi Scaltritti           | 86.326                         | 38,97 | 17.070                                  | 8,33    | 2     |       |
| Nuovo PSI                                    | Gianluigi Scaltritti           | 86.326                         | 38,97 | 2.321                                   | 1,13    | -     |       |
| Lista Consumatori                            | Gianluigi Scaltritti           | 86.326                         | 38,97 | 873                                     | 0,43    | -     |       |
| I Liberal Sgarbi                             | Gianluigi Scaltritti           | 86.326                         | 38,97 | 596                                     | 0,29    | -     |       |
| Seggio al candidato presidente               | Seggio al candidato presidente | Seggio al candidato presidente | 38,97 | 1                                       |         |       |       |
|                                              | Gino Vallesi                   | 4.822                          | 2,18  | Alleanza Popolare - UDEUR               | 4.241   | 2,07  | -     |
|                                              | Stefano Cannelli               | 3.179                          | 1,43  | Alternativa Sociale                     | 2.983   | 1,46  | -     |
|                                              | Vincenzo Rosini                | 2.900                          | 1,31  | Lega Nord                               | 2.694   | 1,32  | -     |
|                                              | Mario D'Emidio                 | 1.318                          | 0,59  | Partito Repubblicano Italiano           | 1.242   | 0,61  | -     |
|                                              | Vittorio Traini                | 846                            | 0,38  | Partito Socialista Democratico Italiano | 783     | 0,38  | -     |
| Totale                                       | Totale                         | 221.534                        |       |                                         | 204.864 |       | 30    |

#### Provincia di Macerata
| Candidati                                    | Candidati                             | Voti                           | %     | Liste                   | Voti    | %     | Seggi |
| -------------------------------------------- | ------------------------------------- | ------------------------------ | ----- | ----------------------- | ------- | ----- | ----- |
|                                              | Giulio Silenzi Accede al ballottaggio | 88.485                         | 49,16 | Democratici di Sinistra | 30.407  | 19,05 | 8     |
| La Margherita                                | Giulio Silenzi Accede al ballottaggio | 88.485                         | 49,16 | 16.218                  | 10,16   | 4     |       |
| Partito della Rifondazione Comunista         | Giulio Silenzi Accede al ballottaggio | 88.485                         | 49,16 | 9.469                   | 5,93    | 2     |       |
| Socialisti Democratici Italiani              | Giulio Silenzi Accede al ballottaggio | 88.485                         | 49,16 | 7.089                   | 4,44    | 2     |       |
| Partito dei Comunisti Italiani               | Giulio Silenzi Accede al ballottaggio | 88.485                         | 49,16 | 5.800                   | 3,63    | 1     |       |
| Federazione dei Verdi                        | Giulio Silenzi Accede al ballottaggio | 88.485                         | 49,16 | 4.077                   | 2,55    | 1     |       |
| Alleanza Popolare - UDEUR                    | Giulio Silenzi Accede al ballottaggio | 88.485                         | 49,16 | 3.391                   | 2,12    | -     |       |
| Repubblicani Europei                         | Giulio Silenzi Accede al ballottaggio | 88.485                         | 49,16 | 2.158                   | 1,35    | -     |       |
|                                              | Franco Capponi Accede al ballottaggio | 82.114                         | 45,62 | Forza Italia            | 29.911  | 18,74 | 5     |
| Alleanza Nazionale                           | Franco Capponi Accede al ballottaggio | 82.114                         | 45,62 | 21.320                  | 13,36   | 3     |       |
| Unione dei Democratici Cristiani e di Centro | Franco Capponi Accede al ballottaggio | 82.114                         | 45,62 | 16.016                  | 10,04   | 3     |       |
| Nuovo PSI                                    | Franco Capponi Accede al ballottaggio | 82.114                         | 45,62 | 2.905                   | 1,82    | -     |       |
| Lega Nord                                    | Franco Capponi Accede al ballottaggio | 82.114                         | 45,62 | 1.501                   | 0,94    | -     |       |
| Partito Socialista Democratico Italiano      | Franco Capponi Accede al ballottaggio | 82.114                         | 45,62 | 793                     | 0,50    | -     |       |
| Seggio al candidato presidente               | Seggio al candidato presidente        | Seggio al candidato presidente | 45,62 | 1                       |         |       |       |
|                                              | Roberto Ottaviani                     | 5.136                          | 2,85  | Italia dei Valori       | 4.554   | 2,85  | -     |
|                                              | Pierpaolo Turchi                      | 2.438                          | 1,35  | Alternativa Sociale     | 2.292   | 1,44  | -     |
|                                              | Massimo Dibiagio                      | 1.819                          | 1,01  | Fiamma Tricolore        | 1.690   | 1,06  | -     |
| Totale                                       | Totale                                | 179.992                        |       |                         | 159.591 |       | 30    |

Ballottaggio
| Candidati | Candidati                    | Voti    | %      |
| --------- | ---------------------------- | ------- | ------ |
|           | Giulio Silenzi ✔️ Presidente | 76.921  | 53,12  |
|           | Franco Capponi               | 67.896  | 46,88  |
| Totale    | Totale                       | 144.817 | 100,00 |

#### Provincia di Pesaro e Urbino
| Candidati                                              | Candidati                       | Voti                           | %     | Liste                         | Voti    | %     | Seggi |
| ------------------------------------------------------ | ------------------------------- | ------------------------------ | ----- | ----------------------------- | ------- | ----- | ----- |
|                                                        | Palmiro Ucchielli ✔️ Presidente | 131.431                        | 59,25 | Democratici di Sinistra       | 65.969  | 31,40 | 12    |
| La Margherita                                          | Palmiro Ucchielli ✔️ Presidente | 131.431                        | 59,25 | 18.428                        | 8,77    | 3     |       |
| Partito della Rifondazione Comunista                   | Palmiro Ucchielli ✔️ Presidente | 131.431                        | 59,25 | 12.311                        | 5,86    | 2     |       |
| Partito dei Comunisti Italiani                         | Palmiro Ucchielli ✔️ Presidente | 131.431                        | 59,25 | 8.184                         | 3,90    | 1     |       |
| Socialisti Democratici Italiani - Repubblicani Europei | Palmiro Ucchielli ✔️ Presidente | 131.431                        | 59,25 | 7.454                         | 3,55    | 1     |       |
| Federazione dei Verdi                                  | Palmiro Ucchielli ✔️ Presidente | 131.431                        | 59,25 | 6.980                         | 3,32    | 1     |       |
| Italia dei Valori                                      | Palmiro Ucchielli ✔️ Presidente | 131.431                        | 59,25 | 3.959                         | 1,88    | -     |       |
| Alleanza Popolare - UDEUR                              | Palmiro Ucchielli ✔️ Presidente | 131.431                        | 59,25 | 2.186                         | 1,04    | -     |       |
|                                                        | Elisabetta Foschi               | 68.670                         | 30,95 | Forza Italia                  | 33.776  | 16,08 | 5     |
| Alleanza Nazionale                                     | Elisabetta Foschi               | 68.670                         | 30,95 | 18.181                        | 8,65    | 3     |       |
| Unione dei Democratici Cristiani e di Centro           | Elisabetta Foschi               | 68.670                         | 30,95 | 9.715                         | 4,62    | 1     |       |
| Lega Nord                                              | Elisabetta Foschi               | 68.670                         | 30,95 | 2.498                         | 1,19    | -     |       |
| Seggio al candidato presidente                         | Seggio al candidato presidente  | Seggio al candidato presidente | 30,95 | 1                             |         |       |       |
|                                                        | Claudio Cicoli                  | 6.620                          | 2,98  | Lista civica                  | 6.090   | 2,90  | -     |
|                                                        | Giancarlo Scriboni              | 5.155                          | 2,32  | Nuovo PSI                     | 5.046   | 2,40  | -     |
|                                                        | Maria Cristina Cecchini         | 3.626                          | 1,63  | Sinistra Democratica          | 3.391   | 1,61  | -     |
|                                                        | Lorenzo Rossi                   | 3.244                          | 1,46  | Fiamma Tricolore              | 3.084   | 1,47  | -     |
|                                                        | Giuseppe Gambioli               | 1.722                          | 0,78  | Partito Repubblicano Italiano | 1.653   | 0,79  | -     |
|                                                        | Anna Maria Guerra               | 1.375                          | 0,62  | Pesaro e Provincia            | 1.159   | 0,55  | -     |
| Totale                                                 | Totale                          | 221.843                        |       |                               | 210.064 |       | 30    |

### Lazio

#### Provincia di Frosinone
| Candidati                                    | Candidati                      | Voti                           | %     | Liste                   | Voti    | %     | Seggi |
| -------------------------------------------- | ------------------------------ | ------------------------------ | ----- | ----------------------- | ------- | ----- | ----- |
|                                              | Francesco Scalia ✔️ Presidente | 172.776                        | 56,45 | Democratici di Sinistra | 41.280  | 13,81 | 6     |
| La Margherita                                | Francesco Scalia ✔️ Presidente | 172.776                        | 56,45 | 32.335                  | 10,82   | 4     |       |
| Socialisti Democratici Italiani              | Francesco Scalia ✔️ Presidente | 172.776                        | 56,45 | 24.541                  | 8,21    | 3     |       |
| Partito della Rifondazione Comunista         | Francesco Scalia ✔️ Presidente | 172.776                        | 56,45 | 13.702                  | 4,59    | 1     |       |
| Uniti per la Presidenza                      | Francesco Scalia ✔️ Presidente | 172.776                        | 56,45 | 13.455                  | 4,50    | 1     |       |
| Alleanza Popolare - UDEUR                    | Francesco Scalia ✔️ Presidente | 172.776                        | 56,45 | 13.227                  | 4,43    | 1     |       |
| Partito dei Comunisti Italiani               | Francesco Scalia ✔️ Presidente | 172.776                        | 56,45 | 11.425                  | 3,82    | 1     |       |
| Italia dei Valori                            | Francesco Scalia ✔️ Presidente | 172.776                        | 56,45 | 6.910                   | 2,31    | 1     |       |
| Federazione dei Verdi                        | Francesco Scalia ✔️ Presidente | 172.776                        | 56,45 | 5.707                   | 1,91    | -     |       |
| Democrazia Cristiana                         | Francesco Scalia ✔️ Presidente | 172.776                        | 56,45 | 4.192                   | 1,40    | -     |       |
| Repubblicani Europei                         | Francesco Scalia ✔️ Presidente | 172.776                        | 56,45 | 2.121                   | 0,71    | -     |       |
|                                              | Paolo Fanelli                  | 127.243                        | 41,57 | Forza Italia            | 44.622  | 14,93 | 4     |
| Alleanza Nazionale                           | Paolo Fanelli                  | 127.243                        | 41,57 | 37.700                  | 12,62   | 4     |       |
| Unione dei Democratici Cristiani e di Centro | Paolo Fanelli                  | 127.243                        | 41,57 | 28.615                  | 9,58    | 3     |       |
| Per Fanelli                                  | Paolo Fanelli                  | 127.243                        | 41,57 | 6.772                   | 2,27    | -     |       |
| Nuovo PSI                                    | Paolo Fanelli                  | 127.243                        | 41,57 | 3.723                   | 1,25    | -     |       |
| Ariete                                       | Paolo Fanelli                  | 127.243                        | 41,57 | 1.913                   | 0,64    | -     |       |
| Impegno Donna                                | Paolo Fanelli                  | 127.243                        | 41,57 | 789                     | 0,26    | -     |       |
| Seggio al candidato presidente               | Seggio al candidato presidente | Seggio al candidato presidente | 41,57 | 1                       |         |       |       |
|                                              | Filiberto Abbate               | 3.967                          | 1,30  | Alternativa Sociale     | 3.776   | 1,26  | -     |
|                                              | Umberto Macciomei              | 2.088                          | 0,68  | Fiamma Tricolore        | 2.003   | 0,67  | -     |
| Totale                                       | Totale                         | 306.074                        |       |                         | 298.808 |       | 30    |

#### Provincia di Latina
| Candidati                                    | Candidati                      | Voti                           | %     | Liste                   | Voti    | %     | Seggi |
| -------------------------------------------- | ------------------------------ | ------------------------------ | ----- | ----------------------- | ------- | ----- | ----- |
|                                              | Armando Cusani ✔️ Presidente   | 174.913                        | 58,08 | Forza Italia            | 68.829  | 23,55 | 8     |
| Alleanza Nazionale                           | Armando Cusani ✔️ Presidente   | 174.913                        | 58,08 | 41.916                  | 14,34   | 5     |       |
| Unione dei Democratici Cristiani e di Centro | Armando Cusani ✔️ Presidente   | 174.913                        | 58,08 | 30.109                  | 10,30   | 3     |       |
| Lista Cusani                                 | Armando Cusani ✔️ Presidente   | 174.913                        | 58,08 | 12.142                  | 4,15    | 1     |       |
| Provincia Condivisa                          | Armando Cusani ✔️ Presidente   | 174.913                        | 58,08 | 8.382                   | 2,87    | 1     |       |
| Nuovo PSI                                    | Armando Cusani ✔️ Presidente   | 174.913                        | 58,08 | 6.303                   | 2,16    | -     |       |
| Partito Repubblicano Italiano                | Armando Cusani ✔️ Presidente   | 174.913                        | 58,08 | 4.534                   | 1,55    | -     |       |
|                                              | Sandro Bartolomeo              | 109.576                        | 36,38 | Democratici di Sinistra | 43.340  | 14,83 | 6     |
| La Margherita                                | Sandro Bartolomeo              | 109.576                        | 36,38 | 18.902                  | 6,47    | 2     |       |
| Partito della Rifondazione Comunista         | Sandro Bartolomeo              | 109.576                        | 36,38 | 10.403                  | 3,56    | 1     |       |
| Federazione dei Verdi                        | Sandro Bartolomeo              | 109.576                        | 36,38 | 8.983                   | 3,07    | 1     |       |
| Italia dei Valori                            | Sandro Bartolomeo              | 109.576                        | 36,38 | 6.215                   | 2,13    | -     |       |
| Socialisti Democratici Italiani              | Sandro Bartolomeo              | 109.576                        | 36,38 | 5.833                   | 2,00    | -     |       |
| Partito dei Comunisti Italiani               | Sandro Bartolomeo              | 109.576                        | 36,38 | 4.956                   | 1,70    | -     |       |
| Progetto dei Cittadini                       | Sandro Bartolomeo              | 109.576                        | 36,38 | 4.373                   | 1,50    | -     |       |
| Alleanza Popolare - UDEUR                    | Sandro Bartolomeo              | 109.576                        | 36,38 | 1.686                   | 0,58    | -     |       |
| Seggio al candidato presidente               | Seggio al candidato presidente | Seggio al candidato presidente | 36,38 | 1                       |         |       |       |
|                                              | Alessandra Mussolini           | 12.453                         | 4,13  | Alternativa Sociale     | 11.687  | 4,00  | 1     |
|                                              | Gianfranco Baldi               | 3.348                          | 1,11  | Fiamma Tricolore        | 2.894   | 0,99  | -     |
|                                              | Franco Capaci                  | 882                            | 0,29  | Lista Grillo            | 802     | 0,27  | -     |
| Totale                                       | Totale                         | 301.172                        |       |                         | 292.289 |       | 30    |

#### Provincia di Rieti
| Candidati                                        | Candidati                                | Voti                           | %     | Liste                         | Voti   | %     | Seggi |
| ------------------------------------------------ | ---------------------------------------- | ------------------------------ | ----- | ----------------------------- | ------ | ----- | ----- |
|                                                  | Fabio Melilli Accede al ballottaggio     | 49.210                         | 49,42 | Democratici di Sinistra       | 14.420 | 15,60 | 6     |
| La Margherita                                    | Fabio Melilli Accede al ballottaggio     | 49.210                         | 49,42 | 9.777                         | 10,58  | 4     |       |
| Socialisti Democratici Italiani                  | Fabio Melilli Accede al ballottaggio     | 49.210                         | 49,42 | 5.301                         | 5,73   | 2     |       |
| Partito della Rifondazione Comunista             | Fabio Melilli Accede al ballottaggio     | 49.210                         | 49,42 | 4.619                         | 5,00   | 1     |       |
| Partito dei Comunisti Italiani                   | Fabio Melilli Accede al ballottaggio     | 49.210                         | 49,42 | 4.014                         | 4,34   | 1     |       |
| Democrazia Europea                               | Fabio Melilli Accede al ballottaggio     | 49.210                         | 49,42 | 2.067                         | 2,24   | -     |       |
| Federazione dei Verdi                            | Fabio Melilli Accede al ballottaggio     | 49.210                         | 49,42 | 2.033                         | 2,20   | -     |       |
| Cristiano Democratici                            | Fabio Melilli Accede al ballottaggio     | 49.210                         | 49,42 | 1.700                         | 1,84   | -     |       |
| Italia dei Valori                                | Fabio Melilli Accede al ballottaggio     | 49.210                         | 49,42 | 1.233                         | 1,33   | -     |       |
| Extra                                            | Fabio Melilli Accede al ballottaggio     | 49.210                         | 49,42 | 529                           | 0,57   | -     |       |
|                                                  | Antonio Cicchetti Accede al ballottaggio | 47.063                         | 47,26 | Alleanza Nazionale            | 14.094 | 15,25 | 4     |
| Forza Italia                                     | Antonio Cicchetti Accede al ballottaggio | 47.063                         | 47,26 | 12.091                        | 13,08  | 3     |       |
| Per Cicchetti                                    | Antonio Cicchetti Accede al ballottaggio | 47.063                         | 47,26 | 6.223                         | 6,73   | 1     |       |
| Unione dei Democratici Cristiani e di Centro     | Antonio Cicchetti Accede al ballottaggio | 47.063                         | 47,26 | 5.383                         | 5,82   | 1     |       |
| Nuova Democrazia                                 | Antonio Cicchetti Accede al ballottaggio | 47.063                         | 47,26 | 3.195                         | 3,46   | -     |       |
| Partito Repubblicano Italiano - I Liberal Sgarbi | Antonio Cicchetti Accede al ballottaggio | 47.063                         | 47,26 | 1.835                         | 1,99   | -     |       |
| Nuovo PSI                                        | Antonio Cicchetti Accede al ballottaggio | 47.063                         | 47,26 | 823                           | 0,89   | -     |       |
| Seggio al candidato presidente                   | Seggio al candidato presidente           | Seggio al candidato presidente | 47,26 | 1                             |        |       |       |
|                                                  | Maurizio Vassallo                        | 2.035                          | 2,04  | Alleanza Popolare - UDEUR (A) | 1.920  | 2,08  | -     |
|                                                  | Alberto Pirri                            | 1.273                          | 1,28  | Alternativa Sociale           | 1.184  | 1,28  | -     |
| Totale                                           | Totale                                   | 99.581                         |       |                               | 92.441 |       | 24    |

- La lista contrassegnata con la lettera A è apparentata al secondo turno con il candidato presidente Fabio Melilli.

Ballottaggio
| Candidati | Candidati                   | Voti   | %      |
| --------- | --------------------------- | ------ | ------ |
|           | Fabio Melilli ✔️ Presidente | 44.080 | 51,72  |
|           | Antonio Cicchetti           | 41.151 | 48,28  |
| Totale    | Totale                      | 85.231 | 100,00 |

### Abruzzo

#### Provincia di Chieti
| Candidati                                    | Candidati                              | Voti                           | %     | Liste                         | Voti    | %     | Seggi |
| -------------------------------------------- | -------------------------------------- | ------------------------------ | ----- | ----------------------------- | ------- | ----- | ----- |
|                                              | Tommaso Coletti Accede al ballottaggio | 116.966                        | 49,32 | Democratici di Sinistra       | 38.398  | 16,93 | 7     |
| La Margherita                                | Tommaso Coletti Accede al ballottaggio | 116.966                        | 49,32 | 24.851                        | 10,96   | 5     |       |
| Partito della Rifondazione Comunista         | Tommaso Coletti Accede al ballottaggio | 116.966                        | 49,32 | 11.585                        | 5,11    | 2     |       |
| Italia dei Valori                            | Tommaso Coletti Accede al ballottaggio | 116.966                        | 49,32 | 11.038                        | 4,87    | 2     |       |
| Socialisti Democratici Italiani              | Tommaso Coletti Accede al ballottaggio | 116.966                        | 49,32 | 8.339                         | 3,68    | 1     |       |
| Federazione dei Verdi                        | Tommaso Coletti Accede al ballottaggio | 116.966                        | 49,32 | 5.019                         | 2,21    | 1     |       |
| Partito dei Comunisti Italiani               | Tommaso Coletti Accede al ballottaggio | 116.966                        | 49,32 | 4.683                         | 2,06    | -     |       |
| Alleanza Popolare - UDEUR                    | Tommaso Coletti Accede al ballottaggio | 116.966                        | 49,32 | 4.537                         | 2,00    | -     |       |
| Insieme                                      | Tommaso Coletti Accede al ballottaggio | 116.966                        | 49,32 | 3.970                         | 1,75    | -     |       |
|                                              | Mauro Febbo Accede al ballottaggio     | 107.766                        | 45,44 | Forza Italia                  | 32.248  | 14,22 | 4     |
| Alleanza Nazionale                           | Mauro Febbo Accede al ballottaggio     | 107.766                        | 45,44 | 31.256                        | 13,78   | 4     |       |
| Unione dei Democratici Cristiani e di Centro | Mauro Febbo Accede al ballottaggio     | 107.766                        | 45,44 | 29.185                        | 12,87   | 3     |       |
| Patto Segni-Scognamiglio                     | Mauro Febbo Accede al ballottaggio     | 107.766                        | 45,44 | 4.863                         | 2,14    | -     |       |
| Nuovo PSI                                    | Mauro Febbo Accede al ballottaggio     | 107.766                        | 45,44 | 3.114                         | 1,37    | -     |       |
| Movimento Idea Sociale                       | Mauro Febbo Accede al ballottaggio     | 107.766                        | 45,44 | 2.161                         | 0,95    | -     |       |
| Seggio al candidato presidente               | Seggio al candidato presidente         | Seggio al candidato presidente | 45,44 | 1                             |         |       |       |
|                                              | Nicola Fosco                           | 5.941                          | 2,51  | Fiamma Tricolore              | 5.521   | 2,43  | -     |
|                                              | Carlo Di Luzio                         | 4.342                          | 1,83  | Partito Democratico Cristiano | 4.097   | 1,81  | -     |
|                                              | Massimo Pichiecchio                    | 2.140                          | 0,90  | Alternativa Sociale           | 1.951   | 0,86  | -     |
| Totale                                       | Totale                                 | 237.155                        |       |                               | 226.816 |       | 30    |

Ballottaggio
| Candidati | Candidati                     | Voti    | %      |
| --------- | ----------------------------- | ------- | ------ |
|           | Tommaso Coletti ✔️ Presidente | 112.499 | 54,86  |
|           | Mauro Febbo                   | 92.583  | 45,14  |
| Totale    | Totale                        | 205.082 | 100,00 |

#### Provincia dell'Aquila
| Candidati                               | Candidati                                 | Voti                           | %     | Liste                                            | Voti    | %     | Seggi |
| --------------------------------------- | ----------------------------------------- | ------------------------------ | ----- | ------------------------------------------------ | ------- | ----- | ----- |
|                                         | Stefania Pezzopane Accede al ballottaggio | 86.121                         | 48,02 | Democratici di Sinistra                          | 32.546  | 19,00 | 7     |
| La Margherita                           | Stefania Pezzopane Accede al ballottaggio | 86.121                         | 48,02 | 14.989                                           | 8,75    | 3     |       |
| Socialisti Democratici Italiani         | Stefania Pezzopane Accede al ballottaggio | 86.121                         | 48,02 | 7.733                                            | 4,51    | 1     |       |
| Partito della Rifondazione Comunista    | Stefania Pezzopane Accede al ballottaggio | 86.121                         | 48,02 | 7.326                                            | 4,28    | 1     |       |
| Aree Interne per il Presidente - Verdi  | Stefania Pezzopane Accede al ballottaggio | 86.121                         | 48,02 | 5.977                                            | 3,49    | 1     |       |
| Alleanza Popolare - UDEUR               | Stefania Pezzopane Accede al ballottaggio | 86.121                         | 48,02 | 4.552                                            | 2,66    | 1     |       |
| Partito dei Comunisti Italiani          | Stefania Pezzopane Accede al ballottaggio | 86.121                         | 48,02 | 3.538                                            | 2,07    | -     |       |
| Italia dei Valori                       | Stefania Pezzopane Accede al ballottaggio | 86.121                         | 48,02 | 3.478                                            | 2,03    | -     |       |
|                                         | Berardino Franchi Accede al ballottaggio  | 63.743                         | 35,54 | Forza Italia                                     | 22.960  | 13,40 | 3     |
| Alleanza Nazionale                      | Berardino Franchi Accede al ballottaggio  | 63.743                         | 35,54 | 18.176                                           | 10,61   | 3     |       |
| Partito Democratico Cristiano           | Berardino Franchi Accede al ballottaggio  | 63.743                         | 35,54 | 6.113                                            | 3,57    | 1     |       |
| Federazione Liberal Abruzzo             | Berardino Franchi Accede al ballottaggio  | 63.743                         | 35,54 | 5.431                                            | 3,17    | -     |       |
| Liberi e Forti                          | Berardino Franchi Accede al ballottaggio  | 63.743                         | 35,54 | 3.496                                            | 2,04    | -     |       |
| Fiamma Tricolore                        | Berardino Franchi Accede al ballottaggio  | 63.743                         | 35,54 | 2.454                                            | 1,43    | -     |       |
| Il Tulipano                             | Berardino Franchi Accede al ballottaggio  | 63.743                         | 35,54 | 1.723                                            | 1,01    | -     |       |
| Partito Socialista Democratico Italiano | Berardino Franchi Accede al ballottaggio  | 63.743                         | 35,54 | 1.512                                            | 0,88    | -     |       |
| Verdi Verdi                             | Berardino Franchi Accede al ballottaggio  | 63.743                         | 35,54 | 1.097                                            | 0,64    | -     |       |
| Seggio al candidato presidente          | Seggio al candidato presidente            | Seggio al candidato presidente | 35,54 | 1                                                |         |       |       |
|                                         | Giuseppe Placidi                          | 18.646                         | 10,40 | Unione dei Democratici Cristiani e di Centro (A) | 12.116  | 7,07  | 1     |
| Azione Popolare (B)                     | Giuseppe Placidi                          | 18.646                         | 10,40 | 2.861                                            | 1,67    | -     |       |
| Patto Segni-Scognamiglio (C)            | Giuseppe Placidi                          | 18.646                         | 10,40 | 1.706                                            | 1,00    | -     |       |
| Sviluppo e Solidarietà (D)              | Giuseppe Placidi                          | 18.646                         | 10,40 | 1.008                                            | 0,59    | -     |       |
| Seggio al candidato presidente          | Seggio al candidato presidente            | Seggio al candidato presidente | 10,40 | 1                                                |         |       |       |
|                                         | Mario Fanfani                             | 4.458                          | 2,49  | Nuovo PSI                                        | 4.376   | 2,55  | -     |
|                                         | Vito Taccone                              | 4.037                          | 2,25  | Partito Repubblicano Italiano                    | 3.915   | 2,29  | -     |
|                                         | Paolo Vecchioli                           | 1.742                          | 0,97  | Alternativa Sociale                              | 1.624   | 0,95  | -     |
|                                         | Massimo Mastracci                         | 380                            | 0,21  | Alta Velocità                                    | 351     | 0,20  | -     |
|                                         | Claudio Barducci                          | 234                            | 0,13  | Lega Federale Abruzzo Marsica                    | 226     | 0,13  | -     |
| Totale                                  | Totale                                    | 179.361                        |       |                                                  | 171.284 |       | 24    |

- Le liste contrassegnate con le lettere A, B, C e D sono apparentate al secondo turno con il candidato presidente Berardino Franchi.

Ballottaggio
| Candidati | Candidati                        | Voti    | %      |
| --------- | -------------------------------- | ------- | ------ |
|           | Stefania Pezzopane ✔️ Presidente | 84.563  | 59,65  |
|           | Berardino Franchi                | 57.193  | 40,35  |
| Totale    | Totale                           | 141.756 | 100,00 |

#### Provincia di Pescara
| Candidati                                    | Candidati                           | Voti                           | %     | Liste                     | Voti    | %     | Seggi |
| -------------------------------------------- | ----------------------------------- | ------------------------------ | ----- | ------------------------- | ------- | ----- | ----- |
|                                              | Giuseppe De Dominicis ✔️ Presidente | 109.288                        | 59,62 | La Margherita             | 37.228  | 21,78 | 6     |
| Democratici di Sinistra                      | Giuseppe De Dominicis ✔️ Presidente | 109.288                        | 59,62 | 33.279                    | 19,47   | 6     |       |
| Partito della Rifondazione Comunista         | Giuseppe De Dominicis ✔️ Presidente | 109.288                        | 59,62 | 10.985                    | 6,43    | 1     |       |
| Socialisti Democratici Italiani              | Giuseppe De Dominicis ✔️ Presidente | 109.288                        | 59,62 | 7.875                     | 4,61    | 1     |       |
| Italia dei Valori                            | Giuseppe De Dominicis ✔️ Presidente | 109.288                        | 59,62 | 6.257                     | 3,66    | 1     |       |
| Partito dei Comunisti Italiani               | Giuseppe De Dominicis ✔️ Presidente | 109.288                        | 59,62 | 4.179                     | 2,44    | -     |       |
| Federazione dei Verdi                        | Giuseppe De Dominicis ✔️ Presidente | 109.288                        | 59,62 | 2.971                     | 1,74    | -     |       |
|                                              | Vincenzo Ferrante                   | 54.892                         | 29,94 | Forza Italia              | 21.036  | 12,31 | 3     |
| Alleanza Nazionale                           | Vincenzo Ferrante                   | 54.892                         | 29,94 | 19.817                    | 11,59   | 3     |       |
| Unione dei Democratici Cristiani e di Centro | Vincenzo Ferrante                   | 54.892                         | 29,94 | 8.903                     | 5,21    | 1     |       |
| Partito Democratico Cristiano                | Vincenzo Ferrante                   | 54.892                         | 29,94 | 1.980                     | 1,16    | -     |       |
| Movimento Idea Sociale                       | Vincenzo Ferrante                   | 54.892                         | 29,94 | 357                       | 0,21    | -     |       |
| Seggio al candidato presidente               | Seggio al candidato presidente      | Seggio al candidato presidente | 29,94 | 1                         |         |       |       |
|                                              | Carlo Masci                         | 10.808                         | 5,90  | Pescara Futura            | 8.379   | 4,90  | 1     |
|                                              | Nicola Cirelli                      | 3.849                          | 2,10  | Alleanza Popolare - UDEUR | 3.670   | 2,15  | -     |
|                                              | Fabrizio Bosio                      | 1.956                          | 1,07  | Alternativa Sociale       | 1.771   | 1,04  | -     |
|                                              | Roberto Colletti                    | 1.396                          | 0,76  | Fiamma Tricolore          | 1.269   | 0,74  | -     |
|                                              | Lorenzo Valloreja                   | 732                            | 0,40  | Semper Fidelis Luci       | 654     | 0,38  | -     |
|                                              | Salvatore Marino                    | 393                            | 0,21  | Lega Sud Ausonia          | 327     | 0,19  | -     |
| Totale                                       | Totale                              | 183.314                        |       |                           | 170.937 |       | 24    |

#### Provincia di Teramo
| Candidati                                    | Candidati                       | Voti                           | %     | Liste                          | Voti    | %     | Seggi |
| -------------------------------------------- | ------------------------------- | ------------------------------ | ----- | ------------------------------ | ------- | ----- | ----- |
|                                              | Ernino D'Agostino ✔️ Presidente | 104.255                        | 57,40 | Democratici di Sinistra        | 38.307  | 22,18 | 7     |
| La Margherita                                | Ernino D'Agostino ✔️ Presidente | 104.255                        | 57,40 | 20.736                         | 12,00   | 3     |       |
| Partito della Rifondazione Comunista         | Ernino D'Agostino ✔️ Presidente | 104.255                        | 57,40 | 9.602                          | 5,56    | 1     |       |
| Socialisti Democratici Italiani              | Ernino D'Agostino ✔️ Presidente | 104.255                        | 57,40 | 8.898                          | 5,15    | 1     |       |
| Partito dei Comunisti Italiani               | Ernino D'Agostino ✔️ Presidente | 104.255                        | 57,40 | 7.144                          | 4,14    | 1     |       |
| Alleanza Popolare - UDEUR                    | Ernino D'Agostino ✔️ Presidente | 104.255                        | 57,40 | 5.809                          | 3,36    | 1     |       |
| Italia dei Valori                            | Ernino D'Agostino ✔️ Presidente | 104.255                        | 57,40 | 4.864                          | 2,82    | -     |       |
| Federazione dei Verdi                        | Ernino D'Agostino ✔️ Presidente | 104.255                        | 57,40 | 4.120                          | 2,39    | -     |       |
|                                              | Lanfranco Venturoni             | 71.471                         | 39,35 | Forza Italia                   | 29.372  | 17,00 | 5     |
| Alleanza Nazionale                           | Lanfranco Venturoni             | 71.471                         | 39,35 | 15.661                         | 9,07    | 2     |       |
| Unione dei Democratici Cristiani e di Centro | Lanfranco Venturoni             | 71.471                         | 39,35 | 11.043                         | 6,39    | 1     |       |
| Presidente Venturoni                         | Lanfranco Venturoni             | 71.471                         | 39,35 | 7.918                          | 4,58    | 1     |       |
| Patto Segni-Scognamiglio                     | Lanfranco Venturoni             | 71.471                         | 39,35 | 2.198                          | 1,27    | -     |       |
| Movimento Idea Sociale                       | Lanfranco Venturoni             | 71.471                         | 39,35 | 1.367                          | 0,79    | -     |       |
| Seggio al candidato presidente               | Seggio al candidato presidente  | Seggio al candidato presidente | 39,35 | 1                              |         |       |       |
|                                              | Lucio Di Giovanni               | 2.444                          | 1,35  | Nuovo PSI                      | 2.387   | 1,38  | -     |
|                                              | Angelo Pagnoni                  | 1.553                          | 0,85  | Fiamma Tricolore               | 1.496   | 0,87  | -     |
|                                              | Adriano Tilgher                 | 1.148                          | 0,63  | Alternativa Sociale            | 1.130   | 0,65  | -     |
|                                              | Enzo D'Ignazio                  | 772                            | 0,43  | Movimento Diritti Umani Civili | 679     | 0,39  | -     |
| Totale                                       | Totale                          | 181.643                        |       |                                | 172.731 |       | 24    |

### Molise

#### Provincia di Isernia
| Candidati                                    | Candidati                               | Voti                           | %     | Liste                         | Voti   | %     | Seggi |
| -------------------------------------------- | --------------------------------------- | ------------------------------ | ----- | ----------------------------- | ------ | ----- | ----- |
|                                              | Raffaele Mauro Accede al ballottaggio   | 26.285                         | 47,00 | Forza Italia                  | 10.204 | 18,95 | 6     |
| Unione dei Democratici Cristiani e di Centro | Raffaele Mauro Accede al ballottaggio   | 26.285                         | 47,00 | 7.089                         | 13,16  | 4     |       |
| Alleanza Nazionale                           | Raffaele Mauro Accede al ballottaggio   | 26.285                         | 47,00 | 6.430                         | 11,94  | 3     |       |
| Orizzonte Europeo                            | Raffaele Mauro Accede al ballottaggio   | 26.285                         | 47,00 | 1.746                         | 3,24   | 1     |       |
|                                              | Candido Paglione Accede al ballottaggio | 20.100                         | 35,94 | Democratici di Sinistra       | 6.394  | 11,87 | 3     |
| La Margherita                                | Candido Paglione Accede al ballottaggio | 20.100                         | 35,94 | 5.387                         | 10,00  | 2     |       |
| Riformisti                                   | Candido Paglione Accede al ballottaggio | 20.100                         | 35,94 | 3.497                         | 6,49   | 1     |       |
| Partito della Rifondazione Comunista         | Candido Paglione Accede al ballottaggio | 20.100                         | 35,94 | 1.584                         | 2,94   | -     |       |
| Italia dei Valori                            | Candido Paglione Accede al ballottaggio | 20.100                         | 35,94 | 1.088                         | 2,02   | -     |       |
| Partito dei Comunisti Italiani               | Candido Paglione Accede al ballottaggio | 20.100                         | 35,94 | 768                           | 1,43   | -     |       |
| Federazione dei Verdi                        | Candido Paglione Accede al ballottaggio | 20.100                         | 35,94 | 469                           | 0,87   | -     |       |
| Seggio al candidato presidente               | Seggio al candidato presidente          | Seggio al candidato presidente | 35,94 | 1                             |        |       |       |
|                                              | Alfredo D'Ambrosio                      | 4.349                          | 7,78  | Iniziativa Democratica        | 4.165  | 7,73  | 1     |
|                                              | Nicola Di Ronza                         | 1.913                          | 3,42  | Partito Democratico Cristiano | 1.896  | 3,52  | 1     |
|                                              | Sergio Palazzo                          | 1.523                          | 2,72  | Alleanza Popolare - UDEUR (A) | 1.450  | 2,69  | -     |
|                                              | Elialdo Franceschelli                   | 558                            | 1,00  | Il Frantoio                   | 534    | 0,99  | -     |
|                                              | Mario Antonelli                         | 552                            | 0,99  | Fiamma Tricolore              | 539    | 1,00  | -     |
|                                              | Pierfrancesco Di Salvo                  | 500                            | 0,89  | Alternativa Sociale           | 477    | 0,89  | -     |
|                                              | Danilo Rondinara                        | 147                            | 0,26  | Idea Politica                 | 137    | 0,25  | -     |
| Totale                                       | Totale                                  | 55.927                         |       |                               | 53.854 |       | 24    |

- La lista contrassegnata con la lettera A è apparentata al secondo turno con il candidato presidente Candido Paglione.

Ballottaggio
| Candidati | Candidati                    | Voti   | %      |
| --------- | ---------------------------- | ------ | ------ |
|           | Raffaele Mauro ✔️ Presidente | 23.786 | 52,71  |
|           | Candido Paglione             | 21.340 | 47,29  |
| Totale    | Totale                       | 45.126 | 100,00 |

### Campania

#### Provincia di Avellino
| Candidati                                        | Candidati                       | Voti                           | %     | Liste                   | Voti    | %     | Seggi |
| ------------------------------------------------ | ------------------------------- | ------------------------------ | ----- | ----------------------- | ------- | ----- | ----- |
|                                                  | Alberta De Simone ✔️ Presidente | 181.891                        | 68,48 | La Margherita           | 58.978  | 22,65 | 8     |
| Democratici di Sinistra                          | Alberta De Simone ✔️ Presidente | 181.891                        | 68,48 | 38.899                  | 14,94   | 5     |       |
| Alleanza Popolare - UDEUR                        | Alberta De Simone ✔️ Presidente | 181.891                        | 68,48 | 24.444                  | 9,39    | 3     |       |
| Socialisti Democratici Italiani                  | Alberta De Simone ✔️ Presidente | 181.891                        | 68,48 | 16.209                  | 6,22    | 2     |       |
| Partito della Rifondazione Comunista             | Alberta De Simone ✔️ Presidente | 181.891                        | 68,48 | 12.967                  | 4,98    | 1     |       |
| Partito dei Comunisti Italiani                   | Alberta De Simone ✔️ Presidente | 181.891                        | 68,48 | 8.100                   | 3,11    | 1     |       |
| Federazione dei Verdi                            | Alberta De Simone ✔️ Presidente | 181.891                        | 68,48 | 7.270                   | 2,79    | 1     |       |
| Socialismo è Libertà                             | Alberta De Simone ✔️ Presidente | 181.891                        | 68,48 | 4.668                   | 1,79    | -     |       |
| Democrazia Federalista                           | Alberta De Simone ✔️ Presidente | 181.891                        | 68,48 | 3.207                   | 1,23    | -     |       |
| Italia dei Valori                                | Alberta De Simone ✔️ Presidente | 181.891                        | 68,48 | 2.450                   | 0,94    | -     |       |
| Repubblicani                                     | Alberta De Simone ✔️ Presidente | 181.891                        | 68,48 | 1.763                   | 0,68    | -     |       |
|                                                  | Arturo Iannaccone               | 82.031                         | 30,89 | Forza Italia            | 28.955  | 11,12 | 3     |
| Alleanza Nazionale                               | Arturo Iannaccone               | 82.031                         | 30,89 | 23.652                  | 9,08    | 3     |       |
| Unione dei Democratici Cristiani e di Centro     | Arturo Iannaccone               | 82.031                         | 30,89 | 17.679                  | 6,79    | 2     |       |
| Sud                                              | Arturo Iannaccone               | 82.031                         | 30,89 | 3.885                   | 1,49    | -     |       |
| Fiamma Tricolore                                 | Arturo Iannaccone               | 82.031                         | 30,89 | 2.951                   | 1,13    | -     |       |
| Partito Repubblicano Italiano - I Liberal Sgarbi | Arturo Iannaccone               | 82.031                         | 30,89 | 1.757                   | 0,67    | -     |       |
| Patto Democratico per Avellino                   | Arturo Iannaccone               | 82.031                         | 30,89 | 963                     | 0,37    | -     |       |
| Seggio al candidato presidente                   | Seggio al candidato presidente  | Seggio al candidato presidente | 30,89 | 1                       |         |       |       |
|                                                  | Angelo Cirino                   | 1.672                          | 0,63  | Chiaramente - Nuovo PSI | 1.638   | 0,63  | -     |
| Totale                                           | Totale                          | 265.594                        |       |                         | 260.435 |       | 30    |

#### Provincia di Napoli
| Candidati                                    | Candidati                       | Voti                           | %     | Liste                                   | Voti      | %     | Seggi |
| -------------------------------------------- | ------------------------------- | ------------------------------ | ----- | --------------------------------------- | --------- | ----- | ----- |
|                                              | Riccardo Di Palma ✔️ Presidente | 894.231                        | 61,43 | Democratici di Sinistra                 | 195.991   | 13,72 | 7     |
| La Margherita                                | Riccardo Di Palma ✔️ Presidente | 894.231                        | 61,43 | 180.808                                 | 12,66     | 7     |       |
| Alleanza Popolare - UDEUR                    | Riccardo Di Palma ✔️ Presidente | 894.231                        | 61,43 | 93.100                                  | 6,52      | 3     |       |
| Partito della Rifondazione Comunista         | Riccardo Di Palma ✔️ Presidente | 894.231                        | 61,43 | 90.224                                  | 6,32      | 3     |       |
| Socialisti Democratici Italiani              | Riccardo Di Palma ✔️ Presidente | 894.231                        | 61,43 | 79.805                                  | 5,59      | 3     |       |
| Federazione dei Verdi                        | Riccardo Di Palma ✔️ Presidente | 894.231                        | 61,43 | 76.916                                  | 5,39      | 2     |       |
| Partito dei Comunisti Italiani               | Riccardo Di Palma ✔️ Presidente | 894.231                        | 61,43 | 41.978                                  | 2,94      | 1     |       |
| Italia dei Valori                            | Riccardo Di Palma ✔️ Presidente | 894.231                        | 61,43 | 37.131                                  | 2,60      | 1     |       |
| Repubblicani                                 | Riccardo Di Palma ✔️ Presidente | 894.231                        | 61,43 | 29.755                                  | 2,08      | 1     |       |
| Democrazia Federalista                       | Riccardo Di Palma ✔️ Presidente | 894.231                        | 61,43 | 27.979                                  | 1,96      | 1     |       |
| Emily                                        | Riccardo Di Palma ✔️ Presidente | 894.231                        | 61,43 | 26.685                                  | 1,87      | 1     |       |
|                                              | Luigi Muro                      | 476.094                        | 32,71 | Forza Italia                            | 192.570   | 13,49 | 6     |
| Alleanza Nazionale                           | Luigi Muro                      | 476.094                        | 32,71 | 140.041                                 | 9,81      | 5     |       |
| Unione dei Democratici Cristiani e di Centro | Luigi Muro                      | 476.094                        | 32,71 | 76.849                                  | 5,38      | 2     |       |
| Nuovo PSI                                    | Luigi Muro                      | 476.094                        | 32,71 | 29.082                                  | 2,04      | 1     |       |
| Casa delle Libertà                           | Luigi Muro                      | 476.094                        | 32,71 | 19.276                                  | 1,35      | -     |       |
| Movimento Idea Sociale                       | Luigi Muro                      | 476.094                        | 32,71 | 5.438                                   | 0,38      | -     |       |
| Partito Democratico Cristiano                | Luigi Muro                      | 476.094                        | 32,71 | 2.931                                   | 0,21      | -     |       |
| Seggio al candidato presidente               | Seggio al candidato presidente  | Seggio al candidato presidente | 32,71 | 1                                       |           |       |       |
|                                              | Vincenzo Mormile                | 12.854                         | 0,88  | Itinerario                              | 12.525    | 0,88  | -     |
|                                              | Roberto Fiore                   | 12.587                         | 0,86  | Alternativa Sociale                     | 11.859    | 0,83  | -     |
|                                              | Silvana Cunetta                 | 12.265                         | 0,84  | Centro                                  | 12.249    | 0,86  | -     |
|                                              | Angelo Pisani                   | 11.748                         | 0,81  | Noi Consumatori                         | 10.021    | 0,70  | -     |
|                                              | Fortunato Sommella              | 10.871                         | 0,75  | Partito Pensionati                      | 10.660    | 0,75  | -     |
|                                              | Giovanni Grieco                 | 10.551                         | 0,72  | Partito Socialista Democratico Italiano | 10.466    | 0,73  | -     |
|                                              | Angelo Scognamiglio             | 8.863                          | 0,61  | Fiamma Tricolore                        | 8.355     | 0,59  | -     |
|                                              | Giuseppe Cacace                 | 3.170                          | 0,22  | Partito d'Azione Comunista              | 3.012     | 0,21  | -     |
|                                              | Adel Smith                      | 2.418                          | 0,17  | Lega Sud Ausonia                        | 2.315     | 0,16  | -     |
| Totale                                       | Totale                          | 1.455.652                      |       |                                         | 1.428.021 |       | 45    |

#### Provincia di Salerno
| Candidati                                    | Candidati                      | Voti                           | %     | Liste                                   | Voti    | %     | Seggi |
| -------------------------------------------- | ------------------------------ | ------------------------------ | ----- | --------------------------------------- | ------- | ----- | ----- |
|                                              | Angelo Villani ✔️ Presidente   | 322.750                        | 52,11 | Democratici di Sinistra                 | 85.702  | 14,07 | 7     |
| La Margherita                                | Angelo Villani ✔️ Presidente   | 322.750                        | 52,11 | 78.486                                  | 12,89   | 6     |       |
| Alleanza Popolare - UDEUR                    | Angelo Villani ✔️ Presidente   | 322.750                        | 52,11 | 44.034                                  | 7,23    | 3     |       |
| Socialisti Democratici Italiani              | Angelo Villani ✔️ Presidente   | 322.750                        | 52,11 | 35.878                                  | 5,89    | 3     |       |
| Partito della Rifondazione Comunista         | Angelo Villani ✔️ Presidente   | 322.750                        | 52,11 | 22.162                                  | 3,64    | 1     |       |
| Federazione dei Verdi                        | Angelo Villani ✔️ Presidente   | 322.750                        | 52,11 | 18.819                                  | 3,09    | 1     |       |
| Partito dei Comunisti Italiani               | Angelo Villani ✔️ Presidente   | 322.750                        | 52,11 | 12.609                                  | 2,07    | 1     |       |
| Italia dei Valori                            | Angelo Villani ✔️ Presidente   | 322.750                        | 52,11 | 11.924                                  | 1,96    | -     |       |
| Repubblicani Europei                         | Angelo Villani ✔️ Presidente   | 322.750                        | 52,11 | 9.572                                   | 1,57    | -     |       |
|                                              | Antonio Cuomo                  | 171.022                        | 27,61 | Forza Italia                            | 67.779  | 11,13 | 4     |
| Unione dei Democratici Cristiani e di Centro | Antonio Cuomo                  | 171.022                        | 27,61 | 41.490                                  | 6,81    | 3     |       |
| Azzurri                                      | Antonio Cuomo                  | 171.022                        | 27,61 | 17.095                                  | 2,81    | 1     |       |
| Cuomo Presidente                             | Antonio Cuomo                  | 171.022                        | 27,61 | 10.422                                  | 1,71    | -     |       |
| Alleanza Italia                              | Antonio Cuomo                  | 171.022                        | 27,61 | 10.141                                  | 1,67    | -     |       |
| Partito Repubblicano Italiano                | Antonio Cuomo                  | 171.022                        | 27,61 | 8.655                                   | 1,42    | -     |       |
| Fiamma Tricolore                             | Antonio Cuomo                  | 171.022                        | 27,61 | 6.560                                   | 1,08    | -     |       |
| Radicali                                     | Antonio Cuomo                  | 171.022                        | 27,61 | 3.254                                   | 0,53    | -     |       |
| Partito Democratico Cristiano                | Antonio Cuomo                  | 171.022                        | 27,61 | 3.060                                   | 0,50    | -     |       |
| Seggio al candidato presidente               | Seggio al candidato presidente | Seggio al candidato presidente | 27,61 | 1                                       |         |       |       |
|                                              | Salvatore Gagliano             | 61.461                         | 9,92  | Alleanza Nazionale                      | 47.767  | 7,84  | 2     |
| Forza di Libertà                             | Salvatore Gagliano             | 61.461                         | 9,92  | 10.732                                  | 1,76    | -     |       |
| Seggio al candidato presidente               | Seggio al candidato presidente | Seggio al candidato presidente | 9,92  | 1                                       |         |       |       |
|                                              | Antonio Lubritto               | 22.910                         | 3,70  | Democrazia Federalista                  | 22.428  | 3,68  | 1     |
|                                              | Pasquale D'Acunzi              | 19.118                         | 3,09  | Insieme per la Provincia                | 18.838  | 3,09  | 1     |
|                                              | Antonio Mario Innamorato       | 8.657                          | 1,40  | Nuovo PSI                               | 8.585   | 1,41  | -     |
|                                              | Giuseppe Fauceglia             | 6.234                          | 1,01  | Patto Segni-Scognamiglio                | 5.997   | 0,98  | -     |
|                                              | Raffaele della Valle           | 3.493                          | 0,56  | Partito Socialista Democratico Italiano | 3.401   | 0,56  | -     |
|                                              | Bruno Giannattasio             | 2.568                          | 0,41  | Alternativa Sociale                     | 2.537   | 0,42  | -     |
|                                              | Gaetano De Simone              | 1.165                          | 0,19  | S.L.A.S.                                | 1.089   | 0,18  | -     |
| Totale                                       | Totale                         | 619.378                        |       |                                         | 609.016 |       | 36    |

### Puglia

#### Provincia di Bari
| Candidati                                    | Candidati                      | Voti                           | %     | Liste                   | Voti    | %     | Seggi |
| -------------------------------------------- | ------------------------------ | ------------------------------ | ----- | ----------------------- | ------- | ----- | ----- |
|                                              | Vincenzo Divella ✔️ Presidente | 446.109                        | 52,84 | Democratici di Sinistra | 116.538 | 14,87 | 8     |
| La Margherita                                | Vincenzo Divella ✔️ Presidente | 446.109                        | 52,84 | 81.791                  | 10,43   | 6     |       |
| Partito della Rifondazione Comunista         | Vincenzo Divella ✔️ Presidente | 446.109                        | 52,84 | 40.816                  | 5,21    | 3     |       |
| Alleanza Popolare - UDEUR                    | Vincenzo Divella ✔️ Presidente | 446.109                        | 52,84 | 35.936                  | 4,58    | 2     |       |
| Socialisti Democratici Italiani              | Vincenzo Divella ✔️ Presidente | 446.109                        | 52,84 | 31.818                  | 4,06    | 2     |       |
| Socialisti Autonomisti                       | Vincenzo Divella ✔️ Presidente | 446.109                        | 52,84 | 31.212                  | 3,98    | 2     |       |
| Federazione dei Verdi                        | Vincenzo Divella ✔️ Presidente | 446.109                        | 52,84 | 26.281                  | 3,35    | 2     |       |
| Italia dei Valori                            | Vincenzo Divella ✔️ Presidente | 446.109                        | 52,84 | 24.647                  | 3,14    | 1     |       |
| Partito dei Comunisti Italiani               | Vincenzo Divella ✔️ Presidente | 446.109                        | 52,84 | 17.825                  | 2,27    | 1     |       |
|                                              | Francesco Amoruso              | 353.139                        | 41,83 | Forza Italia            | 111.254 | 14,19 | 6     |
| Alleanza Nazionale                           | Francesco Amoruso              | 353.139                        | 41,83 | 86.857                  | 11,08   | 5     |       |
| Unione dei Democratici Cristiani e di Centro | Francesco Amoruso              | 353.139                        | 41,83 | 57.497                  | 7,34    | 3     |       |
| Azzurro Popolare                             | Francesco Amoruso              | 353.139                        | 41,83 | 23.289                  | 2,97    | 1     |       |
| Popolari per la Puglia                       | Francesco Amoruso              | 353.139                        | 41,83 | 18.245                  | 2,33    | 1     |       |
| Nuovo PSI                                    | Francesco Amoruso              | 353.139                        | 41,83 | 14.634                  | 1,87    | -     |       |
| Liberal Sgarbi - I Liberali per la Puglia    | Francesco Amoruso              | 353.139                        | 41,83 | 10.927                  | 1,39    | -     |       |
| Partito Repubblicano Italiano                | Francesco Amoruso              | 353.139                        | 41,83 | 10.150                  | 1,29    | -     |       |
| Movimento Idea Sociale                       | Francesco Amoruso              | 353.139                        | 41,83 | 3.535                   | 0,45    | -     |       |
| Seggio al candidato presidente               | Seggio al candidato presidente | Seggio al candidato presidente | 41,83 | 1                       |         |       |       |
|                                              | Alfonsino Pisicchio            | 39.896                         | 4,73  | Rinnovamento Puglia     | 28.368  | 3,62  | -     |
| Democratici Cristiani                        | Alfonsino Pisicchio            | 39.896                         | 4,73  | 5.666                   | 0,72    | -     |       |
| Patto Segni-Scognamiglio                     | Alfonsino Pisicchio            | 39.896                         | 4,73  | 1.969                   | 0,25    | -     |       |
| Seggio al candidato presidente               | Seggio al candidato presidente | Seggio al candidato presidente | 4,73  | 1                       |         |       |       |
|                                              | Antonio Dell'Omo               | 5.137                          | 0,61  | Alternativa Sociale     | 4.614   | 0,59  | -     |
| Totale                                       | Totale                         | 844.281                        |       |                         | 783.869 |       | 45    |

#### Provincia di Brindisi
| Candidati                                    | Candidati                             | Voti                           | %     | Liste                   | Voti    | %     | Seggi |
| -------------------------------------------- | ------------------------------------- | ------------------------------ | ----- | ----------------------- | ------- | ----- | ----- |
|                                              | Michele Errico Accede al ballottaggio | 109.662                        | 49,14 | Democratici di Sinistra | 34.268  | 16,17 | 7     |
| La Margherita                                | Michele Errico Accede al ballottaggio | 109.662                        | 49,14 | 23.354                  | 11,02   | 5     |       |
| Partito della Rifondazione Comunista         | Michele Errico Accede al ballottaggio | 109.662                        | 49,14 | 15.351                  | 7,24    | 3     |       |
| Socialisti Democratici Italiani              | Michele Errico Accede al ballottaggio | 109.662                        | 49,14 | 8.967                   | 4,23    | 1     |       |
| Italia dei Valori                            | Michele Errico Accede al ballottaggio | 109.662                        | 49,14 | 5.540                   | 2,61    | 1     |       |
| Federazione dei Verdi                        | Michele Errico Accede al ballottaggio | 109.662                        | 49,14 | 4.858                   | 2,29    | 1     |       |
| Alleanza Popolare - UDEUR                    | Michele Errico Accede al ballottaggio | 109.662                        | 49,14 | 4.282                   | 2,02    | -     |       |
| Partito dei Comunisti Italiani               | Michele Errico Accede al ballottaggio | 109.662                        | 49,14 | 3.421                   | 1,61    | -     |       |
| Democrazia Cristiana                         | Michele Errico Accede al ballottaggio | 109.662                        | 49,14 | 2.997                   | 1,41    | -     |       |
|                                              | Euprepio Curto Accede al ballottaggio | 105.866                        | 47,44 | Forza Italia            | 36.854  | 17,39 | 5     |
| Alleanza Nazionale                           | Euprepio Curto Accede al ballottaggio | 105.866                        | 47,44 | 30.320                  | 14,31   | 4     |       |
| Unione dei Democratici Cristiani e di Centro | Euprepio Curto Accede al ballottaggio | 105.866                        | 47,44 | 21.829                  | 10,30   | 2     |       |
| Partito Repubblicano Italiano                | Euprepio Curto Accede al ballottaggio | 105.866                        | 47,44 | 7.096                   | 3,35    | -     |       |
| Nuovo PSI                                    | Euprepio Curto Accede al ballottaggio | 105.866                        | 47,44 | 5.877                   | 2,77    | -     |       |
| Seggio al candidato presidente               | Seggio al candidato presidente        | Seggio al candidato presidente | 47,44 | 1                       |         |       |       |
|                                              | Vito Semeraro                         | 7.647                          | 3,43  | Lista Forte (A)         | 3.656   | 1,73  | -     |
| Fiamma Tricolore (B)                         | Vito Semeraro                         | 7.647                          | 3,43  | 3.221                   | 1,52    | -     |       |
| Totale                                       | Totale                                | 223.175                        |       |                         | 211.891 |       | 30    |

- Le liste contrassegnate con le lettere A e B sono apparentate al secondo turno con il candidato presidente Euprepio Curto.

Ballottaggio
| Candidati | Candidati                    | Voti    | %      |
| --------- | ---------------------------- | ------- | ------ |
|           | Michele Errico ✔️ Presidente | 99.914  | 57,24  |
|           | Euprepio Curto               | 74.644  | 42,76  |
| Totale    | Totale                       | 174.558 | 100,00 |

#### Provincia di Lecce
| Candidati                                    | Candidati                         | Voti                           | %     | Liste                   | Voti    | %     | Seggi |
| -------------------------------------------- | --------------------------------- | ------------------------------ | ----- | ----------------------- | ------- | ----- | ----- |
|                                              | Giovanni Pellegrino ✔️ Presidente | 250.157                        | 51,68 | Democratici di Sinistra | 70.211  | 14,83 | 7     |
| La Margherita                                | Giovanni Pellegrino ✔️ Presidente | 250.157                        | 51,68 | 47.820                  | 10,10   | 5     |       |
| Socialisti Democratici Italiani              | Giovanni Pellegrino ✔️ Presidente | 250.157                        | 51,68 | 26.621                  | 5,62    | 2     |       |
| Lista Pellegrino per il Salento              | Giovanni Pellegrino ✔️ Presidente | 250.157                        | 51,68 | 23.022                  | 4,86    | 2     |       |
| Alleanza Popolare - UDEUR                    | Giovanni Pellegrino ✔️ Presidente | 250.157                        | 51,68 | 17.933                  | 3,79    | 1     |       |
| Partito della Rifondazione Comunista         | Giovanni Pellegrino ✔️ Presidente | 250.157                        | 51,68 | 13.443                  | 2,84    | 1     |       |
| Unità Socialista                             | Giovanni Pellegrino ✔️ Presidente | 250.157                        | 51,68 | 12.948                  | 2,74    | 1     |       |
| Federazione dei Verdi                        | Giovanni Pellegrino ✔️ Presidente | 250.157                        | 51,68 | 11.122                  | 2,35    | 1     |       |
| Italia dei Valori                            | Giovanni Pellegrino ✔️ Presidente | 250.157                        | 51,68 | 10.176                  | 2,15    | 1     |       |
| Partito dei Comunisti Italiani               | Giovanni Pellegrino ✔️ Presidente | 250.157                        | 51,68 | 9.152                   | 1,93    | 1     |       |
| I Liberal Sgarbi                             | Giovanni Pellegrino ✔️ Presidente | 250.157                        | 51,68 | 1.934                   | 0,41    | -     |       |
|                                              | Raffaele Baldassarre              | 231.737                        | 47,88 | Forza Italia            | 60.965  | 12,88 | 5     |
| Alleanza Nazionale                           | Raffaele Baldassarre              | 231.737                        | 47,88 | 47.476                  | 10,03   | 3     |       |
| Unione dei Democratici Cristiani e di Centro | Raffaele Baldassarre              | 231.737                        | 47,88 | 35.717                  | 7,55    | 2     |       |
| Lista Baldassarre Presidente                 | Raffaele Baldassarre              | 231.737                        | 47,88 | 28.053                  | 5,93    | 2     |       |
| Azzurro Popolare                             | Raffaele Baldassarre              | 231.737                        | 47,88 | 19.276                  | 4,07    | 1     |       |
| Salento Europa                               | Raffaele Baldassarre              | 231.737                        | 47,88 | 11.330                  | 2,39    | -     |       |
| Nuovo PSI                                    | Raffaele Baldassarre              | 231.737                        | 47,88 | 6.369                   | 1,35    | -     |       |
| Rinascita del Grande Centro                  | Raffaele Baldassarre              | 231.737                        | 47,88 | 5.389                   | 1,14    | -     |       |
| Fiamma Tricolore                             | Raffaele Baldassarre              | 231.737                        | 47,88 | 4.298                   | 0,91    | -     |       |
| Lega del Cittadino e dell'Ambiente           | Raffaele Baldassarre              | 231.737                        | 47,88 | 3.962                   | 0,84    | -     |       |
| Partito Repubblicano Italiano                | Raffaele Baldassarre              | 231.737                        | 47,88 | 2.056                   | 0,43    | -     |       |
| Destra Italia                                | Raffaele Baldassarre              | 231.737                        | 47,88 | 2.038                   | 0,43    | -     |       |
| Seggio al candidato presidente               | Seggio al candidato presidente    | Seggio al candidato presidente | 47,88 | 1                       |         |       |       |
|                                              | Lucio Livraghi Sansone            | 2.135                          | 0,44  | Insieme a Sinistra      | 2.053   | 0,43  | -     |
| Totale                                       | Totale                            | 484.029                        |       |                         | 473.364 |       | 36    |

#### Provincia di Taranto
| Candidati                                    | Candidati                      | Voti                           | %     | Liste                   | Voti    | %     | Seggi |
| -------------------------------------------- | ------------------------------ | ------------------------------ | ----- | ----------------------- | ------- | ----- | ----- |
|                                              | Giovanni Florido ✔️ Presidente | 155.740                        | 50,23 | Democratici di Sinistra | 60.227  | 19,89 | 8     |
| La Margherita                                | Giovanni Florido ✔️ Presidente | 155.740                        | 50,23 | 28.550                  | 9,43    | 4     |       |
| Lista Florido                                | Giovanni Florido ✔️ Presidente | 155.740                        | 50,23 | 15.288                  | 5,05    | 2     |       |
| Partito della Rifondazione Comunista         | Giovanni Florido ✔️ Presidente | 155.740                        | 50,23 | 11.868                  | 3,92    | 1     |       |
| Alleanza Popolare - UDEUR                    | Giovanni Florido ✔️ Presidente | 155.740                        | 50,23 | 10.368                  | 3,42    | 1     |       |
| Socialisti Democratici Italiani              | Giovanni Florido ✔️ Presidente | 155.740                        | 50,23 | 9.210                   | 3,04    | 1     |       |
| Partito dei Comunisti Italiani               | Giovanni Florido ✔️ Presidente | 155.740                        | 50,23 | 7.091                   | 2,34    | 1     |       |
| Federazione dei Verdi                        | Giovanni Florido ✔️ Presidente | 155.740                        | 50,23 | 4.525                   | 1,49    | -     |       |
| Italia dei Valori                            | Giovanni Florido ✔️ Presidente | 155.740                        | 50,23 | 4.306                   | 1,42    | -     |       |
| Repubblicani Europei                         | Giovanni Florido ✔️ Presidente | 155.740                        | 50,23 | 853                     | 0,28    | -     |       |
|                                              | Michele Tucci                  | 140.986                        | 45,47 | Forza Italia            | 60.107  | 19,85 | 5     |
| Unione dei Democratici Cristiani e di Centro | Michele Tucci                  | 140.986                        | 45,47 | 32.999                  | 10,90   | 3     |       |
| Alleanza Nazionale                           | Michele Tucci                  | 140.986                        | 45,47 | 32.200                  | 10,63   | 3     |       |
| Lega d'Azione Meridionale                    | Michele Tucci                  | 140.986                        | 45,47 | 5.570                   | 1,84    | -     |       |
| Partito Repubblicano Italiano                | Michele Tucci                  | 140.986                        | 45,47 | 2.859                   | 0,94    | -     |       |
| Fiamma Tricolore                             | Michele Tucci                  | 140.986                        | 45,47 | 2.252                   | 0,74    | -     |       |
| Patto Segni-Scognamiglio                     | Michele Tucci                  | 140.986                        | 45,47 | 794                     | 0,26    | -     |       |
| Salus                                        | Michele Tucci                  | 140.986                        | 45,47 | 401                     | 0,13    | -     |       |
| Seggio al candidato presidente               | Seggio al candidato presidente | Seggio al candidato presidente | 45,47 | 1                       |         |       |       |
|                                              | Fabio Fago                     | 6.228                          | 2,01  | Prospettive             | 6.406   | 2,12  | -     |
|                                              | Luigi Bitetti                  | 3.758                          | 1,21  | Socialisti Uniti        | 3.679   | 1,22  | -     |
|                                              | Antonio Del Prete              | 2.790                          | 0,90  | Alternativa Sociale     | 2.781   | 0,92  | -     |
|                                              | Giuseppe Quaranta              | 528                            | 0,17  | Lista Quaranta          | 455     | 0,15  | -     |
| Totale                                       | Totale                         | 310.030                        |       |                         | 302.789 |       | 30    |

### Basilicata

#### Provincia di Matera
| Candidati                            | Candidati                      | Voti                           | %     | Liste                                        | Voti    | %     | Seggi |
| ------------------------------------ | ------------------------------ | ------------------------------ | ----- | -------------------------------------------- | ------- | ----- | ----- |
|                                      | Carmine Nigro ✔️ Presidente    | 65.934                         | 61,38 | Democratici di Sinistra                      | 18.303  | 17,72 | 5     |
| La Margherita                        | Carmine Nigro ✔️ Presidente    | 65.934                         | 61,38 | 13.904                                       | 13,46   | 4     |       |
| Alleanza Popolare - UDEUR            | Carmine Nigro ✔️ Presidente    | 65.934                         | 61,38 | 8.329                                        | 8,06    | 2     |       |
| Socialisti Democratici Italiani      | Carmine Nigro ✔️ Presidente    | 65.934                         | 61,38 | 6.332                                        | 6,13    | 2     |       |
| Partito della Rifondazione Comunista | Carmine Nigro ✔️ Presidente    | 65.934                         | 61,38 | 5.744                                        | 5,56    | 1     |       |
| Federazione dei Verdi                | Carmine Nigro ✔️ Presidente    | 65.934                         | 61,38 | 5.395                                        | 5,22    | 1     |       |
| Italia dei Valori                    | Carmine Nigro ✔️ Presidente    | 65.934                         | 61,38 | 3.812                                        | 3,69    | 1     |       |
| Partito dei Comunisti Italiani       | Carmine Nigro ✔️ Presidente    | 65.934                         | 61,38 | 1.456                                        | 1,41    | -     |       |
|                                      | Angelo Adorisio                | 22.972                         | 21,39 | Forza Italia                                 | 9.908   | 9,59  | 2     |
| Alleanza Nazionale                   | Angelo Adorisio                | 22.972                         | 21,39 | 8.519                                        | 8,25    | 2     |       |
| Nuovo Corso                          | Angelo Adorisio                | 22.972                         | 21,39 | 3.698                                        | 3,58    | 1     |       |
| Seggio al candidato presidente       | Seggio al candidato presidente | Seggio al candidato presidente | 21,39 | 1                                            |         |       |       |
|                                      | Saverio D'Amelio               | 9.178                          | 8,54  | Unione dei Democratici Cristiani e di Centro | 8.787   | 8,50  | 2     |
|                                      | Domenico Izzo                  | 3.090                          | 2,88  | Basilicata Libera                            | 2.938   | 2,84  | -     |
|                                      | Nicola Rocco                   | 2.267                          | 2,11  | Nuovo PSI                                    | 2.245   | 2,17  | -     |
|                                      | Palma Arcuti                   | 1.740                          | 1,62  | Donne Lucane                                 | 1.702   | 1,65  | -     |
|                                      | Vincenzo Maida                 | 1.328                          | 1,24  | Fiamma Tricolore                             | 1.402   | 1,36  | -     |
|                                      | Mario Capalbo                  | 904                            | 0,88  | M.C.C.R.                                     | 844     | 0,82  | -     |
| Totale                               | Totale                         | 107.413                        |       |                                              | 103.318 |       | 24    |

#### Provincia di Potenza
| Candidati                                        | Candidati                      | Voti                           | %     | Liste                                        | Voti    | %     | Seggi |
| ------------------------------------------------ | ------------------------------ | ------------------------------ | ----- | -------------------------------------------- | ------- | ----- | ----- |
|                                                  | Sabino Altobello ✔️ Presidente | 157.244                        | 67,42 | La Margherita                                | 39.635  | 17,28 | 7     |
| Democratici di Sinistra                          | Sabino Altobello ✔️ Presidente | 157.244                        | 67,42 | 37.412                                       | 16,31   | 6     |       |
| Socialisti Democratici Italiani                  | Sabino Altobello ✔️ Presidente | 157.244                        | 67,42 | 19.215                                       | 8,38    | 3     |       |
| Alleanza Popolare - UDEUR                        | Sabino Altobello ✔️ Presidente | 157.244                        | 67,42 | 18.267                                       | 7,97    | 3     |       |
| Partito della Rifondazione Comunista             | Sabino Altobello ✔️ Presidente | 157.244                        | 67,42 | 10.259                                       | 4,47    | 1     |       |
| Federazione dei Verdi                            | Sabino Altobello ✔️ Presidente | 157.244                        | 67,42 | 9.922                                        | 4,33    | 1     |       |
| Partito dei Comunisti Italiani                   | Sabino Altobello ✔️ Presidente | 157.244                        | 67,42 | 8.093                                        | 3,53    | 1     |       |
| Italia dei Valori                                | Sabino Altobello ✔️ Presidente | 157.244                        | 67,42 | 7.368                                        | 3,21    | 1     |       |
| Patto Segni-Scognamiglio                         | Sabino Altobello ✔️ Presidente | 157.244                        | 67,42 | 5.000                                        | 2,18    | -     |       |
|                                                  | Nicola Manfredelli             | 47.704                         | 20,45 | Forza Italia                                 | 23.382  | 10,20 | 3     |
| Alleanza Nazionale                               | Nicola Manfredelli             | 47.704                         | 20,45 | 16.216                                       | 7,07    | 2     |       |
| Lucania Viva                                     | Nicola Manfredelli             | 47.704                         | 20,45 | 4.888                                        | 2,13    | -     |       |
| Partito Repubblicano Italiano - I Liberal Sgarbi | Nicola Manfredelli             | 47.704                         | 20,45 | 2.071                                        | 0,90    | -     |       |
| Seggio al candidato presidente                   | Seggio al candidato presidente | Seggio al candidato presidente | 20,45 | 1                                            |         |       |       |
|                                                  | Vincenzo Giuliano              | 12.583                         | 5,40  | Unione dei Democratici Cristiani e di Centro | 12.337  | 5,38  | 1     |
|                                                  | Francesco Adamo                | 5.383                          | 2,31  | Nuovo PSI                                    | 5.314   | 2,32  | -     |
|                                                  | Nicola Savino                  | 3.913                          | 1,68  | L'Altra Lucania                              | 3.732   | 1,63  | -     |
|                                                  | Gerardo Rosa Salsano           | 2.933                          | 1,26  | M.C.C.R.                                     | 2.895   | 1,26  | -     |
|                                                  | Bonaventura Postiglione        | 1.739                          | 0,75  | Nuovo Progetto                               | 1.639   | 0,71  | -     |
|                                                  | Giovanni Lonetti               | 1.733                          | 0,74  | Fiamma Tricolore                             | 1.694   | 0,74  | -     |
| Totale                                           | Totale                         | 233.232                        |       |                                              | 229.339 |       | 30    |

### Calabria

#### Provincia di Catanzaro
| Candidati                                              | Candidati                               | Voti                           | %     | Liste                                        | Voti    | %     | Seggi |
| ------------------------------------------------------ | --------------------------------------- | ------------------------------ | ----- | -------------------------------------------- | ------- | ----- | ----- |
|                                                        | Michele Traversa Accede al ballottaggio | 99.497                         | 48,47 | Unione dei Democratici Cristiani e di Centro | 24.184  | 12,06 | 4     |
| Forza Italia                                           | Michele Traversa Accede al ballottaggio | 99.497                         | 48,47 | 22.984                                       | 11,47   | 4     |       |
| Alleanza Nazionale                                     | Michele Traversa Accede al ballottaggio | 99.497                         | 48,47 | 22.497                                       | 11,22   | 4     |       |
| Nuovo PSI                                              | Michele Traversa Accede al ballottaggio | 99.497                         | 48,47 | 13.847                                       | 6,91    | 3     |       |
| Partito Repubblicano Italiano                          | Michele Traversa Accede al ballottaggio | 99.497                         | 48,47 | 6.341                                        | 3,16    | 1     |       |
| Rinascita della Democrazia Cristiana                   | Michele Traversa Accede al ballottaggio | 99.497                         | 48,47 | 4.828                                        | 2,41    | 1     |       |
| Fiamma Tricolore                                       | Michele Traversa Accede al ballottaggio | 99.497                         | 48,47 | 2.436                                        | 1,22    | -     |       |
|                                                        | Giuseppe Torchia Accede al ballottaggio | 89.675                         | 43,69 | Democratici di Sinistra                      | 28.496  | 14,22 | 5     |
| La Margherita                                          | Giuseppe Torchia Accede al ballottaggio | 89.675                         | 43,69 | 19.085                                       | 9,52    | 3     |       |
| Alleanza Popolare - UDEUR                              | Giuseppe Torchia Accede al ballottaggio | 89.675                         | 43,69 | 9.194                                        | 4,59    | 1     |       |
| Per il Sud                                             | Giuseppe Torchia Accede al ballottaggio | 89.675                         | 43,69 | 6.804                                        | 3,39    | 2     |       |
| Gente di Calabria                                      | Giuseppe Torchia Accede al ballottaggio | 89.675                         | 43,69 | 5.630                                        | 2,81    | -     |       |
| Socialisti Democratici Italiani - Repubblicani Europei | Giuseppe Torchia Accede al ballottaggio | 89.675                         | 43,69 | 5.216                                        | 2,60    | -     |       |
| Partito dei Comunisti Italiani                         | Giuseppe Torchia Accede al ballottaggio | 89.675                         | 43,69 | 4.604                                        | 2,30    | -     |       |
| Unità dei Riformisti                                   | Giuseppe Torchia Accede al ballottaggio | 89.675                         | 43,69 | 3.005                                        | 1,50    | -     |       |
| Movimento Meridionale                                  | Giuseppe Torchia Accede al ballottaggio | 89.675                         | 43,69 | 2.594                                        | 1,29    | -     |       |
| La Forza delle Donne                                   | Giuseppe Torchia Accede al ballottaggio | 89.675                         | 43,69 | 1.821                                        | 0,91    | -     |       |
| Federazione dei Verdi                                  | Giuseppe Torchia Accede al ballottaggio | 89.675                         | 43,69 | 1.309                                        | 0,65    | -     |       |
| Partito Socialista Democratico Italiano                | Giuseppe Torchia Accede al ballottaggio | 89.675                         | 43,69 | 468                                          | 0,23    | -     |       |
| Seggio al candidato presidente                         | Seggio al candidato presidente          | Seggio al candidato presidente | 43,69 | 1                                            |         |       |       |
|                                                        | Antonio Commodari                       | 7.785                          | 3,79  | Partito della Rifondazione Comunista         | 7.419   | 3,70  | 1     |
|                                                        | Rita Colacino                           | 3.458                          | 1,68  | Italia dei Valori                            | 3.062   | 1,53  | -     |
|                                                        | Giovanni Merante                        | 2.659                          | 1,30  | Democrazia e Centralità (A)                  | 2.529   | 1,26  | -     |
|                                                        | Giovambattista Vono                     | 1.133                          | 0,55  | Alternativa Sociale                          | 1.110   | 0,55  | -     |
|                                                        | Francesco Di Lieto                      | 1.056                          | 0,51  | Lista Consumatori (B)                        | 991     | 0,49  | -     |
| Totale                                                 | Totale                                  | 205.263                        |       |                                              | 200.454 |       | 30    |

- Le liste contrassegnate con le lettere A e B sono apparentate al secondo turno con il candidato presidente Giuseppe Torchia.

Ballottaggio
| Candidati | Candidati                      | Voti    | %      |
| --------- | ------------------------------ | ------- | ------ |
|           | Michele Traversa ✔️ Presidente | 79.839  | 51,10  |
|           | Giuseppe Torchia               | 76.405  | 48,90  |
| Totale    | Totale                         | 156.244 | 100,00 |

#### Provincia di Cosenza
| Candidati                                               | Candidati                      | Voti                           | %     | Liste                                            | Voti    | %     | Seggi |
| ------------------------------------------------------- | ------------------------------ | ------------------------------ | ----- | ------------------------------------------------ | ------- | ----- | ----- |
|                                                         | Mario Oliverio ✔️ Presidente   | 260.347                        | 62,32 | Democratici di Sinistra                          | 50.855  | 12,40 | 5     |
| Socialisti Democratici Italiani                         | Mario Oliverio ✔️ Presidente   | 260.347                        | 62,32 | 37.778                                           | 9,21    | 4     |       |
| Democrazia e Libertà                                    | Mario Oliverio ✔️ Presidente   | 260.347                        | 62,32 | 30.324                                           | 7,39    | 3     |       |
| La Margherita - Partito Socialista Democratico Italiano | Mario Oliverio ✔️ Presidente   | 260.347                        | 62,32 | 24.555                                           | 5,99    | 2     |       |
| Partito della Rifondazione Comunista                    | Mario Oliverio ✔️ Presidente   | 260.347                        | 62,32 | 21.963                                           | 5,35    | 2     |       |
| Alleanza Popolare - UDEUR                               | Mario Oliverio ✔️ Presidente   | 260.347                        | 62,32 | 21.463                                           | 5,23    | 2     |       |
| PSE - Lista Mancini                                     | Mario Oliverio ✔️ Presidente   | 260.347                        | 62,32 | 20.318                                           | 4,95    | 2     |       |
| Federazione dei Verdi                                   | Mario Oliverio ✔️ Presidente   | 260.347                        | 62,32 | 15.990                                           | 3,90    | 1     |       |
| Partito dei Comunisti Italiani                          | Mario Oliverio ✔️ Presidente   | 260.347                        | 62,32 | 14.357                                           | 3,50    | 1     |       |
| Italia dei Valori                                       | Mario Oliverio ✔️ Presidente   | 260.347                        | 62,32 | 9.269                                            | 2,26    | 1     |       |
| Alleanza Riformista                                     | Mario Oliverio ✔️ Presidente   | 260.347                        | 62,32 | 7.070                                            | 1,72    | -     |       |
| Socialdemocratici Europei                               | Mario Oliverio ✔️ Presidente   | 260.347                        | 62,32 | 2.816                                            | 0,69    | -     |       |
|                                                         | Domenico Barile                | 132.812                        | 31,79 | Forza Italia                                     | 43.392  | 10,58 | 4     |
| Alleanza Nazionale                                      | Domenico Barile                | 132.812                        | 31,79 | 32.320                                           | 7,88    | 3     |       |
| Unione dei Democratici Cristiani e di Centro            | Domenico Barile                | 132.812                        | 31,79 | 27.193                                           | 6,63    | 3     |       |
| Nuovo PSI                                               | Domenico Barile                | 132.812                        | 31,79 | 16.539                                           | 4,03    | 1     |       |
| Missione Sviluppo                                       | Domenico Barile                | 132.812                        | 31,79 | 4.517                                            | 1,10    | -     |       |
| Fiamma Tricolore                                        | Domenico Barile                | 132.812                        | 31,79 | 3.696                                            | 0,90    | -     |       |
| Liberali Democratici Europei                            | Domenico Barile                | 132.812                        | 31,79 | 1.674                                            | 0,41    | -     |       |
| Idee e Libertà                                          | Domenico Barile                | 132.812                        | 31,79 | 956                                              | 0,23    | -     |       |
| Seggio al candidato presidente                          | Seggio al candidato presidente | Seggio al candidato presidente | 31,79 | 1                                                |         |       |       |
|                                                         | Francesco Corbelli             | 13.323                         | 3,19  | Diritti Civili                                   | 12.453  | 3,04  | 1     |
|                                                         | Alessandro Fabiano             | 5.359                          | 1,28  | Partito Repubblicano Italiano - I Liberal Sgarbi | 5.285   | 1,29  | -     |
|                                                         | Aurelio Napolitano             | 3.217                          | 0,77  | Patto Segni-Scognamiglio                         | 3.114   | 0,76  | -     |
|                                                         | Luigi Gagliardi                | 2.683                          | 0,64  | Movimento Disoccupati Calabresi                  | 2.287   | 0,56  | -     |
| Totale                                                  | Totale                         | 417.741                        |       |                                                  | 410.184 |       | 36    |

#### Provincia di Crotone
| Candidati                               | Candidati                      | Voti                           | %     | Liste                                        | Voti   | %     | Seggi |
| --------------------------------------- | ------------------------------ | ------------------------------ | ----- | -------------------------------------------- | ------ | ----- | ----- |
|                                         | Sergio Iritale ✔️ Presidente   | 47.275                         | 50,73 | Democratici di Sinistra                      | 15.211 | 16,77 | 5     |
| La Margherita                           | Sergio Iritale ✔️ Presidente   | 47.275                         | 50,73 | 10.858                                       | 11,97  | 4     |       |
| Alleanza Popolare - UDEUR               | Sergio Iritale ✔️ Presidente   | 47.275                         | 50,73 | 6.316                                        | 6,96   | 2     |       |
| Socialisti Democratici Italiani         | Sergio Iritale ✔️ Presidente   | 47.275                         | 50,73 | 4.062                                        | 4,48   | 1     |       |
| Partito della Rifondazione Comunista    | Sergio Iritale ✔️ Presidente   | 47.275                         | 50,73 | 2.903                                        | 3,20   | 1     |       |
| Partito dei Comunisti Italiani          | Sergio Iritale ✔️ Presidente   | 47.275                         | 50,73 | 2.708                                        | 2,99   | 1     |       |
| Riformisti                              | Sergio Iritale ✔️ Presidente   | 47.275                         | 50,73 | 2.428                                        | 2,68   | -     |       |
| Federazione dei Verdi                   | Sergio Iritale ✔️ Presidente   | 47.275                         | 50,73 | 1.977                                        | 2,18   | -     |       |
|                                         | Dionisio Gallo                 | 35.344                         | 37,93 | Unione dei Democratici Cristiani e di Centro | 9.758  | 10,76 | 3     |
| Alleanza Nazionale                      | Dionisio Gallo                 | 35.344                         | 37,93 | 9.310                                        | 10,26  | 3     |       |
| Forza Italia                            | Dionisio Gallo                 | 35.344                         | 37,93 | 6.391                                        | 7,04   | 2     |       |
| Progetto per Crotone                    | Dionisio Gallo                 | 35.344                         | 37,93 | 2.633                                        | 2,90   | -     |       |
| Donne per la Provincia                  | Dionisio Gallo                 | 35.344                         | 37,93 | 1.801                                        | 1,99   | -     |       |
| Partito Repubblicano Italiano           | Dionisio Gallo                 | 35.344                         | 37,93 | 1.613                                        | 1,78   | -     |       |
| Ora Basta                               | Dionisio Gallo                 | 35.344                         | 37,93 | 1.238                                        | 1,36   | -     |       |
| Partito Socialista Democratico Italiano | Dionisio Gallo                 | 35.344                         | 37,93 | 774                                          | 0,85   | -     |       |
| I Liberal Sgarbi                        | Dionisio Gallo                 | 35.344                         | 37,93 | 566                                          | 0,62   | -     |       |
| Fiamma Tricolore                        | Dionisio Gallo                 | 35.344                         | 37,93 | 315                                          | 0,35   | -     |       |
| Seggio al candidato presidente          | Seggio al candidato presidente | Seggio al candidato presidente | 37,93 | 1                                            |        |       |       |
|                                         | Sergio Arena                   | 4.386                          | 4,71  | L'Aranceto                                   | 2.304  | 2,54  | -     |
| Solidarea                               | Sergio Arena                   | 4.386                          | 4,71  | 1.695                                        | 1,87   | -     |       |
| Seggio al candidato presidente          | Seggio al candidato presidente | Seggio al candidato presidente | 4,71  | 1                                            |        |       |       |
|                                         | Serafina Rita Anania           | 2.535                          | 2,72  | Nuovo PSI                                    | 2.500  | 2,76  | -     |
|                                         | Salvatore Migale               | 2.159                          | 2,32  | Italia dei Valori                            | 2.071  | 2,28  | -     |
|                                         | Francesco Cavallaro            | 1.106                          | 1,19  | Democrazia e Centralità                      | 1.103  | 1,22  | -     |
|                                         | Davide Pirillo                 | 380                            | 0,41  | Alternativa Sociale                          | 184    | 0,20  | -     |
| Totale                                  | Totale                         | 93.185                         |       |                                              | 90.719 |       | 24    |

#### Provincia di Vibo Valentia
| Candidati                                        | Candidati                      | Voti                           | %     | Liste                                        | Voti   | %     | Seggi |
| ------------------------------------------------ | ------------------------------ | ------------------------------ | ----- | -------------------------------------------- | ------ | ----- | ----- |
|                                                  | Ottavio Bruni ✔️ Presidente    | 61.005                         | 61,51 | La Margherita                                | 12.844 | 13,10 | 4     |
| Democratici di Sinistra                          | Ottavio Bruni ✔️ Presidente    | 61.005                         | 61,51 | 9.897                                        | 10,10  | 3     |       |
| Socialisti Democratici Italiani                  | Ottavio Bruni ✔️ Presidente    | 61.005                         | 61,51 | 6.258                                        | 6,38   | 2     |       |
| Socialismo è Libertà                             | Ottavio Bruni ✔️ Presidente    | 61.005                         | 61,51 | 5.421                                        | 5,53   | 2     |       |
| Iniziativa Democratica                           | Ottavio Bruni ✔️ Presidente    | 61.005                         | 61,51 | 4.969                                        | 5,07   | 1     |       |
| Alleanza Popolare - UDEUR                        | Ottavio Bruni ✔️ Presidente    | 61.005                         | 61,51 | 4.077                                        | 4,16   | 1     |       |
| Rinnovamento per la Margherita                   | Ottavio Bruni ✔️ Presidente    | 61.005                         | 61,51 | 3.691                                        | 3,77   | 1     |       |
| Lista Pitaro                                     | Ottavio Bruni ✔️ Presidente    | 61.005                         | 61,51 | 3.167                                        | 3,23   | 1     |       |
| Partito della Rifondazione Comunista             | Ottavio Bruni ✔️ Presidente    | 61.005                         | 61,51 | 2.612                                        | 2,66   | -     |       |
| Federazione dei Verdi                            | Ottavio Bruni ✔️ Presidente    | 61.005                         | 61,51 | 2.363                                        | 2,41   | -     |       |
| Movimento Meridionale                            | Ottavio Bruni ✔️ Presidente    | 61.005                         | 61,51 | 1.107                                        | 1,13   | -     |       |
| Partito Socialista Democratico Italiano          | Ottavio Bruni ✔️ Presidente    | 61.005                         | 61,51 | 983                                          | 1,00   | -     |       |
| Repubblicani Europei                             | Ottavio Bruni ✔️ Presidente    | 61.005                         | 61,51 | 917                                          | 0,94   | -     |       |
| Movimento per il Futuro                          | Ottavio Bruni ✔️ Presidente    | 61.005                         | 61,51 | 793                                          | 0,81   | -     |       |
| Partito dei Comunisti Italiani                   | Ottavio Bruni ✔️ Presidente    | 61.005                         | 61,51 | 624                                          | 0,64   | -     |       |
| Italia dei Valori                                | Ottavio Bruni ✔️ Presidente    | 61.005                         | 61,51 | 617                                          | 0,63   | -     |       |
|                                                  | Saverio Mancini                | 34.250                         | 34,53 | Unione dei Democratici Cristiani e di Centro | 9.092  | 9,28  | 3     |
| Forza Italia                                     | Saverio Mancini                | 34.250                         | 34,53 | 6.274                                        | 6,40   | 2     |       |
| Alleanza Nazionale                               | Saverio Mancini                | 34.250                         | 34,53 | 5.612                                        | 5,73   | 2     |       |
| Popolari Europei                                 | Saverio Mancini                | 34.250                         | 34,53 | 3.151                                        | 3,21   | 1     |       |
| C.U.D.                                           | Saverio Mancini                | 34.250                         | 34,53 | 2.442                                        | 2,49   | -     |       |
| Con Mancini per la Provincia                     | Saverio Mancini                | 34.250                         | 34,53 | 2.316                                        | 2,36   | -     |       |
| Nuovo PSI                                        | Saverio Mancini                | 34.250                         | 34,53 | 2.237                                        | 2,28   | -     |       |
| Italia per Amore                                 | Saverio Mancini                | 34.250                         | 34,53 | 1.855                                        | 1,89   | -     |       |
| Partito Repubblicano Italiano - I Liberal Sgarbi | Saverio Mancini                | 34.250                         | 34,53 | 856                                          | 0,87   | -     |       |
| Restuccia per Vibo                               | Saverio Mancini                | 34.250                         | 34,53 | 198                                          | 0,20   | -     |       |
| Seggio al candidato presidente                   | Seggio al candidato presidente | Seggio al candidato presidente | 34,53 | 1                                            |        |       |       |
|                                                  | Francesco Muzzopappa           | 3.009                          | 3,03  | Dorotei Centristi Europei                    | 2.904  | 2,96  | -     |
|                                                  | Marcello Furci                 | 630                            | 0,64  | Movimento dei Paesi e dei Quartieri          | 466    | 0,48  | -     |
|                                                  | Nicola Marcello                | 287                            | 0,29  | Alternativa Sociale                          | 270    | 0,28  | -     |
| Totale                                           | Totale                         | 99.181                         |       |                                              | 98.013 |       | 24    |